# 2023年のテレビ (日本)
2023年のテレビでは、2023年（令和5年）のテレビ分野（主に日本）の動向についてまとめる。

## テレビ番組関係の出来事

### 1月
- 1日 - 【音楽・埼玉県】テレビ埼玉（テレ玉、独立局）新春恒例の音楽特番『第31回埼玉政財界人チャリティ歌謡祭』をこの日19時より放送。今回はさいたま市文化センター大ホール（さいたま市南区）を会場に3年ぶりとなる有観客開催で行った[1][注 1]。
- 2日 - 【特番・クイズ・BS】BSJapanext『パネルクイズ アタック25 Next』（朝日放送テレビ共同制作）の正月特番として、前身の『パネルクイズ アタック25』（1975年4月 - 2021年9月、朝日放送テレビ制作・テレビ朝日系）時代から数えて47年にして初めてパネルの数が100枚になる『パネルクイズ アタック100』を放送（13時25分 - 15時55分）。東京大学、京都大学、早稲田大学、お茶の水女子大学のクイズ研究会が4人1組のチーム戦で競った[2]。
- 4日
  - 【報道・キー局】
    - フジテレビ系平日深夜枠報道番組『FNN Live News α』は、2022年暮れまで月 - 水曜担当メインキャスターを務めた三田友梨佳（フジテレビアナウンサー、事由は下記参照）に代わり、小澤陽子（同）が三田の後任として番組に加入、前年末まで木・金曜担当だった内田嶺衣奈（同）との2人体制となる。なお、内田が月 - 水曜、小澤が木・金曜をそれぞれ担当する[3]。
    - TBS系『news23』では、2022年12月23日放送分をもって番組を卒業した国山ハセン（当時TBSアナウンサー、同年12月31日付でTBSを退社）に代わる新フィールドキャスターとして喜入友浩（TBSアナウンサー）がこの日の放送から登板[4]。

  - 【報道・近畿広域圏】読売テレビ夕方ローカル報道番組『かんさい情報ネットten.』は、本年最初の放送となるこの日よりキャスター陣シフトを変更。メインキャスターを中谷しのぶ・黒木千晶（共に同局アナウンサー）の二人制とし、中谷が火・水・金曜、黒木が月・木曜を担当。サブキャスターも岩原大起（同）と足立夏保（同）の2人制として、岩原が月・木・金曜を、足立が火・水曜をそれぞれ担当する[5]。
- 5日 - 【情報・バラエティ】日本テレビ系平日昼枠の情報バラエティ番組『ヒルナンデス!』は、新年最初の放送となるこの日より第3代目アシスタントとして2022年入社の新人である浦野モモ（同局アナウンサー）が登板[6]。
- 8日 - 【スポーツ・中京広域圏】CBCテレビにて日曜昼枠で放送されているプロ野球・中日ドラゴンズ応援番組『サンデードラゴンズ』は、メイン司会の若狭敬一[注 2]（CBCテレビアナウンサー）が本年1月から3月まで育児休職を取得することに伴う番組一時離任のため、その間の代役メイン司会として川上憲伸と吉見一起（共に野球解説者）が若狭の復帰まで務めることとなり、新年最初の放送となるこの日は吉見が司会を担当した[8]。
- 9日 - 【バラエティ】フジテレビ系平日昼帯で、前年12月23日をもって終了した情報番組『ポップUP!』に代わる新番組として、お笑いコンビ・ハライチ（岩井勇気・澤部佑）と神田愛花（フリーアナウンサー）が司会を務めるバラエティ番組『ぽかぽか』を放送開始[9][10]。なお、この日の番組のエンディングにて、4月から放送時間が3時間から2時間に短縮されることが発表された[11]。
- 13日 - 【アニメ】テレビ東京系で『ポケットモンスター めざせポケモンマスター』が放送開始（ - 3月24日）。同局系で放送された『ポケットモンスター』（2019年11月 - 2022年12月）の新シリーズであり、1997年4月1日の第1作開始から26年続いたサトシ（声：松本梨香）を主人公とするシリーズの最終作となる[12][13]。→4月も参照
- 14日 - 【報道・情報】テレビ朝日系『中居正広のキャスターな会』で、体調不良で休業していたMCの中居正広（タレント、元SMAP）が、この日の放送より2022年11月5日放送分以来70日ぶりに復帰し、芸能活動を再開[14]。
- 15日
  - 【アニメ】毎日放送制作・TBS系「日5」枠にて、ガンダムシリーズの劇場版・OVA作品『機動戦士ガンダム 閃光のハサウェイ』（2021年公開）『機動戦士ガンダム サンダーボルト』（2015年 - 2016年配信）『機動戦士ガンダムNT』（2018年公開）の3作品をテレビエディションとして再構成し、この日より順次放送[注 3]（ - 3月26日）[15]。
  - 【バラエティ・紀行・特番】北海道文化放送（UHB、フジテレビ系）開局50周年特別番組として、北海道出身で同局50周年アンバサダーを務めるタカアンドトシと北海道に縁のあるEXIT[注 4]が北海道内を巡る『タカアンドトシの北海道全力絶景』を全国ネットで放送（16時5分 - 17時20分）[16][17][18]。
- 19日・26日 - 【バラエティ・食】日本テレビ系『ぐるぐるナインティナイン』の人気企画「グルメチキンレース・ゴチになります!」の第24弾の2023年最初の放送となる2時間スペシャルにおいて、前年12月29日放送分の4時間30分スペシャルで「クビ」となった池田エライザ（女優・歌手）、高杉真宙（俳優）、ノブ（千鳥）に代わる新メンバー3人のうち、2人が発表[19][20]。1シーズンに3人加入するのは2018年（第19弾）以来、5年ぶりとなる[注 5]。この日の放送では小芝風花（女優）と盛山晋太郎（見取り図）の加入を発表[21][22]。さらに翌週26日の放送では3人目の新メンバーとして宮野真守（声優・俳優・歌手）の加入が発表された[23]。なお、小芝の制服は翌週の2月2日に初披露された[注 6][24]。
- 29日 - 【情報】フジテレビ系日曜プライムタイム枠情報番組『Mr.サンデー』（関西テレビとの共同制作）第3代アシスタントキャスターの三田友梨佳（フジテレビアナウンサー、在任：2019年4月7日 - ）は、第1子懐妊により産前産後休業に入るため、この日の放送を以て3年9か月担当した同番組を退任した[25]。
- 30日 - 2月3日 - 【報道・健康問題】TBS系『news23』のメインキャスター・小川彩佳が新型コロナウイルス（以下「コロナ」「新型コロナ」「コロナウイルス」いずれか記す）感染のためこの週の放送を休演となり、その間は喜入友浩と山本恵里伽（ともにTBSアナウンサー）が進行を代行した。その後、小川は2月6日より番組に復帰した。

### 2月
- 2日（1日深夜） - 【音楽・舞踊・関東広域圏】日本テレビが『ダンス・ボーカルの歴史に新たなターニングポイントに』と銘打ち、新たに打ち出す新プロジェクトとして『DANCE UNIVERSE NEVER KILLED』（D.U.N.K）を開始することに合わせ、この日より新番組として『D.U.N.K』（0時59分 - 1時29分、関東ローカル）を放送開始。番組ホストは日高光啓（SKY-HI）が務める[26][27]。
- 3日〜5日 - 【キャンペーン・社会貢献】テレビ東京ではこの3日間を中心に、SDGsへの意識向上キャンペーンとして『SDGsウイークエンド』を昨年5月に引き続き実施。本年のテーマは『みんなと、SDGs』。同局のレギュラー番組や特別番組などを通じて、SDGsに取り組む企業や団体の活動を発信した[28]。
- 4日 - 【回顧・教養・特番】NHK総合ではテレビ放送開始70周年記念番組としてこの日、NHKアーカイブスが保管する秘蔵番組・秘蔵映像などを紹介する『TV70年! 蔵出し映像まつり』（16時45分 - 17時58分）を放送。番組司会は六角精児（俳優）と井上咲楽（タレント）が務めた[29]。
- 5日
  - 【芸能・演芸】日本テレビ系『笑点』の大喜利で、前年9月30日に死去した六代目三遊亭円楽に代わる新メンバーとして春風亭一之輔が登場。新メンバーが2月から登場することについては1月1日に放送された特番『笑点 お正月だよ!大喜利まつり』の中で司会の春風亭昇太から発表されたが、名前は公表していなかった[30][31]。
  - 【アニメ】テレビ朝日系・朝日放送テレビ制作日曜朝8時30分枠のアニメ『プリキュアシリーズ』（東映アニメーション制作）の第20作『ひろがるスカイ!プリキュア』が放送開始（ - 2024年1月28日）[32]。プリキュアシリーズ20周年記念作品[注 7]。
  - フジテレビ系
    - 【キッズ・教養・アニメ】早朝枠子ども向け鉄道アニメ番組『GO! GO! チャギントン』は、佐久間みなみ（フジテレビアナウンサー、2020年9月 - ）に代わる新ナビゲーターとして岸本理沙（同）がこの日の放送から就任[34]。
    - 【情報】情報番組『Mr.サンデー』（関西テレビとの共同制作）は、この日の放送より第4代キャスターとして山﨑夕貴（フジテレビアナウンサー）が就任[25]。その後、第1子懐妊により産前産後休業に入るため、6月25日の放送をもって離任した[35][36]。
- 11日 - 【回顧・教育・キッズ・特番】NHK Eテレにて同局の看板子ども番組で1959年より放送されている『おかあさんといっしょ[注 8]』の歴史を振り返る特番『「おかあさんといっしょ」から見るこども番組』（20時 - 20時50分）を放送。番組では『ブーフーウー』（1960年 - 1967年）などの人形劇や歌、体操などの名場面を紹介した[29]。
- 12日
  - 【回顧・スポーツ・特番・BS】NHK BS1ではテレビ70年の歴史の中で映し出されてきたスポーツあの名場面やあのときのヒーロー・ヒロインの姿などを「昭和」篇／「平成・令和」篇の2部構成で放送する『“新発見”と“新体験”テレビとスポーツの70年』（19時 - 20時49分）を放送。番組司会は関根勤（タレント）と中川安奈（NHKアナウンサー）が担当した。なお、同番組は23日に総合テレビ（19時30分 - 20時53分）でも放送された[29]。
  - 【公営競技・スポーツ・西日本】関西テレビ制作（西日本エリア中心[注 9]）の競馬中継番組『競馬BEAT』は、この日の放送から体制を一新。新MCにお笑いコンビ：シャンプーハット・恋さん（本名：小出水直樹）を起用。またスタジオ進行に岡安譲（関西テレビアナウンサー）、パドック実況に舘山聖奈（同）をそれぞれ配する[37]。またこの日の放送では前年末まで務めた杉崎美香（フリーアナウンサー）の後を受けた新女性司会者に菅井友香（女優、タレント、元欅坂46→櫻坂46）が起用され、26日の放送より登場することも併せて発表された[38][39]。
  - 【バラエティ】日本テレビは、系列局とともに番組を作り上げる「共創プロジェクト」の一環として、日曜14時からのサンバリュ枠で、系列局制作番組の放送を開始。この日第1弾として、福岡放送制作の『福岡くん。東京におジャマしますSP』を放送[40]、視聴率2.7%でサンバリュ枠として個人視聴率は歴代1位タイ、コアターゲット視聴率は歴代1位、同時に放送された北部九州地区では個人10.1%、世帯16.4%を記録し、Twitterでも、ハッシュタグ「#二時から日テレで福岡くん」が、日本のトレンド1位に立った。第2弾として、同月26日にサンドウィッチマンが出演する札幌テレビ制作の『熱烈!ホットサンド!SP 〜初心にかえって東京で北海道探し〜』を放送した[41][42]。
- 16日 - 【追悼・音楽】NHK総合にて、1月11日に死去した高橋幸宏（音楽家）の追悼特番として、『NHK MUSIC SPECIAL 高橋幸宏 創造の軌跡』を放送（22時 - 22時45分。2月21日未明（20日深夜）1時25分 - 2時10分にも再放送された）。NHKアーカイブスに残る各種映像などを元に、サディスティック・ミカ・バンドやイエロー・マジック・オーケストラ（YMO）を含めたパフォーマンスや番組出演時の肉声などを紹介し、高橋の足跡と功績を振り返った[43][44]。
- 18日 - 【お笑い・特番】TBS系で2021年10月から2022年9月にレギュラー放送されていた『ザ・ベストワン』の、不定期放送となってから初となる『ザ・ベストワン〜今、一番見たいネタ国民投票SP〜』がこの日19時からの3時間特番として放送[45]。
- 19日 - 【特番・食】九州朝日放送制作・テレビ朝日系全国ネットで、羽鳥慎一（フリーアナウンサー）と指原莉乃（タレント）の冠特番『羽鳥×指原 ご当地!推しメシツアー それ東京でも食べられますけど!』の第2弾を放送（13時55分 - 15時20分）[46]。
- 20日 - 【特番・バラエティ】フジテレビ系で、前年3月をもってレギュラー放送を終了した内村光良（ウッチャンナンチャン）MCの『痛快TV スカッとジャパン』が約1年ぶりに2時間スペシャルとして復活した（19時 - 21時[注 10]）[47]。
- 22日 - 【特番・編成・動物・BS】BSテレ東（2K・4K）ではこの日「猫の日」にちなみ、毎年恒例となった猫関連番組の集中編成『BSキャッ東 猫の日』を実施。6回目を迎える本年のテーマは『猫のこと、ちゃんと考える』。昨年に引き続き、藤あや子（演歌歌手）の愛猫「マル」と「オレオ」が一日猫社長に就任した[48]。
- 24日〜26日 - 【バラエティ・特番】テレビ朝日系では、同局の人気バラエティ8番組が参加するコラボ特番『コラボしまくり!ザワつく金土日!』を3夜連続で放送。24日は『ザワつく!金曜日』『くりぃむクイズ ミラクル9』『クイズプレゼンバラエティー Qさま!!』による『クイズコラボ』（18時50分 - 21時48分）、25日は『サンドウィッチマン&芦田愛菜の博士ちゃん』『池上彰のニュースそうだったのか!!』による『学びコラボ』（18時30分 - 21時54分）、26日は『ザワつく!金曜日』のスピンオフ特番『ザワつく!路線バスで寄り道の旅』と『帰れマンデー見っけ隊!』『じゅん散歩』による『旅コラボ』（19時 - 21時55分）がそれぞれ展開された[49]。
- 26日 - 【情報・追悼・BS】BS-TBS（2K・4K）『噂の!東京マガジン』[注 11]は、この日の放送内容を当初の予定から差し替え、22日に死去したレギュラー出演者の笑福亭笑瓶（66歳没）を偲んで「笑瓶さん! ありがとう 笑顔と優しさの全記録」と題して、1991年から32年間同番組に出演した故人の在りし日の姿を回顧した[50]。

### 3月

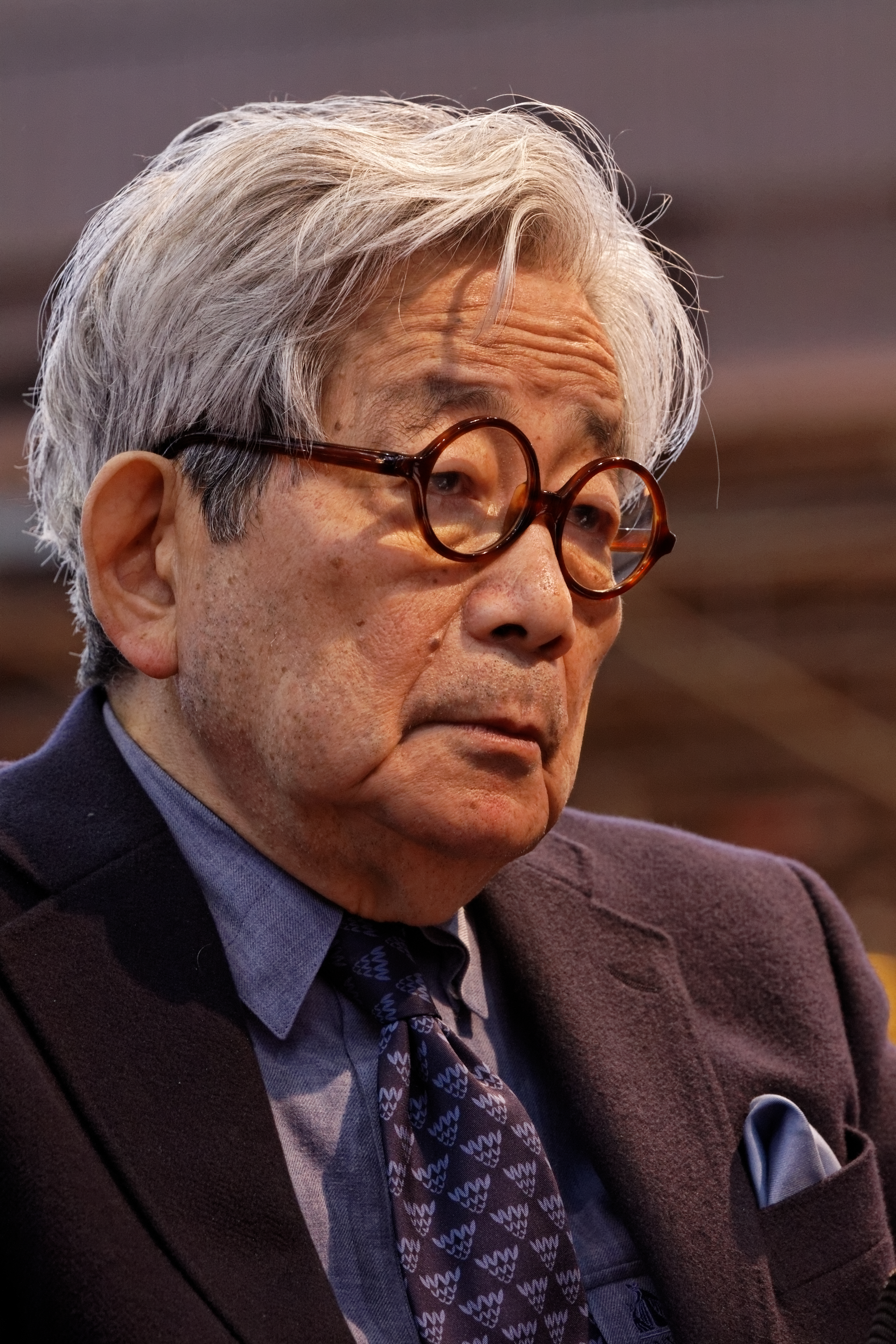
大江健三郎死去（3月3日、88歳没。写真は2012年3月撮影）

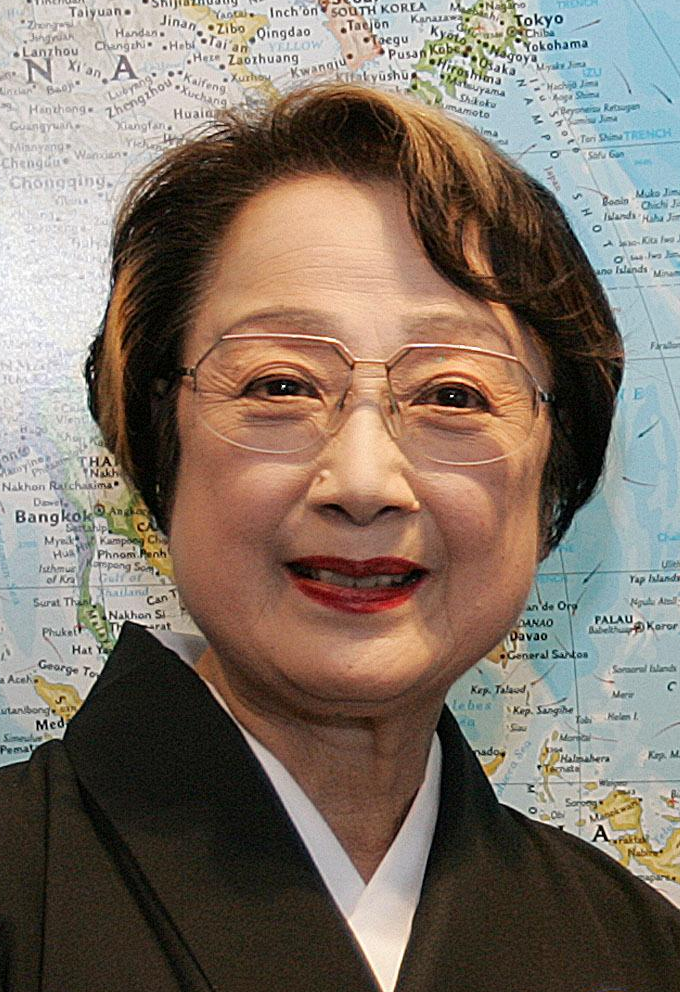
扇千景死去（3月9日、89歳没。写真は2006年8月撮影）

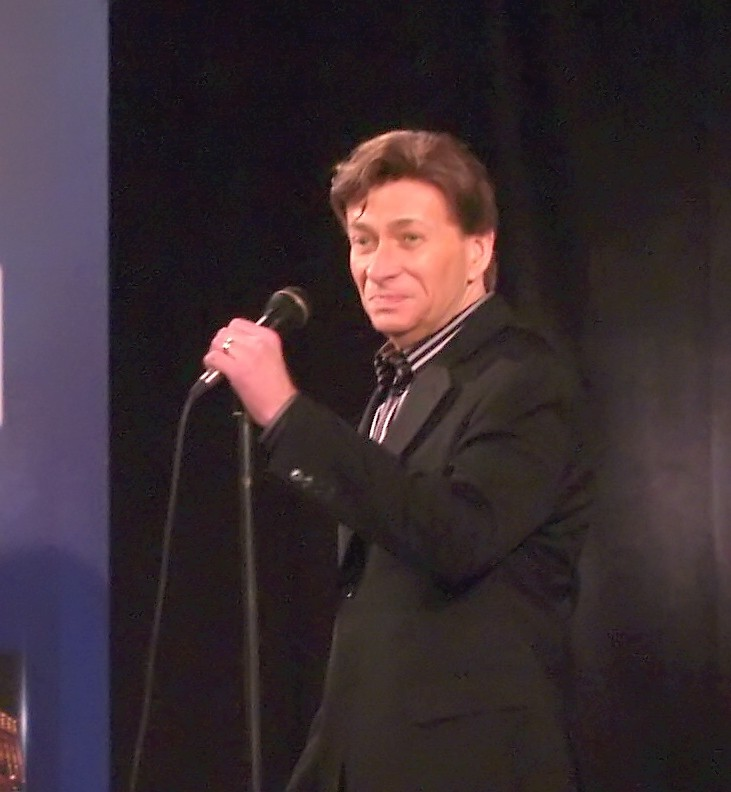
ボビー・コールドウェル死去（3月14日、71歳没。写真は2009年1月撮影）

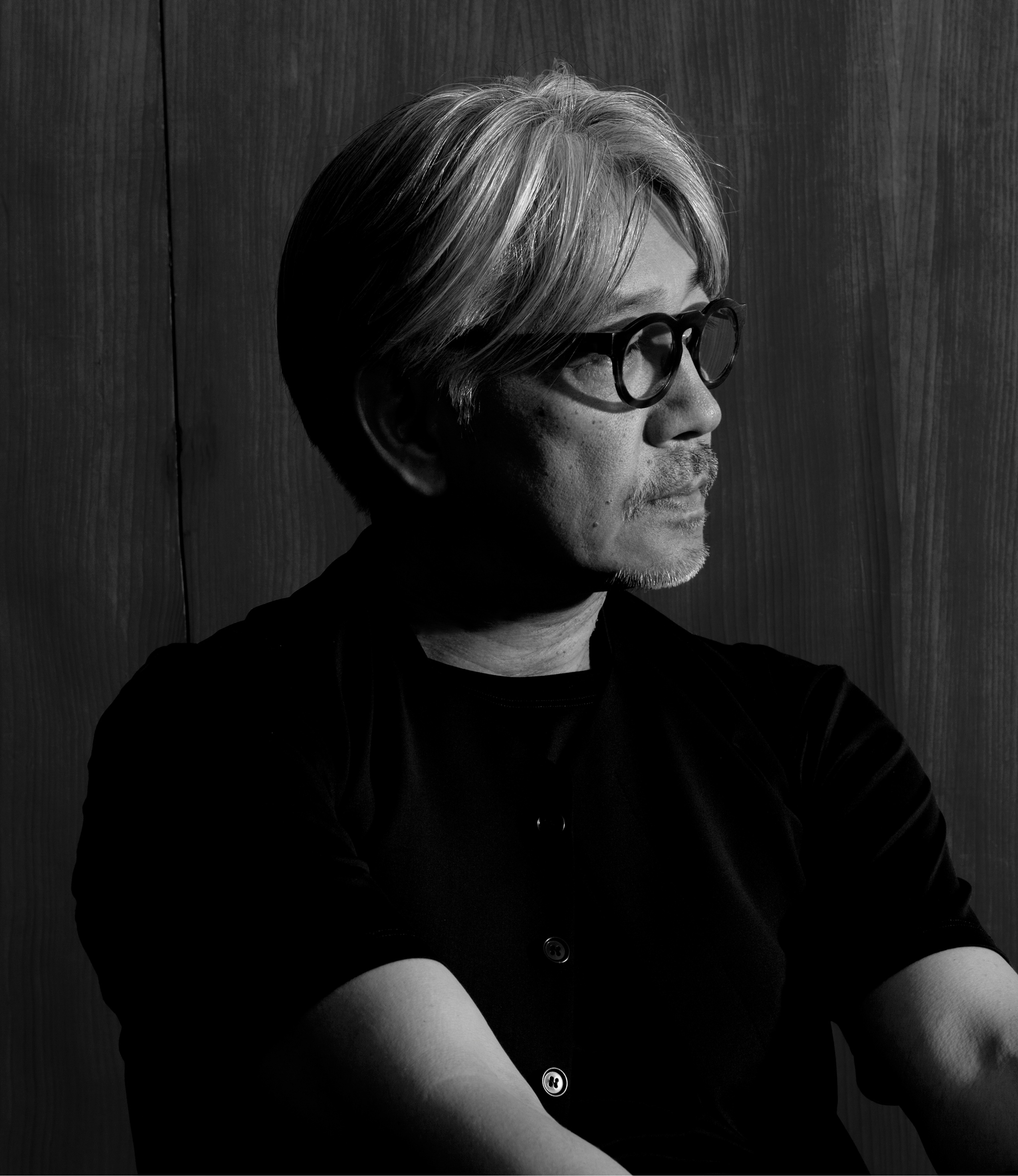
坂本龍一死去（3月28日、71歳没）

#### 3月上期
- 3日 - NHK総合
  - 【報道】『NHKニュースおはよう日本』平日スポーツコーナー担当の堀菜保子（NHKアナウンサー、2022年4月より在任）は、後述の自身のNHK退職を理由としてこの日の放送を最後に番組を降板した[51]。
  - 【情報・ドキュメンタリー・スポーツ・追悼・近畿広域圏】NHK大阪放送局制作地域番組『かんさい熱視線』はこの日、本年1月24日に死去した元プロ野球選手の門田博光（元南海ホークス、74歳没）を悼んで「信じた道を突き進む 元・南海ホークス門田博光」と題して放送。番組では山田久志（元阪急ブレーブス投手）など故人と縁があった人物がVTR出演した[52]。
- 4日
  - （3日深夜）【アニメ】NHK総合にて、諫山創の漫画を原作としたアニメ『進撃の巨人』の最終章となる「The Final Season 完結編」の前編が、この日0時25分よりスペシャルとして放送。11月5日（4日深夜）には後編が放送された[53]。
  - 【演芸・お笑い】フジテレビ系で、関西テレビ制作の『コーエーテクモゲームス PRESENTS R-1グランプリ2023』とフジテレビ制作の土曜プレミアム『ENGEIグランドスラム』を合体して、『笑いの生祭典コラボSP』として、4時間強の生放送を実施[54]。『R-1』の優勝は田津原理音（吉本興業所属）[55]。また『ENGEI』では当初ナインティナインと共に司会を務める予定だった松岡茉優（女優）が体調不良のため休演したため、『R-1』の司会を務めた広瀬アリス（女優）が引き続き務めた[56]。
  - 【スポーツ】日本テレビ及び同局系のCS放送・日テレジータスで放送されていたプロボクシング中継番組『ダイナミックグローブ』がこの日の日テレジータスでの放送をもって終了。1981年10月に放送を開始して以来、41年余りの歴史に幕。今後は動画配信サービス「U-NEXT」に移行して継続する[57]。
- 5日
  - 【アニメ】フジテレビ系『サザエさん』で、2月5日に87歳で死去した貴家堂子（声優）の後任となる二代目フグ田タラオ役として、愛河里花子（同）がこの日の放送から就任[58][59]。
  - 【バラエティ・追悼】日本テレビ系『ダウンタウンのガキの使いやあらへんで!』は当初の放送内容を変更して、2月22日に66歳で死去した笑福亭笑瓶（落語家・タレント）の追悼企画「笑福亭笑瓶さん追悼 名場面SP」を放送[60][61]。
- 9日 - 【情報】読売テレビ制作・日本テレビ系情報ワイド番組『情報ライブ ミヤネ屋』にて、毎週木曜日の気象情報を担当していた気象予報士の奈良岡希実子（2016年4月より在任）が第1子懐妊による産前産後休業入りのため、この日の放送を以て約7年間出演した同番組から離任[注 12][62]。
- 9日 - 22日 - 【スポーツ】野球の国際大会「2023 ワールド・ベースボール・クラシック」の日本戦をテレビ朝日系とTBS系で生中継。TBS系では大会の「応援団」を杉谷拳士（元プロ野球選手）が務めた[63]。
- 10日 - 【報道】NHK総合『ニュース きん5時』（BK制作）で、2021年4月の放送開始よりメインキャスターを務めた武田真一（2月末までNHKアナウンサー、3月より外部出演者として担当）がこの日の放送をもって退任[64]。
- 12日 - 19日 - 【コラボレーション】共に本年がテレビ放送開始（開局）70周年となるNHKと日本テレビがメモリアルウィークとしてこの期間、両局の人気番組で相互コラボレーションを実施。また、19日には両局が連携してテレビ70年の歴史を振り返り、そして未来へ向けた構想などを特集する特別番組を放送した[29]。各日の放送内容は以下の通り[65][66]。
  - 12日
    - 【音楽・バラエティ】この日放送の『NHKのど自慢』（青森県八戸市・八戸市公会堂）に、日本テレビ系『行列のできる相談所』より吉田沙保里（元レスリング選手）、北村晴男（弁護士）、王林（タレント、青森県出身）がゲスト出演[注 13]。また『行列のできる相談所』に『のど自慢』司会の小田切千（NHKアナウンサー）と鐘担当の秋山気清（打楽器奏者）がゲスト出演[67]。
    - 【演芸】この日放送の日本テレビ系『笑点』にNHK総合『チコちゃんに叱られる!』のチコちゃんがゲスト出演[68]。
    - 【バラエティ・ドキュメンタリー】NHK総合の自然科学ドキュメンタリー番組『ダーウィンが来た!』と日本テレビのバラエティ番組『ザ!鉄腕!DASH!!』の裏番組同士のコラボレーションを実施。『ザ!鉄腕!DASH!!』の「DASH海岸」のロケに『ダーウィンが来た!』の取材班が参加し城島茂（TOKIO）らとともに東京湾の海洋生物撮影に挑戦したほか、桝太一（同志社大学ハリス理化学研究所専任研究所員、元日本テレビアナウンサー）が『ダーウィンが来た!』のロケに参加し日本の海で起きている現象を取材した[69][70]。

  - 14日 - 【バラエティ】日本テレビ系『踊る!さんま御殿!!』は、NHKから高瀬耕造、糸井羊司、鈴木奈穂子、杉浦友紀、西川典孝、森下絵理香、日本テレビから豊田順子（当時）、黒田みゆ、藤井貴彦、辻岡義堂、水卜麻美、岩田絵里奈のアナウンサー計12名が出演[71][68]。
  - 15日 - 【バラエティ】日本テレビ系『有吉の壁』では、「一般人の壁」の特別版として「テレビ局の壁を越えろ!おもしろNHKの人選手権」を放送。NHK局内を舞台に芸人たちが「おもしろいNHKの人」になりきったほか、NHKマスコットキャラクターのどーもくん、NHK Eテレ『おとうさんといっしょ』のシュッシュ、NHK総合『あさイチ』MCの博多華丸（博多華丸・大吉）、同『みんなで筋肉体操』の武田真治（俳優）が出演した[72][73]。
  - 16日 - いずれも【バラエティ・食】
    - 日本テレビ系『ぐるぐるナインティナイン』の「グルメチキンレース・ゴチになります!24」に、スペシャルゲストとしてチコちゃんが出演[注 14][68]。
    - NHK総合『サラメシ』では日本テレビ社員の昼ご飯を紹介した[注 15]。

  - 17日 - いずれも【クイズ・バラエティ】
    - 日本テレビ系『クイズ!あなたは小学5年生より賢いの?』は、NHK Eテレ『天才てれびくんhello,』よりみやぞん（ANZEN漫才）が、連続テレビ小説『舞いあがれ!』より浅田芭路（子役）が参戦。
    - NHK総合『チコちゃんに叱られる!』にて、日本テレビ系『笑点』『ぐるぐるナインティナイン』とコラボした「『笑点』『ぐるナイ』まとめて叱っちゃうわよ!SP」を放送[注 16]。『笑点』より林家木久扇（落語家）が、『ぐるナイ』より増田貴久（NEWS）が出演。

  - 18日 - 【音楽】NHK総合『Venue101』が日本テレビ系『有吉の壁』とコラボレーションし、同番組から「渚ハニーとサザナミダーリン's」（友近、きつね、ロングサイズ伊藤〈や団〉、益子卓郎〈U字工事〉、森慎太郎〈どぶろっく〉）が出演した[注 17]。
  - 19日 - 【特番】NHK・日本テレビ共同制作特番として、『TV70年特番「テレビとは、○○だ」』を、第1部は日本テレビ系で10時25分 - 11時25分に、第2部はNHK総合で13時5分 - 14時20分に生放送。MCを有吉弘行（お笑いタレント）、青井実・桑子真帆（いずれもNHKアナウンサー）、藤井貴彦・岩田絵里奈（いずれも日本テレビアナウンサー）が務め、「テレビとは、○○だ」をテーマに、両局の膨大なアーカイブをあらゆる斬り口で掘り下げた[68]。

#### 3月下期
- 18日 -【スポーツ・バラエティ】TBS系のスポーツバラエティ番組『炎の体育会TV』（2011年10月 - ）がこの日放送の3時間スペシャルをもって終了、11年半の歴史に幕[74]。
- 19日 - 【報道】NHK総合の一週間のニュースまとめ番組『週刊まるわかりニュース』（2018年4月 - ）がこの日の放送をもって終了、5年間[注 18]の歴史に幕[75]。
- 20日 - 【バラエティ】フジテレビ系月曜20時枠で放送されていた内村光良（ウッチャンナンチャン）MCの冠番組『あしたの内村!!』（2022年4月 - ）[注 19]がこの日放送の2時間スペシャルをもって終了。わずか1年で幕[76]。
- 21日
  - 【スポーツ・特番・編成】TBSはこの日[注 20]午前開催された「2023 ワールド・ベースボール・クラシック」準決勝の日本 対 メキシコ戦（ アメリカ合衆国・フロリダ州マイアミ：ローンデポ・パーク）[注 21]に於いて日本が勝利し、決勝進出を果たしたことを受け、19時 - 20時57分枠にて放送予定だった『バナナサンド』スペシャル[注 22]から『WBC緊急放送 準決勝 日本×メキシコ 〜世紀の大一番をもう一度!〜』に差し替え、試合のハイライトを同局系にて放送した[77][78]。
  - 【バラエティ】関西テレビ制作・フジテレビ系バラエティ番組『所JAPAN』[注 23]（2018年10月 - ）がこの日の放送にて終了、月曜22時枠時代[注 24]を含めて4年半の歴史に幕[79][80]。
- 22日 - 【情報・スポーツ・編成】この日[注 25]午前開催された「2023 ワールド・ベースボール・クラシック」決勝の日本 対 アメリカ戦に於いて日本が3-2で勝利し、14年ぶり3度目の優勝の栄冠を手中に収めたことを受け、決勝の中継を担当したテレビ朝日は午後枠の情報番組『大下容子ワイド!スクランブル』を15時48分まで延長し、試合の回顧や国内外の反応などを伝えた。なお、同番組放送時間延長により『徹子の部屋』[注 26]と『DAIGOも台所〜きょうの献立何にする?〜』（朝日放送テレビ制作）の放送を休止する措置を執った[81]。TBSも19時から21時54分に放送予定だった『ワールド極限ミステリー』の3時間スペシャル[注 27]から『緊急放送!WBC決勝 日本×アメリカ〜世界一の歓喜をもう一度!〜』に差し替え、日本 対 アメリカ戦の再放送を行った[82]。
- 23日 - 【情報・バラエティ・東京都】TOKYO MXの平日夕方枠情報バラエティ番組『5時に夢中!』のアシスタントを務めていた大橋未歩（フリーアナウンサー、2019年4月より在任）が、「テレビプロデューサーの夫と共に修行の場を世界へ広げたい」としてこの日の放送を最後に4年間出演した同番組を降板[83]。
- 25日
  - 【紀行】朝日放送テレビ制作・テレビ朝日系『朝だ!生です旅サラダ』（テレビ宮崎を除く系列25局。山梨放送〈YBS〉・高知放送〈RKC〉へもネット）に1993年4月の第1回から30年間にわたりサブ司会を務めてきた向井亜紀（タレント）と、2009年4月から途中産休期間を含め14年間にわたりレギュラーを務めた三船美佳（女優・タレント）が、この日の放送をもって番組を卒業した。なお二人の番組卒業に関しては1月21日に同局より発表され[84]、翌週28日の番組内で司会の神田正輝（俳優）らより生報告された[85]。
  - テレビ東京系
    - 【公営競技・スポーツ・BS】同局の競馬中継『ウイニング競馬』（地上波・BSテレ東〈2K・4K〉）第9代サブ司会者の森香澄（テレビ東京アナウンサー、2020年1月より在任）は、後述の自身の同局退職によりこの日の放送を最後に3年3か月出演した同番組を降板した[86]。
    - 【音楽・BS】BSテレ東（2K・4K）の歌謡番組『サブちゃんと歌仲間』（1996年4月放送開始、開始から2012年12月まではテレビ東京にて放送）は、番組ホストを務める北島三郎（歌手）の『藝道60周年（を迎えたこと）を機に幕を下ろしたい』という意向によりこの日の放送をもって終了。通算27年間の歴史に幕[87]。
- 26日
  - （25日深夜）【紀行・バラエティ】TBS系で2013年4月から放送されていたさまぁ〜ず（お笑いコンビ）MCの紀行バラエティ番組『7つの海を楽しもう!世界さまぁ〜リゾート』がこの日の放送をもって終了。10年の歴史に幕。終了は5日未明（4日深夜）の番組内で発表された[88]。
  - 【スポーツ・公営競技】フジテレビ系競馬中継番組『みんなのKEIBA』（東日本エリア・沖縄県）の司会を担当した堤礼実（フジテレビアナウンサー、2019年1月より在任）がこの日の放送を最後に3年3か月担当した同番組から離任[89][90]。
  - 【音楽】この日放送された『NHKのど自慢』（和歌山県新宮市・丹鶴ホール）で、2013年4月7日から10年間司会を務めた小田切千と2002年4月7日から21年間鐘奏者を務めた秋山気清が番組を卒業。卒業は小田切が2月8日[91]、秋山はこの日の放送でそれぞれ発表された[92]。
- 27日
  - 【教養・バラエティ・キッズ】NHK Eテレの子ども向け科学教養バラエティ番組『すイエんサー』（2009年4月 - ）が終了、14年の歴史に幕[93]。
  - いずれも【報道】
    - TBS系夕方枠報道番組『Nスタ』はこの週よりリニューアル。メインキャスターとして井上貴博（TBSアナウンサー）とホラン千秋（タレント）のふたりを継続の上、新たに日比麻音子（TBSアナウンサー）が加わり、かつ曜日別コンビ体制（月・火曜：ホラン×日比、水・木曜：井上×ホラン、金曜：井上×日比）というシフトを敷く。また気象情報担当として新たに広瀬駿（気象予報士）が加入[94]。
    - フジテレビ系深夜枠報道番組『FNN Live News α』はこの週より内容をリニューアル。メインキャスターに前週までの小澤陽子、内田嶺衣奈（共にフジテレビアナウンサー）に代わり、月 - 木曜に堤礼実（同）、金曜に海老原優香（同）をそれぞれ起用。また海老原は水・木曜のスポーツコーナー担当を併任。キャスター交代に伴い番組演出やスタジオも一新する[95][96][90][97]。
- 28日 - 【バラエティ・ドキュメンタリー】関西テレビ制作・フジテレビ系火曜23時前半枠のドキュメントバラエティ『セブンルール』（2017年4月 - ）が終了、6年の歴史に幕。4月からは同局制作の深夜ドラマ枠（『火ドラ★イレブン』）に転換する[98]。
- 30日
  - 【情報】日本テレビ系
    - 【ワイド】早朝枠の『ZIP!』木曜パーソナリティーを2021年10月から1年半[注 28]務めたDAIGO（BREAKERZ、タレント）が、この日の放送をもって卒業[99]。
    - 【関東広域圏】午前枠の『バゲット』（2018年10月 - 、中京テレビにネットあり）が終了、4年半の歴史に幕[100]。

  - 【スポーツ】プロ野球パシフィック・リーグ開幕戦「北海道日本ハムファイターズ対東北楽天ゴールデンイーグルス」（北海道北広島市・エスコンフィールドHOKKAIDO[注 29]）をテレビ東京系（17時30分[注 30] - 21時24分）とNHK BS1（17時39分 - ）で生中継[注 31][101]。
- 31日
  - 【情報・ワイド】
    - 日本テレビ系平日午前枠情報ワイドショー番組『スッキリ』[注 32]（2006年4月 - ）が終了、17年の歴史に幕[100]。
    - フジテレビ系平日午前枠情報ワイドショー番組『めざまし8』のメインキャスター（MC）を開始から2年間務めた永島優美（フジテレビアナウンサー）が、この日の放送を最後に離任[102]。

  - 【バラエティ】朝日放送テレビ制作、テレビ朝日を除く大半の系列局及び一部独立局などで放送されている『探偵!ナイトスクープ』で探偵局員役を務めていたたむらけんじ（2007年5月 - ）、澤部佑（ハライチ）、橋本直（銀シャリ、澤部と橋本は2013年10月 - ）の3名がこの日の朝日放送テレビ放送分にて番組を卒業。卒業は2022年12月8日に同局から発表された[103][104]。
  - 【キッズ】NHK Eテレの乳幼児向け番組『いないいないばあっ!』に登場する、7代目女の子の「はるちゃん」こと倉持春希（2019年 - ）と、3代目操り人形キャラクターの「うーたん」（2003年 - 、声：間宮くるみ）がこの日の放送にて卒業。卒業後はステージショー「ワンワンわんだーらんど」に出演する[105]。
  - 【スポーツ】プロ野球セントラル・リーグ開幕戦「読売ジャイアンツ対中日ドラゴンズ」（東京都文京区・東京ドーム[注 33]）を日本テレビ系（18時10分 - 21時24分[注 34]）で生中継[注 35]。地上波の実況は上重聡[注 36]（日本テレビアナウンサー）が担当した。
  - 【地域報道・青森県】青森朝日放送（ABA、テレビ朝日系）の夕方枠地域報道番組『スーパーJチャンネルABA』（1997年3月 - ）がこの日の放送にて終了、26年間の歴史に幕[注 37][106]。
  - 【地域報道・近畿広域圏】関西テレビ（KTV、フジテレビ系）の平日夕方報道番組『報道ランナー』（2017年4月 - ）がこの日の放送をもって終了、6年の歴史に幕。
  - 【報道・BS】NHK BS1の『BSニュース4K+ふるさと』が終了。4月からは週1回放送の『週間4Kふるさとだより』（土曜 9時 - 9時25分）にリニューアルされる。

### 4月

#### 4月上期
- 1日
  - テレビ朝日系
    - （3月31日深夜）【バラエティ】タモリ（タレント・司会者）の冠番組で、女性のお尻から始まるオープニング、また名物コーナーとなった「空耳アワー」やマニアック企画で人気を博していた深夜バラエティ番組『タモリ倶楽部』（1982年10月放送開始、一部系列局ディレイネットあり）は、「40年間の放送で番組の役割は果たし終えた」としてこの日の放送をもって終了、40年半の歴史に幕[107][108]。最終回は「巷の皆さん間違ってますよ!タモリ流レシピを訂正しよう」と題し、田中裕二（爆笑問題）、劇団ひとり、市川紗椰が出演[109][108]。その後、この日および前週25日（24日深夜）の放送[注 38]が4月20日に発表された2023年3月度のギャラクシー賞月間賞を受賞した[110]。
    - 【紀行】朝日放送テレビ制作『朝だ!生です旅サラダ』は、この日の放送から新レギュラーとして松下奈緒（俳優・音楽家）が登場[111]。

  - 【キッズ】NHK Eテレの長寿子供番組『おかあさんといっしょ』で第12代たいそうのおにいさんを務めた福尾誠（2019年4月より在任）が、この日の放送をもって卒業[112]。
  - 【スポーツ】
    - 【公営競技】
      - 【キー局】テレビ東京系『ウイニング競馬』はこの日の放送より第10代サブ司会者として冨田有紀（テレビ東京アナウンサー）が登板[113]。
      - 【京都府】KBS京都の土曜競馬中継番組『うまDOKI』は、この日の放送より新司会者としてほのか（ファッションモデル）が登板[114]。

    - 【トーク】フジテレビ系で2018年10月から日曜19時枠で放送されてきた浜田雅功（ダウンダウン）司会のスポーツトーク番組『ジャンクSPORTS』は、この日より土曜夕方枠（17時 - 17時30分）に移動[注 39]。局側では「不定期でゴールデンタイムのスペシャル版放送は継続する」としている[76][115]。
- 2日
  - 【音楽】NHKの視聴者参加型音楽番組『NHKのど自慢』は、新年度より新司会者として二宮直輝と廣瀬智美[注 40]（共にNHKアナウンサー）を起用して司会者2人体制を敷き、かつ交代制で担当させるシフトを採用する。また、これまでの総合テレビとラジオ第1に加え、NHK-FMでも同時放送を開始する[116][117][91][118]。加えてこの日の放送分から、ラジオによる放送開始当初から続いていた生バンドによる伴奏を廃止し、予選から本選までカラオケ音源に変更、テーマソングは葉加瀬太郎（ヴァイオリニスト）がアレンジした新バージョンに変わり、鐘については前週をもって卒業した秋山気清に代わり地域に一層密着するために各地のオーケストラの打楽器奏者が鳴らすことになった[119]。
  - 【報道・情報】テレビ朝日系日曜早朝枠ニュース番組『サンデーLIVE!!』（朝日放送テレビ・メ〜テレとの共同制作）は、前月までアシスタントキャスターを務めたヒロド歩美（朝日放送テレビを3月末で退職）の後任として、この日の放送から鷲尾千尋（朝日放送テレビアナウンサー）が登板[120]。
  - フジテレビ系
    - 【アニメ】2004年から不定期で放送されている人気バラエティ『run for money 逃走中』をテレビアニメ化、東映アニメーションとの共同制作により『逃走中 グレートミッション』のタイトルで日曜9時台前半枠にて放送開始（ - 2025年3月30日）[121][122]。
    - 【情報・バラエティ】日曜10時枠『ワイドナショー』の新コメンテーターとして今田耕司が就任[123]。田村淳（ロンドンブーツ1号2号）と隔週で出演する。また東野幸治は引き続き出演する。
    - 【紀行】日曜12時枠の紀行番組『なりゆき街道旅』のこの日の放送から、澤部佑（ハライチ）に代わる2代目MCとしてハナコ（お笑いトリオ）が就任[124]。
    - 【スポーツ・公営競技】競馬中継番組『みんなのKEIBA』（東日本エリア・沖縄県）の新司会者として竹俣紅（フジテレビアナウンサー）がこの日の放送から登板[89][125]。

  - テレビ東京系
    - 【アニメ】『デュエル・マスターズ』シリーズのWIN編第2作『デュエル・マスターズ WIN 決闘学園編』が放送開始（ - 2024年3月31日）[126]。
    - 【バラエティ】『家、ついて行ってイイですか?』が後述の日曜夜の改編にあわせて、この日の放送より放送時間を1時間繰り下げて21時開始に変更。枠移動の初回となるこの日は18時30分からの3時間半スペシャルを放送した[127][128]。

  - 【教養】NHK Eテレ『趣味の園芸』新シリーズとして、稲垣吾郎を園芸名人「グリーンサム」に育てる『稲垣吾郎 グリーンサムへの12か月』を放送開始[129]。
  - 【映像・バラエティ・新潟県】NST新潟総合テレビ（フジテレビ系）映像バラエティ番組『潟ちゅーぶ』は、新年度となるこの日より放送時間枠が土曜午前から日曜午前に異動し、9時30分 - 10時の放送に変更。なお司会のチカコホンマ（タレント）と杉山萌奈（NSTアナウンサー）は引き続き出演[130]。
- 3日
  - NHK総合（特記なき場合、役職はNHKアナウンサー）
    - 【報道】
      - 19時台の『NHKニュース7』平日版（月 - 木曜）は、この日より新キャスターに産前産後休業および育児休業から復帰する和久田麻由子、瀧川剛史、川﨑理加、今井翔馬が就任[116][117]。
      - 21時台の『ニュースウオッチ9』は、キャスター陣に林田理沙が加入。またスポーツコーナー担当キャスターに吉岡真央を起用する[116][117]。

    - 【地域報道】
      - 【北海道】札幌放送局（IK）制作夕方枠地域報道番組『ほっとニュース北海道』は、この日より放送開始時刻を18時に繰り上げるとともに、新キャスターに神門光太朗と是永千恵を起用[131]。
      - 【長野県】長野放送局（NK）制作夕方枠地域報道番組『イブニング信州』新メインキャスターとしてこの日より柴田拓と米澤太郎が就任[132]。
      - 【近畿広域圏】大阪放送局（BK）制作夕方枠地域報道番組『ほっと関西』は、この日より新キャスターに小山径と嶋田ココを起用[133]。
      - 【長崎県】長崎放送局（AG）制作夕方枠地域報道番組が前年度までの『イブニング長崎』から『ぎゅっと!長崎』と年度替わりを機にタイトル・内容を一新し、この日より放送開始。番組キャスターは木花牧雄をメインに据え、アシスタントは長瀬萌々子と西永里花（NHK長崎契約キャスター）が務める[134]。

  - 【キッズ】NHK Eテレ
    - 『おかあさんといっしょ』にて、この日より第13代たいそうのおにいさんとして佐久本和夢が就任[112]。
    - 『いないいないばあっ!』にて、この日より、8代目女の子として「おうちゃん」こと武石桜華が就任。あわせて4代目操り人形キャラクターとして「ぽぅぽ」（声：齋藤彩夏）が登場[105]。
    - 『天才てれびくんhello,』が1993年4月の放送開始から31年目を迎えて番組をリニューアル。番組タイトルを開始当初の『天才てれびくん』に復するとともに、司会も前年度まで務めたみやぞん（ANZEN漫才）からお笑いコンビのティモンディに交代[135]。

  - 日本テレビ系
    - いずれも【情報・ワイド】
      - 早朝枠の『ZIP!』は、新年度より放送時間を5時50分 - 9時に1時間拡大。平日早朝枠の3時間生放送は同局初となる[注 41]。メインキャスターの水卜麻美（日本テレビアナウンサー）は続投[136][137]。
      - 前週まで午前枠で放送されていた『スッキリ』『バゲット』の枠を引き継いだ新番組として『DayDay.』（月 - 木曜：9時 - 11時10分、金曜：9時 - 10時25分）[注 42]を放送開始。MCは山里亮太（南海キャンディーズ）、黒田みゆ（日本テレビアナウンサー）、そして2月末までNHKアナウンサーを務めていた武田真一が担当する[138][139][140][141]。

    - 【報道】平日深夜枠報道番組『news zero』はこの週より新メンバーが加入。水 - 金曜のニュース担当に中島芽生（日本テレビアナウンサー）、火・木曜のスポーツコーナー担当に小髙茉緒（同）を、月 - 金曜の気象情報には市村紗弥香（気象予報士）をそれぞれ起用。また金曜日のパートナーとして髙木菜那（元スピードスケート選手）が登板する[142]。
    - 【報道・BS】BS日テレ（2K・4K）『深層NEWS』（日本テレビ・読売新聞との共同制作）がこの年の秋に番組開始10周年を迎えるのを機に、この日より放送開始時間をこれまでの22時から19時に繰り上げ。あわせて金曜日放送分をワイド版として放送時間を2時間に拡大する。また、新コメンテーターとして伊藤俊行（読売新聞東京本社編集委員）が新たに就任する[143]。

  - 【報道】テレビ朝日系『報道ステーション』は新年度より陣容を変更。サブキャスターを3月まで務めた渡辺瑠海（テレビ朝日アナウンサー）から安藤萌々（同）に交代、渡辺はフィールドキャスターに回る。また安藤が3月まで務めたスポーツコーナー担当の後任キャスターにはヒロド歩美（フリーアナウンサー）を起用する[144]。
  - テレビ東京系
    - 【報道・経済】早朝枠経済報道番組『ニュースモーニングサテライト』はこの週よりキャスターシフトを一部変更。月曜のメインキャスターとして片渕茜（テレビ東京アナウンサー）と池谷亨（テレビ東京キャスター室）を起用、相内優香（同）は火・水曜のみの担当とする[145]。
    - 【情報・生活・関東広域圏】夕方枠の生活情報番組『よじごじDays』をこの週よりリニューアル。曜日別パーソナリティを務める薬丸裕英（タレント）が木曜→月曜、小泉孝太郎（俳優）が金曜→木曜、石塚英彦（タレント）が月曜→金曜とそれぞれシフトチェンジ〈火曜担当の上地雄輔（俳優）と水曜担当の長野博（タレント）はそのまま〉、前週まで進行役として出演した冨田有紀（テレビ東京アナウンサー）が降りて新たに福田典子（同）と交代、福田は月・火・金曜を担当する[146]。
    - 【クイズ・バラエティ】過去に特番として放送された『正解の無いクイズ』をレギュラー化、この日より月 - 水曜の17時30分からの15分枠で放送開始[127][128][147]。

  - フジテレビ系
    - 【情報・ワイド】午前枠情報ワイド番組『めざまし8』では、前週で離任した永島優美（フジテレビアナウンサー）の後任キャスターとして、新年度初週から月 - 木曜担当に小室瑛莉子（同）を[148]、金曜担当に岸本理沙（同）とトラウデン直美（タレント）をそれぞれ起用する[149]。
    - 【報道・BS】BSフジ（2K・4K）の夜枠報道番組『プライムオンラインTODAY』は、2020年10月の番組開始より2年半の間メインキャスター（月 - 木曜担当）を務めた宮澤智（フジテレビアナウンサー）が第1子懐妊のために前月限りで番組を降板、新年度初日となるこの日より内田嶺衣奈（同、2023年1月より金曜担当）が全ての曜日のメインキャスターを担当する[150]。
    - 【近畿広域圏】関西テレビ
      - 【情報・ワイド】『2時45分からはスローでイージーなルーティーンで』は、この日から放送時間が13時50分からに繰り上がり、タイトルも『1時50分からはスローでイージーなルーティーンで』としてリニューアルするとともに、月曜日の新レギュラーMCとしてお笑いコンビ・ロングコートダディ（堂前透・兎）がこの日の放送から就任。またこれまでの関西ローカルからテレビ静岡、テレビ新広島、さんいん中央テレビ、テレビ西日本、サガテレビ、テレビ熊本、テレビ宮崎の7局にもネットする[151][152]。
      - 【報道】『報道ランナー』に代わり『newsランナー』（16時45分 - 19時）を放送開始。メインキャスターは同局アナウンサーの吉原功兼が務める[153]。

  - 【東京都】TOKYO MX1
    - 【報道】平日朝枠『堀潤モーニングFLAG』は、新年度より30分拡大して7時 - 8時30分の放送時間枠とするとともに、新アシスタントキャスターとして豊崎由里絵（フリーアナウンサー、月 - 水曜及び金曜担当）を起用[154]。
    - 【情報】平日夕方枠『5時に夢中!』は月 - 木曜担当の新アシスタントとしてこの日の放送から3月まで『バラいろダンディ』に出演していた大島由香里（フリーアナウンサー）が登板[155]。
    - 【ワイド】平日夜枠ワイドショー番組『バラいろダンディ』はこの日の放送から放送枠が前年3月25日以来、1年ぶりに21時 - 21時55分枠に復するとともに、『5時に夢中!』に移った大島由香里に替わる月 - 木曜新アシスタントとして、マンスリーアシスタントを導入[155]。

  - 【地域報道】
    - 【青森県】青森朝日放送（ABA、テレビ朝日系）はこの日より夕方枠の新地域報道番組として『ハレのちあした』（16時20分 - 19時、全国ニュース枠あり）を放送開始。メインMCは日替わりにて月曜：水愛（アイドル、ライスボールメンバー）、火曜：香田遼平（プランナーディレクター）、水曜：平沼日菜子（タレント）、木曜：d-iZe（音楽家）、金曜：あべこうじ（タレント）の5人が担当、進行アシスタントは月 - 水曜：坂本佳子（ABAアナウンサー）、木・金曜：中村かさね（同）が務める。またローカルニュースパート担当には月 - 水曜は藤原祐輝と澤田愛美、木 - 金曜は中井友紀と稲葉千秋の同局アナウンサーが登板[156]。
    - 【徳島県】四国放送（JRT、日本テレビ系）夕方地域報道番組『フォーカス徳島』は、この週よりキャスターシフトを変更。月・火曜メインに野口七海（四国放送アナウンサー）、水 - 金曜メインに豊成春子（同）をそれぞれ起用[157]。
    - 【福岡県】
      - 福岡放送（FBS、日本テレビ系）
        - 早朝枠報道情報番組『バリはやッ!ZIP!』は、この週よりキャスター陣を交代。前月まで務めた小林茉里奈と森洸（いずれも福岡放送アナウンサー）に替わり、若林麻衣子（同）が週通しのメインキャスターを務め、レギュラー出演者として須田健太郎（同）と川崎優（タレント）のコンビが月 - 水曜に、澤田泰佑（同）と坂口理子（タレント）が木・金曜にそれぞれ登場[158]。
        - 夕方枠地域情報報道番組『めんたいワイド』は、この週よりニュースコーナー担当キャスターとして森洸と遠野愛（いずれも福岡放送アナウンサー）が登板[159]。

  - 【紀行・グルメ・酒・BS】BS-TBS（2K・4K）の紀行グルメ酒番組『町中華で飲ろうぜ』は、新年度より3月までの火曜22時枠から月曜22時枠に放送時間枠を移動。これにより月曜夜は21時台放送の『吉田類の酒場放浪記』に続くシームレス編成となる[160]。
- 4日
  - NHK総合
    - 【海外情報】BS1で3月まで平日8時 - 8時50分に放送され、2022年3月より総合テレビでも10時台に時差放送[注 43]されていた海外情報番組『キャッチ!世界のトップニュース』を総合テレビに移行、10時5分 - 10時45分に縮小し放送開始[注 44]。メインキャスターには望月麻美と別府正一郎（いずれもNHK報道局記者）を起用する[116][117]。
    - 【追悼】3月28日に死去した音楽家の坂本龍一（71歳没）を偲び、以下の2番組を放送。
      - 【情報】この日の『クローズアップ現代』（19時30分 - 19時57分）にて「坂本龍一 最期まで音楽と共に」と題して生前の彼の姿を追った映像などを紹介した[161]。
      - 【音楽・特番】夜枠『NHK MUSIC SPECIAL』（23時45分 - 翌0時30分）では、「坂本龍一 Playing the Piano in NHK」と題し、NHK509スタジオでのピアノ演奏などを紹介した[161]。
- 5日
  - 【教養・バラエティ】NHK総合にて、テレビ放送開始70周年をテーマとしてNHKアーカイブスに保管されている有名人などの貴重映像などを紹介する『天然素材NHK』（水曜23時 - 23時29分）をこの日より放送開始（ - 6月14日）[162]。
  - 【バラエティ】テレビ朝日系バラエティ番組『ノブナカなんなん?』（水曜 19時 - 20時）は、新年度初回となるこの日より番組タイトルを『隣のブラボー様』に変更。当日は2時間スペシャルとして放送された[163]。
- 6日
  - 【キッズ】NHK Eテレで放送されている『ニャンちゅう!宇宙!放送チュー!』のメインキャラクター「ニャンちゅう」の担当声優が、これまでの津久井教生からこの日の放送より全面的に羽多野渉に交代。2022年11月18日に両者の所属事務所の81プロデュースが発表したもので、交代後も津久井はアドバイザーとして番組に参加する[164]。また、初回放送日が木曜16時10分 - 16時35分に移動するほか、2018年4月から5年間出演した第12代おねえさんの「タラスズ」こと鎮西寿々歌に代わり、第13代おねえさんとして「マイラ」こと新井舞良が就任する[165]。
  - 【情報・ワイド】日本テレビ系『ZIP!』木曜パーソナリティーに、鈴木福（俳優）が就任[166]。
- 7日
  - NHK
    - 【報道】総合テレビ『ニュース7』（金 - 日曜・祝日）はこの日の放送よりサブキャスターに山内泉と森下絵理香（いずれもNHKアナウンサー）が就任[116][117]。
    - 【教養・福祉】Eテレの教養福祉番組『NHKみんなの手話』は新年度初回のこの日より放送時間枠を金曜 11時30分 - 正午に移動するとともに、ナビゲーターも三宅健（タレント）から佐久間大介（Snow Man）に交代[167]。

  - 【旅・バラエティ】テレビ東京系で2021年から不定期に特番として放送されていた、大悟（千鳥）がヤギのタンポポを連れて旅する『ヤギと大悟』が、この日より30分のレギュラー番組として放送開始（金曜 19時25分 - 19時55分）[127][128]。
  - 【バラエティ】朝日放送テレビ制作『探偵!ナイトスクープ』の新探偵局員役として、せいや（霜降り明星）とゆりやんレトリィバァ（ピン芸人）がこの日の同局放送分から就任。ゆりやんは2005年に務めた山崎静代（南海キャンディーズ）以来、18年ぶり6人目の女性探偵局員となる[104][168][169]。また、3月24日には永見大吾（カベポスター）と桂二葉（落語家）も就任することが発表された[170]。
- 8日
  - （7日深夜）【トーク・バラエティ】前週まで『タモリ倶楽部』が放送されていたテレビ朝日土曜（金曜深夜）の0時20分 - 0時50分枠の後継番組として、3月まで金曜未明（木曜深夜）に放送されていた『出川一茂ホラン☆フシギの会』を枠移動して放送開始[171]。
  - 【教養・ドキュメンタリー】NHK Eテレの海外教養ドキュメンタリー番組『地球ドラマチック』は、2004年の放送開始から日本語版ナレーションを担当し、前年（2022年）に死去した渡辺徹（俳優）の後を引き継ぐ新ナレーターとして安田成美（同）がこの日の放送より登板[172]。
  - 【情報・北海道】札幌テレビ（STV、日本テレビ系）で、同局の看板番組である『どさんこワイド』の週末版と位置づける昼枠の新情報番組『どさんこWEEKEND』（11時55分 - 13時）をこの日より放送開始。司会は佐々木美波（札幌テレビアナウンサー）と鈴木まりや（タレント）の2人が務める[173]。
  - 【エンターテイメント・IT・東京都】TOKYO MXでは2022年夏に4回メタバース特番として放送した『クラウドダンディ』を隔週土曜17時55分 - 18時25分枠にてレギュラー化し、この日より放送開始。司会は特番と同様に吉村崇（平成ノブシコブシ）と貴島明日香（ファッションモデル・タレント）を起用、またITに知見を持つ有識者をゲストに招く[174]。
  - フジテレビ系
    - 【動物・追悼】この日19時から2時間にわたり、5日に死去した作家・動物研究家の畑正憲（87歳没）を偲び、同局系で放送され人気番組となった『ムツゴロウとゆかいな仲間たち』シリーズを再構成した『追悼特番 ありがとう!ムツゴロウさん』を放送[175][176][注 45]。
    - 【情報・近畿広域圏】関西テレビで、前年12月29日に同局制作で近畿エリアにて生放送した情報番組『LIVEコネクト!』を毎週土曜午前・昼枠（第1部：11時20分 - 11時50分、第2部[注 46]：12時 - 13時）でレギュラー化し放送開始。前年のパイロット版にてメインキャスターを務めた石井亮次（フリーアナウンサー）を引き続きメインキャスターとして起用[178][179][180]。しかし番組開始早々、石井が番組タイトルを『LIVEネクスト』と言い間違え、共演者から一斉に指摘されるハプニングが発生した[181]。
- 9日・15日 - 【アニメ】吾峠呼世晴原作の同名漫画の最新アニメ作品となる『鬼滅の刃 刀鍛冶の里編』が、9日よりフジテレビ系で（日曜23時15分 - 23時45分）、15日よりTOKYO MX・BS11ほかにて（土曜23時30分 - 翌日曜0時）放送開始（ - 6月18日（フジテレビ系）・24日（TOKYO MX・BS11ほか））。初回は1時間枠に拡大して放送[182][183]。
- 9日
  - 【報道】テレビ朝日系『サンデーステーション』のメインキャスターが、森川夕貴（テレビ朝日アナウンサー）から渡辺瑠海（同）に交代[144]。
  - 【アニメ】毎日放送制作TBS系「日5」枠にて『機動戦士ガンダム 水星の魔女』第2クールを放送開始（ - 7月2日）[注 47]。2022年10月期に放送の第1クールから3か月挟んでの放送となる[15]。
  - 【バラエティ】テレビ東京系
    - 【改編】この日より日曜夜枠を改編。『デカ盛りハンター』を金曜19時25分枠から日曜18時30分枠に移動し、『日曜ビッグバラエティ』の開始時間を18時55分に繰り下げたうえで2020年9月以来となる2時間枠に変更[127][128]。
    - 【音楽】その『日曜ビッグバラエティ』改編初回となるこの日放送の『THEカラオケ★バトル』では、本年3月までの森香澄（元テレビ東京アナウンサー→フリーアナウンサー）に替わり藤井由依（テレビ東京アナウンサー）が進行担当MCとして登板した[185]。
- 10日 - 【報道・情報】NHK総合の17時台の報道情報番組『ニュースLIVE! ゆう5時』は、年度替わり最初の放送となるこの日より新MCとして小田切千（NHKアナウンサー）が登板[116]。
- 11日 - いずれも【バラエティ】
  - 関西テレビ制作・フジテレビ系火曜21時枠の新番組として、2021年12月に特番として放送された『パンドラTV』をレギュラー化し、タイトルを『ひらけ!パンドラの箱 アンタッチャブるTV』として放送開始。司会は特番と同じくお笑いコンビのアンタッチャブルが務める[80][186][187]。なお、本年2月11日放送のラジオ番組『ますだおかだ岡田圭右とアンタッチャブル柴田英嗣のおかしば』（文化放送）にて、レギュラー化にあたって番組名は『アンタッチャブルTV パンドラの箱を開ける』となると柴田英嗣（アンタッチャブル）が発言していた[188]。
  - TBS系火曜19時枠で、これまで単発で8回放送されたチョコレートプラネットMCの『再現できたら100万円!THE神業チャレンジ』をレギュラーに昇格し、『THE神業チャレンジ』に改題して放送開始。初回は20時57分までの2時間スペシャルとして放送[189][190]。
- 12日 - 【アニメ】赤坂アカ・横槍メンゴの漫画を原作とした『【推しの子】』（動画工房制作）が、TOKYO MX、サンテレビ、KBS京都、テレビ愛知など地上波16局[注 48]とBS11でこの日[注 49]より放送開始（ - 6月28日[注 50]）。第1話は放送枠を90分に拡大して放送した。主な声の出演に高橋李依、大塚剛央、伊駒ゆりえ、伊東健人、高柳知葉、内山夕実ら[191][192]。
- 13日 - 【報道・編成】この日7時52分頃、北朝鮮弾道ミサイル発射を受けて日本政府による「北海道付近にミサイル落下の恐れあり」とした全国瞬時警報システム（Jアラート）発令により、NHK及び東京キー局は直ちに定時番組を中断して警報画面に切り替えて全国民に対して注意を呼びかけた。これに伴いNHK総合の生活情報番組『あさイチ』は9時10分開始とし、北朝鮮ミサイル発射関連のニュースを伝えた[193]。フジテレビでは同時間帯で放送していた『めざましテレビ』を8時35分まで放送した。
- 14日
  - 【報道】NHK総合『ニュース きん5時』（BK制作）の新メインキャスターに高瀬耕造（NHKアナウンサー）を起用[194]。
  - 【アニメ】テレビ東京系で株式会社ポケモン・任天堂発売の人気ゲームシリーズ『ポケットモンスターシリーズ』を原作としたアニメシリーズ第8作『ポケットモンスター』[注 51]が放送開始。通算26年間務めたサトシ（声：松本梨香）に代わる新主人公のリコとロイの声を、鈴木みのりと寺崎裕香が演じる。初回は1時間スペシャル[12][13]。→1月13日も参照
- 15日
  - （14日深夜）【バラエティ・関東広域圏】フジテレビで1983年から1991年に放送された『オールナイトフジ』の復活版となる『オールナイトフジコ』をこの日より放送開始（土曜（金曜深夜）0時55分 - 2時55分）。総合プロデューサーに秋元康（作詞家、音楽プロデューサー、放送作家）が就任し、メインMCを佐久間宣行（演出家、プロデューサー）が、サブMCを伊藤俊介（オズワルド）と森田哲矢（さらば青春の光）が務める[195]。
  - TBS系
    - 【情報・バラエティ】平日午前枠情報バラエティ番組『ラヴィット!』のスピンオフ番組として、土曜早朝枠に1週間のダイジェスト版『夜明けのラヴィット!』（5時45分 - 7時30分、一部地域除く）を新設し放送開始[196][197][198]。同番組開始に伴い、2019年7月から同枠で放送されていた『まるっと!サタデー』は3月25日で終了した[199][200]。
    - 【バラエティ】土曜19時枠で、これまで金曜20時枠で放送されていたウエンツ瑛士（タレント）と飯塚悟志（東京03）MCによる『〜通しか知らない究極の一日〜熱狂!1/365日のマニアさん』を枠移動のうえ、『熱狂!マニアさん』に改題して放送開始[201][202]。
    - 【教養・紀行・クイズ】土曜21時枠の紀行クイズ番組『日立 世界・ふしぎ発見!』（日立グループ一社提供）は、この日の放送から1986年4月の開始以来司会を務めた草野仁（フリーアナウンサー）に代わり、2代目司会者として石井亮次（同）が登板。草野は新設される“クイズマスター”の肩書で番組への出演を継続するほか[203]、草野がモデルになった番組マスコット「ヒトシ君人形」も存続する[204]。また、テーマソングの編曲をtofubeatsが担当する[205]。

#### 4月下期
- 16日（15日深夜） - 【紀行・バラエティ・北海道】北海道放送（HBC、TBS系）にて毎週日曜未明（土曜深夜）枠にて『東京近辺で北海道を愛する人を探したり、東京で感じる北海道をリサーチする』異色の新番組『キタに恋した!』（0時58分 - 1時28分）をこの日より放送開始。番組の司会には飯田圭織[注 52]（タレント）を、進行役は波多野裕太と本間吏成（共にHBCアナウンサー）を週替りでそれぞれ起用。また週替りゲストとしてアップフロントグループ所属のタレントが登場する[206]。
- 17日（16日深夜） - 【特番・バラエティ・関東広域圏】日本テレビ開局70周年企画募集から生まれた特番として、本年開局65周年を迎えるアール・エフ・ラジオ日本[注 53]との共同制作で芝大輔（モグライダー）と国崎和也（ランジャタイ）による特番を両局で生放送。11日23時にラジオ日本で『芝と国崎とみんなでつくるラジオ』を放送し「ぶっ飛んだテレビ番組」のアイデアをリスナーから募集、それを元に17日（16日深夜）1時45分より日本テレビで『芝と国崎とみんなでつくったテレビ』として実際に放送。その後18日23時にラジオ日本『みんなでつくるラジオ』にて反省会やテレビ生放送の裏側を放送した[208]。
- 19日
  - 【サイエンス・トーク・バラエティ・BS】BSテレ東（2K・4K）にて前年に2度放送されたサイエンストークバラエティ『居間からサイエンス』をレギュラー化し、毎週水曜22時 - 22時54分枠で放送開始。本番組は『頑張る理系人材にスポットを当てたい』というコンセプトの下、ノーベル賞級の研究を行う科学者やヒット商品を生み出す企業人らが登場し、サイエンスを判りやすくお届けすることをテーマとするもので、司会は加藤浩次（タレント）と須黒清華（テレビ東京アナウンサー）が務める[209]。
  - 【紀行・バラエティ・新潟県】新潟放送（BSN、TBS系）の水曜夜枠ローカル紀行バラエティ番組『新潟全県民バラエティ 水曜見ナイト』は、この日放送の90分スペシャル（19時 - 20時30分）より新メンバーとして三浦萌（BSNアナウンサー）が加入し、三浦自身が担当する新コーナー「ミウラは知らない新潟」が新たに新設される[210]。
- 20日 - 【教養・バラエティ】フジテレビ系木曜21時枠にて過去に幾度か放送されたバカリズム司会の番組『私のバカせまい史』をレギュラー化し、放送開始。番組ではバカリズムを始めとする出演者が独自の「バカせまい史」をプレゼンテーションし、研究成果の実証なども行う。また司会のバカリズムをサポートする番組進行役として永島優美（フジテレビアナウンサー）を起用する[211][212]。
- 28日 - 【バラエティ】これまでTBS系日曜13時前半枠（一部地域除く）で放送されていたアイドルグループ・Snow Manの冠番組『それSnow Manにやらせて下さい』がこの日から金曜20時に枠移動、全国ネットに昇格して放送開始。ゴールデン枠昇格は1月29日放送の緊急生放送内にて発表された。枠移動初回は19時からの2時間スペシャルとして放送[213][214][215]。
- 29日 - 【ドキュメンタリー・追悼】NHK総合にてこの日、本年3月23日に死去した俳優の奈良岡朋子（93歳没）を偲び、故人の俳優としての姿を追ったドキュメンタリー番組『奈良岡朋子 〜俳優、75年の旅〜』（6時10分 - 6時53分）を放送[216]。
- 30日 - 【バラエティ】フジテレビ系日曜21時枠で、中居正広（タレント）と松本人志（ダウンタウン）が司会を務め、これまで単発番組として2回放送された『まつもtoなかい』をレギュラー化して放送開始。第1回のゲストとして中居のSMAP時代の同僚だった香取慎吾（タレント）が出演。中居と香取の共演は2017年4月のテレビ朝日系『SmaSTATION!!』以来6年ぶり[217][218][219]。同番組開始に伴い、松本が2013年10月の放送開始以来コメンテーターを務めていた日曜10時枠の『ワイドナショー』は3月19日放送分で降板した[220][221]。またこれまで日曜21時枠で放送されていた『呼び出し先生タナカ』は4月17日より月曜20時枠に移動[76][222]。

### 5月
- 3日
  - 【特番】NHK総合にてこの日、テレビ放送開始70周年記念特番として『アナテレビ』を放送（19時30分 - 20時55分）。加藤浩次（極楽とんぼ）の司会進行のもと、高瀬耕造（NHK）、水卜麻美（日本テレビ）、大下容子（テレビ朝日）、安住紳一郎（TBS）、松丸友紀（テレビ東京）、伊藤利尋（フジテレビ）の、テレビ各局を代表するアナウンサー6人が「アナウンサーとは何者か」をテーマに本音で語り合った。ゲストとして露木茂（元フジテレビアナウンサー）も出演[223]。
  - 【キッズ・千葉県】千葉テレビ放送（チバテレ）の子供番組『チュバチュバワンダーランド』で第2代おねえさんを務めた沼尻里美（2017年4月より在任[注 54]）が、モラージュ柏（柏市）でこの日開催の公開録画をもって卒業[224]。
- 5日 - 12日 - 【特番・キャンペーン・青少年】NHKでは、前年5月に行った子どもや若者の幸せについて考えるプロジェクト『君の声が聴きたい』の第2弾を実施。同プロジェクトでは特設サイトやアンケート、取材などで集めた子ども・若者の声に耳を傾け"幸せ"について考える。テレビでは総合・Eテレで8日間にわたり、参加各番組においてその声に向き合った内容の特別企画を実施。本年度のプロジェクトメンバーは前年に引き続き参加の内村光良をはじめ、木村佳乃（女優）、広瀬アリス（同）、松村北斗（SixTONES）、パンサー（お笑いトリオ）が参加した[225][226]。
- 5日 - 【報道・災害・編成】14時42分ごろ、石川県能登地震が発生し、石川県珠洲市で震度6強（計測震度6.1）の大きな揺れ、長周期地震動階級3を観測を観測した。これを受け、各局で緊急地震速報が発報、その後も地震が頻発し、21時58分ごろ、再び発生した地震により珠洲市で震度5強を観測し、多くの時間で地震情報を伝えた[227]。
  - NHK - 総合テレビでは『連続テレビ小説・舞い上がれ!総集編（後編）』（14時30分 - 15時55分）を放送している途中に緊急地震速報が発報され[注 55]、その後18時45分[注 56]まで地震情報を伝えた。『ニュースウオッチ9』を15分延長し、『LIFE!』を21時45分に開始したものの、21時58分に緊急地震速報が発報されたため打ち切られ、22時43分まで臨時ニュースを放送[注 57]。
  - 日本テレビ - 読売テレビ制作『情報ライブ ミヤネ屋』放送中に発生し、テレビ金沢との中継や『日テレNEWS24』のサイマルを挟みながら断続的に報道、後続の『news every.・第1部』は急遽報道特番扱いとして報道を続けた。BS日テレは『日テレNEWS24』で対応。また、テレビ金沢では『金曜ロードショー』[注 58]を22時頃で打ち切り、自社制作の臨時ニュースを放送した。
  - テレビ朝日 - 『午後もじゅん散歩』放送中に発生。同番組を途中で打ち切り急遽報道特番を編成。『スーパーJチャンネル』は急遽『ANN報道特別番組スーパーJチャンネル緊急拡大』（15時48分 - 16時45分）として報道を続けた。AbemaNewsやBS朝日でも前者の特番を放送。
  - TBS - CBCテレビ制作『ゴゴスマ -GO GO!Smile!-』放送中に発生。途中で東京・TBSへ主導権を移し、『報道特別番組』としながらも『Nスタ』ベースで番組を16時20分まで編成。TBS NEWSやBS-TBSでも前者の特番を放送。
  - フジテレビ - 『たまッチ!』放送中に発生[注 59]。同番組を途中で打ち切り急遽『Live News イット!』ベースで報道特番を編成。BSフジでも途中まで同特番を放送。
- 6日 - 【芸能・音楽】日本テレビ系にて、TACHIKAWA STAGE GARDEN（東京都立川市）で開催のダンス日本一決定戦『THE DANCE DAY』の第2回大会を生放送（19時 - 21時54分）[228][229]。
- 7日 -【バラエティ】テレビ東京系列の『ポケモンとどこいく!?』の番組ナビゲーターを務めていた中川翔子がこの日の放送で卒業。これにより、2006年10月に『ポケモン☆サンデー』時代からおよそ17年にわたってポケットモンスターにおけるバラエティシリーズの出演を勇退した[230]。
- 8日（7日深夜） - 【バラエティ・関東広域圏】テレビ朝日にて毎週月曜未明（日曜深夜）枠の新番組として『一億総リミッター解除バラエティ 衝動に駆られてみる』を放送開始（0時25分 - 0時55分[注 60]）。「これがやってみたい」と初期衝動にかられた人間にスポットを当てる新感覚バラエティ番組で、司会には山添寛（相席スタート）と市川紗椰（タレント）を起用する[231]。
- 13日 - 【教養・バラエティ】この日の日本テレビ系『世界一受けたい授業』は「サミット直前SP 岸田内閣総理大臣特別授業!」と題し、内閣総理大臣・岸田文雄が特別講師として出演。G7サミット（広島県広島市）の開催にまつわる舞台裏や内閣総理大臣の日常などについて解説を行った[232]。
- 13日・20日 - 【バラエティ・関東広域圏】日本テレビで放送中のアイドルグループ「King & Prince」初冠番組である土曜午後枠のバラエティ番組『King & Princeる』（2022年1月 - ）[注 61]が、グループメンバーの一部離脱などの理由により13日の放送をもって1年5か月にわたるレギュラー放送を終了。また同番組の集大成版となる2時間スペシャルを翌週20日に全国ネットで放送した（19時56分 - 21時54分）[233][234][235]。
- 14日（13日深夜）・19日 - 【キッズ・音楽・追悼】NHK Eテレにて、2022年9月に死去し本年5月10日に訃報が公表された俳優・作家の高見のっぽ（旧芸名：高見映、88歳没）を偲び、14日（13日深夜）に高見が「ノッポさん」として出演した工作番組『できるかな』（1970年4月 - 1990年3月）から最終回を含む4本と、『みんなのうた』で高見が作詞・歌唱・出演した「グラスホッパー物語」シリーズ3作品[注 62]を放送（1時15分 - 2時15分）。また19日の『Eテレタイムマシン』[注 63]でも、『できるかな』の最終回を含む2本を放送した[236]。
- 20日 - 【お笑い・演芸】フジテレビ系にて結成16年以上の漫才師による演芸コンテスト『THE SECOND 〜漫才トーナメント〜 グランプリファイナル』を生放送（19時 - 23時10分）。司会は東野幸治（タレント）と宮司愛海（フジテレビアナウンサー）が、大会アンバサダーは松本人志（ダウンタウン）がそれぞれ務めた[237]。初代王者はギャロップ（吉本興業大阪本社所属）[238]。
- 20日 - 28日 - 【スポーツ】テレビ東京系ではこの期間、 南アフリカ共和国・ダーバンで開催の『世界卓球2023 南アフリカ』を放送。同局では中継番組メインキャスターに福澤朗（フリーアナウンサー）、解説に水谷隼と平野早矢香（共に元日本代表）、番組スペシャルサポーターとしてアイドルグループ「日向坂46」を起用した[239]。
- 25日・26日 - 【スポーツ・経済・編成】 - テレビ東京系はこの日の『世界卓球2023 南アフリカ』中継にて、日本代表選手が出場した試合[注 64]を生中継したことにより放送時間を大幅に延長したため、22時台の経済情報番組『ワールドビジネスサテライト（WBS）』について地上波での放送を行わず、26日0時からBSテレ東[注 65]のみで放送する措置を執った[240]。
- 27日 - 【情報・気象】TBS系情報番組『情報7daysニュースキャスター』（22時 - 23時24分）及び気象情報ミニ番組『新井恵理那のWeatherニュースキャスター』（23時24分 - 23時30分）にて気象情報キャスターを担当していた新井恵理那（フリーアナウンサー、2014年4月より在任）は、第1子懐妊による産前産後休業への準備に入るため、この日限りにて両番組を降板[241]。

### 6月
- 3日 - 【情報・気象】TBS系『情報7daysニュースキャスター』（22時 - 23時24分）及び『Weatherニュースキャスター』（23時24分 - 23時30分）の両番組を担当する新気象情報キャスターとして、この日の放送から中川絵美里（フリーアナウンサー）が登板[242]。
- 4日
  - 【報道・情報】テレビ朝日系日曜早朝枠報道情報番組『サンデーLIVE!!』（朝日放送テレビ・メ〜テレとの共同制作）は、この日の放送より気象情報担当キャスターとして磯貝初奈（フリーアナウンサー・気象予報士）が登板[243]。
  - 【バラエティ】テレビ東京系日曜10時 - 10時30分放送のすとぷり冠番組第2弾『すとぷりくえすとっ』が放送開始[244]。
- 6日 - 【情報】テレビ朝日系早朝枠情報番組『グッド!モーニング』では、この日の放送より新メンバーとして荒井理咲子（テレビ朝日アナウンサー、本年入社）が加入[245]。
- 9日（8日深夜）・16日（15日深夜）・23日（22日深夜） - 【バラエティ・編成】テレビ東京の6週連続モキュメンタリーバラエティ番組『SIX HACK』第4回（1時 - 1時30分）が、当日に急遽放送休止[246]。同回および翌週・翌々週も『ダイアンの絶対取材しない店』の再放送に差し替えた[247][248][249][250][251][252]。
- 11日・13日・19日（18日深夜）・23日 - 【追悼・近畿広域圏】この日より近畿圏にて、5月19日に死去した元タレントの上岡龍太郎（81歳没）を追悼する特別編成が実施された。
  - 11日 - 【演芸】朝日放送テレビで、『追悼特別番組 さようなら 上岡龍太郎さん』を放送（23時 - 23時55分、関西ローカル）。進行を岩本計介（同局アナウンサー）が務め、上岡が初代局長を務めた『探偵!ナイトスクープ』で2代目秘書役で共演した岡部まりや探偵局員役を務めた間寛平、石田靖（いずれもタレント）、3代目桂南光（落語家）をはじめ、上岡と親交のあったキダ・タロー（作曲家）が出演。さらに上岡が司会を務めた『ラブアタック!』で共演した和田アキ子（歌手・タレント）もVTRで登場した[253][254]。
  - 13日 - 【演芸】NHK大阪放送局をはじめとする関西地域のEテレで、2000年3月に放送した『日本の話芸 上岡流講談『浜辺にて』』を再放送（23時 - 23時30分）[255]。
  - 19日（18日深夜） - 【バラエティ】毎日放送『発掘!アーカイブ探検隊』は「追悼特別企画 〜上岡龍太郎さんを偲んで〜」として、ゲスト出演した『あどりぶランド』や『テレビのツボ』、同局で上岡が唯一司会を務めた『ぼくらは怪しいサラリーマン』などのアーカイブ映像を放送、リモートゲストとして弟子だったぜんじろう（タレント）を招いた[256]。
  - 23日 - 【バラエティ】この日の朝日放送テレビ『探偵!ナイトスクープ』は、上岡局長時代の放送回から傑作選を放送[257]。
- 13日 - 【音楽・BS】BS-TBS（2K・4K）にて、沢田研二（歌手・俳優）を特集する音楽番組『沢田研二 華麗なる世界 永久保存必至!ヒット曲大全集』を放送（21時 - 22時54分）。『輝く!日本レコード大賞』『ザ・ベストテン』を始めとするTBSが所蔵する音楽番組のアーカイブの中から、ザ・タイガース時代からソロに至るまで沢田の歌唱映像を紹介[258]。またオープニング・エンディングのナレーションを沢田本人が務めた他、黒柳徹子（タレント）、芳村真理（女優・司会者）、岸部一徳（俳優）、世良公則（歌手・俳優）らのインタビュー映像も放送[259]。
- 19日
  - フジテレビ系
    - 【報道・情報】早朝枠『めざましテレビ』では、この日の放送より毎週月曜日の「ココまで調べてみました!」コーナー担当リポーターとして、本年入社の新人アナウンサー：原田葵（元欅坂46→櫻坂46）を起用[260][261]。
    - 【報道】夕方枠『Live News イット!』では、本年入社の新人アナウンサー：東中健をこの日の放送より毎週月曜日のフィールドキャスターとして起用[260][261]。
- 25日 - 【アニメ】フジテレビ系『サザエさん』のこの日の放送回より、伊佐坂軽役の声優がこれまでの山田礼子から駒塚由衣に交代[262]。
- 28日
  - 日本テレビ系
    - 【情報・ワイド】『ZIP!』水曜パーソナリティーを2022年4月より務めていた飯尾和樹（ずん）がこの日をもって同番組を卒業[263]。また、番組終盤には事務所の先輩で、同番組の元木曜パーソナリティーでもある関根勤が登場した。
    - 【バラエティ】『ヒルナンデス!』水曜レギュラーのオードリー（若林正恭・春日俊彰、2011年10月より出演）がこの日をもって同番組を卒業[264]。
    - 【地域情報・新潟県】テレビ新潟（TeNY）の夕方枠地域情報報道番組『夕方ワイド新潟一番』に1995年10月開始から出演していた堀敏彦が、この日をもって同番組を卒業[注 66][265]。→「その他テレビに関する話題」3月31日の項も参照

  - 【音楽・特番】テレビ東京系で、恒例の大型音楽特番『テレ東音楽祭2023夏〜思わず歌いたくなる!最強ヒットソング100連発〜』を放送（17時30分 - 22時24分）。メインMCは本番組の顔である国分太一（TOKIO）が担当。一方、前年まで国分とのコンビで出演した広末涼子（女優）は諸般の事情から今回は出演しなかった。またアイドルグループの「Travis Japan」を“テレ東音楽祭応援隊長”に任命し、同局レギュラー番組などにPRを兼ねて出演させた。番組全体の進行は田中瞳（テレビ東京アナウンサー）が務めた[266][267][268]。
- 29日 - 【バラエティ】フジテレビ系で『ぽかぽかゴールデン』が放送された（19時 - 21時54分）[269]。司会はレギュラー版同様、神田愛花とハライチ。

### 7月
- 1日 - 【音楽・特番】日本テレビ系で、夏恒例の音楽特番『THE MUSIC DAY 2023』を8時間にわたり生放送（15時 - 22時54分、途中ニュースによる中断あり）。総合司会を櫻井翔（嵐）、MCを羽鳥慎一（フリーアナウンサー）、バカリズム（お笑い芸人・脚本家）、水卜麻美（日本テレビアナウンサー）が務めた[270][271]。
- 2日 - 【情報】フジテレビ『Mr.サンデー』（関西テレビとの共同制作）は、この日の放送から第5代アシスタントキャスターとして藤本万梨乃（フジテレビアナウンサー）を起用[35][36]。
- 5日 - 【情報・ワイド】日本テレビ系『ZIP!』水曜パーソナリティーに、斉藤慎二（ジャングルポケット）が就任[272]。
- 5日・6日 - 【アニメ】毎日放送制作・TBS系にて、芥見下々原作のアニメ『呪術廻戦』の第2期を6日より放送開始（23時56分 - 翌0時26分、 - 12月28日）[273][274][275]。また前日の5日には、2021年に公開された『劇場版 呪術廻戦 0』を全国28局ネットで放送した（19時 - 21時57分）[276]。
- 7日（6日深夜） - 【アニメ】和月伸宏の同名漫画を原作とし、1996年1月から1998年9月にかけてフジテレビ系で放送された『るろうに剣心 -明治剣客浪漫譚-』の新作テレビアニメ（ライデンフィルム制作[注 67]）が、同局系深夜アニメ枠「ノイタミナ」にて放送開始（ - 12月15日(14日深夜)）。最新のアニメーション技術で第1話から原作を再構築し、原作者の和月が完全監修、緋村剣心役の斉藤壮馬[注 68]を始め声優陣も一新される[277]。
- 9日
  - （8日深夜）【紀行・バラエティ・大阪府】BSよしもとにて放送されている紀行バラエティ番組『ブラマヨ小杉の「走れ!こすっちょ」』が地上波へ進出し、テレビ大阪にてこの日より深夜枠（1時30分 - 2時）にて放送開始。番組では小杉竜一（お笑いコンビ・ブラックマヨネーズ）が趣味のマラソン（ランニング）で日本全国を駆け走る姿を面白おかしく紹介していく[278][279]。
  - 【アニメ】毎日放送制作・TBS系「日5」枠にて麻生羽呂・高田康太郎の漫画を原作とした『ゾン100〜ゾンビになるまでにしたい100のこと〜』（BUG FILMS制作）がこの日より放送開始（ - 9月24日[注 69]）[281]。
  - 【演芸・特番・配信・近畿広域圏】若手お笑い芸人の登竜門として知られる朝日放送テレビ主催の『第44回ABCお笑いグランプリ』決勝大会をこの日開催し生放送（13時55分 - 17時25分）。MCは4年連続で山里亮太（南海キャンディーズ）が務めた。今年度の決勝大会ではABEMA TVによりネット配信が実施され、6月22日には12組の決勝進出者発表の模様が生配信された[282][283][284]。優勝はダブルヒガシ（吉本興業大阪本社所属）[285]。
- 12日 - 【スポーツ】テレビ朝日系およびNHK BS1にて、この日（現地時間：11日）催されたMLBの祭典で、大谷翔平（エンゼルス）や千賀滉大（メッツ）らが出場した『MLBオールスターゲーム2023』（シアトル・T-モバイル・パーク）を9時から生中継した。
- 14日 - 30日 - 【スポーツ】テレビ朝日系ではこの期間、「マリンメッセ福岡A館」（福岡県福岡市博多区）をメイン会場として開催される『世界水泳福岡2023』を放送[注 70][286]。同局では中継番組メインキャスターに松岡修造（元プロテニス選手）、応援サポーターとして地元福岡県出身の博多華丸・大吉（お笑いコンビ）、橋本環奈（女優）をそれぞれ起用した[287][288]。
- 15日 - 【音楽・特番】TBS系で、2011年から続く音楽特番『音楽の日2023』を8時間にわたって生放送（14時 - 21時54分、途中ニュースによる中断あり）。司会は中居正広（タレント）と安住紳一郎（TBSアナウンサー）が務めた。中居は昨年、放送2日前に急性虫垂炎により出演を断念しており[注 71]、2年振りのコンビ復活となった[289]。
- 19日・20日 - 【スポーツ・BS・CS】テレビ朝日系にて、プロ野球『マイナビオールスターゲーム2023』（19日：名古屋・バンテリンドーム、20日：広島・マツダスタジアム）を両日中継放送（両日ともに18時30分 - 20時54分）[290]。BS朝日（2K・4K）でも地上波終了後からリレー中継、CS放送・テレ朝チャンネル2でも完全中継したほか、BS・CSではホームランダービーの模様も中継した[291]。
- 19日・22日 - 【スポーツ・BS】サッカーのドリームマッチ「セルティックFC（ スコットランド）×横浜F・マリノス（Jリーグ）」戦（19日、日産スタジアム）と「セルティックFC×ガンバ大阪（Jリーグ）」戦（22日、パナソニックスタジアム吹田）をWOWOWライブおよびWOWOWオンデマンドで生中継（18時15分（19日）・18時45分（22日） - 21時15分）[292]。
- 20日 - 8月20日 - 【スポーツ・BS】この期間、国際サッカー連盟（FIFA）が主催する『2023 FIFA女子ワールドカップ・豪州／ニュージーランド大会』について、NHKが大会開幕戦となる20日のニュージーランド対ノルウェー戦（ ニュージーランド／オークランド・イーデン・パーク）をBS1（15時50分 - 18時10分）で生中継したのを皮切りに[293]、日本のグループリーグ3試合[注 72]及び決勝トーナメントの各試合[注 73]を総合テレビ・BS1で生中継[293][294]。
- 22日 - 23日 - 【バラエティ・特番】フジテレビ系にて、FNSの日・『FNS27時間TV 鬼笑い祭』（FNN・FNS27局ネット[注 74]）を2019年以来4年ぶり[注 75]に放送（22日 18時30分 - 23日 21時54分）[注 76]。本年は『千鳥の鬼レンチャン』がベースとなり[注 77]、総合司会は千鳥、かまいたち、ダイアン（いずれもお笑いコンビ）が務めた[295][296]。
- 24日
  - （23日深夜）【スポーツ・関東広域圏】23日に国立競技場[注 78]で行われる「Jリーグワールドチャレンジ2023・マンチェスター・シティFC（ イングランド・プレミアリーグ）×横浜F・マリノス（Jリーグ）」をTBSで録画中継（1時23分 - 3時23分）。
  - 【トーク・バラエティ】TBS系『アイ・アム・冒険少年』にて2014年4月の第1期レギュラー時代から番組MCを担当した川島海荷（女優）が、「演技の仕事に専念したい」との意向によりこの日放送の2時間スペシャルを最後に9年3か月出演した同番組を降板した[297]。
- 25日・8月1日 - 【スポーツ】サッカーのドリームマッチ「パリ・サンジェルマンFC（ フランス リーグ・アン）×アル・ナスルFC（ サウジアラビア）」戦（25日、ヤンマースタジアム長居[注 79]）を日本テレビ系で（19時20分 - 21時24分）、「パリ・サンジェルマンFC×インテル・ミラノ（ イタリア セリエA）」戦（8月1日、国立競技場）をテレビ朝日系で（18時50分 - 21時）[298] 生中継。
- 26日（25日深夜） - 31日（30日深夜） - 【スポーツ】朝日放送テレビ制作・テレビ朝日系にて夏の甲子園大会出場校決定を追う速報番組『甲子園への道』を、全49代表決定まで放送。今年度はスタジオキャスターを福戸あや（朝日放送テレビアナウンサー）が単独で担当した[299]。
- 29日
  - 【スポーツ・音楽】NHK総合にてこの日、ラグビー国際親善試合・日本対トンガ戦を花園ラグビー場（大阪府東大阪市）より生中継（19時30分 - 21時25分）。この試合より同局のラグビー中継の新テーマソングとして「傷だらけの王者」（作詩・作曲：MISIA、歌唱：MISIA & Rockon Social Club[注 80]）を使用[300][301]。
  - 【イベント・特番】テレビ東京にてこの日、『アサヒビールスペシャル 独占生中継 隅田川花火大会2023』[注 81]を東京都墨田区の会場より放送（18時30分 - 20時54分）。番組司会は高橋英樹（俳優）と角谷暁子（テレビ東京アナウンサー）が務めた。その他の出演は観月ありさ、三浦翔平、梅澤美波（乃木坂46）、東貴博ら[302][303]。

### 8月
- 1日 - 【バラエティ】日本テレビ系で2017年4月から2021年9月までレギュラー番組として放送された『ウチのガヤがすみません!』が約2年ぶりに特番として復活し、この日の21時 - 22時54分より『復活!ウチのガヤがすみません!2時間SP』として放送。今回は上沼恵美子（タレント）のほか、直前の7月28日に公開された映画『キングダム 運命の炎』から山崎賢人・吉沢亮・清野菜名（いずれも俳優）がゲスト出演した[304]。
- 6日 - 23日 - 【スポーツ】高校野球の全国大会『第105回全国高等学校野球選手権大会』（兵庫県西宮市・阪神甲子園球場、大会期間14日間[注 82]）が開催、NHK総合・Eテレおよび、朝日放送テレビ[注 83]、BS朝日 4K、スカイAにて連日中継放送。また、テレビ朝日系にて例年通り『熱闘甲子園』（朝日放送テレビ・テレビ朝日共同制作）を連日23時台に放送。番組キャスターは本年も続投する古田敦也（テレビ朝日野球解説者、元：ヤクルトスワローズ捕手・監督[注 84]）とヒロド歩美（フリーアナウンサー、元：朝日放送テレビアナウンサー）に加え、斎藤佑樹（元・北海道日本ハムファイターズ投手、株式会社斎藤佑樹代表）が務めた[305]。なお、朝日放送GHD傘下のABCテレビ・ABCラジオ中継で使用される「夏の高校野球応援ソング」（『熱闘甲子園』テーマ曲を兼ねる）として、EXILE ATSUSHI feat. 東京スカパラダイスオーケストラ ホーンセクションによる「フォトグラフ」が使用された[306][307]。
- 13日・20日 - 【演芸・バラエティ】日本テレビの長寿番組『笑点』で2週に渡り、10月をもって改築工事のため一時閉場となる国立演芸場（東京都千代田区）での公開収録『笑点×国立演芸場特別公演』を放送[308][309]。
- 19日 - 27日 - 【スポーツ】TBS系にてこの期間、『世界陸上2023ブダペスト』（ ハンガリー・ブダペスト：ナショナル・アスレチックス・センター）を放送。同局では前回大会限りで勇退した織田裕二（俳優）と中井美穂（フリーアナウンサー）のコンビに替わり、江藤愛と石井大裕（共にTBSアナウンサー）が総合司会に起用され、スペシャルキャスターとして高橋尚子（元陸上競技選手）が登場[310][311]。また、テーマソングも織田の「All my treasures」に代わり、星野源による書き下ろしの新曲「生命体」が採用された[312]。
- 20日 - 【お笑い・追悼・近畿広域圏・BS】毎日放送（13時 - 13時30分、関西ローカル）とBSよしもと（14時 - 14時30分）で、8月10日に死去した吉本新喜劇所属タレントの桑原和男（87歳没）を偲ぶ特別番組『ごめんください!どなたですか 吉本新喜劇の桑原和男です。本当にお疲れさまでした!ありがとう』を放送。新喜劇ゼネラルマネージャーの間寛平、座長のすっちー、アキをはじめ、池乃めだか、末成映薫、内場勝則、辻本茂雄が出演し在りし日の桑原を偲んだ。ナレーターは未知やすえ[313][314]。
- 23日 - 【お笑い・バラエティ】TBS系『ラヴィット!』の不定期企画、「耳心地いい-1グランプリ」の第3回大会がゴールデンタイムで放送（21時 - 22時57分）[315]。司会は川島明（麒麟）と田村真子（TBSアナウンサー）が務めた。
- 25日 - 9月10日 - 【スポーツ】沖縄県と フィリピン・マニラ、 インドネシア・ジャカルタの3地区にて開催されるバスケットボールの国際大会「FIBAバスケットボール・ワールドカップ2023」を、日本テレビ系とテレビ朝日系にて中継放送[316]。日本テレビ系のメインキャスターは田中圭（俳優）が務め[317][318]、またテレビ朝日系では中継番組スペシャルブースターとして広瀬すず（女優）が就任[319]。さらに両局共通のテーマソングとして、藤井風書き下ろしによる「Workin' Hard」が使用された[320]。
- 25日 - 【特番・キッズ】NHK Eテレ『天才てれびくん』シリーズの放送開始30周年を記念したスピンオフ特番として『オトナの天てれ』をこの日放送（19時25分 - 19時55分）。2020年度からナレーションを担当している木村昴（声優）がMCを務め、歴代てれび戦士から中田あすみ（タレント）、前田公輝（俳優）、ソーズビー・キャメロン（タレント）などが出演、ナレーションもてれび戦士出身の飯田里穂（声優）が務めた[321]。
- 26日 - 27日 - 【特番・福祉】日本テレビ系列31局[注 85]で恒例の『24時間テレビ 愛は地球を救う46』を、両国国技館（墨田区横網）をメイン会場[注 86]に生放送。本年度のテーマは「明日のために、今日つながろう。」で、メインパーソナリティーはジャニーズ事務所所属のアイドルグループ「なにわ男子」、チャリティパーソナリティーは芦田愛菜（女優）、小泉孝太郎（俳優）、有働由美子（フリーアナウンサー）がそれぞれ務めた[322][323][324][325]。チャリティマラソンランナーはヒロミ（タレント、B21スペシャル）[326][327]。また27日の同番組において、演芸番組『笑点』のレギュラー出演者として1969年より55年間出演している林家木久扇（初登場時の高座名は初代林家木久蔵）が2024年3月末をもって番組から勇退することを明らかにした[328]。
- 26日
  - 【紀行】朝日放送テレビ制作・テレビ朝日系の紀行番組『朝だ!生です旅サラダ』のレギュラーを務める東留伽（朝日放送テレビアナウンサー、2020年10月より出演）は、後述の会社休職によりこの日の放送をもって2年10か月出演した同番組を降板[329]。
  - 【クイズ・中京広域圏】CBCテレビにて、1967年 - 2004年に放送され、中京圏の子供たちに人気を博し、2022年8月に復活特番が放送された視聴者参加クイズ番組『天才クイズ』（中京ローカル、敷島製パン一社提供）が再始動、『Pascoプレゼンツ 新天才クイズ〜2023夏〜』として放送（13時 - 13時30分）。番組は当時と同じく小学生を出場対象とし、「七不思議」をキーワードに身近な7つの不思議からクイズを出題した。司会は地元名古屋出身の向井慧（パンサー）が務めた[330]。
- 29日 - 【アニメ】テレビ東京系で9月2日より4週連続で放送予定だった『NARUTO -ナルト-』（2002年10月 - 2017年3月[注 87]、岸本斉史原作、ぴえろ制作）の放送20周年記念完全新作アニメーションについて、「記念作品としてのさらなるクオリティの向上」を理由として放送を延期することがこの日作品公式SNSなどで発表された。代替としてスピンオフ作品『BORUTO-ボルト- -NARUTO NEXT GENERATIONS-』（2017年4月 - 本年3月）の傑作選が放送された[331]。
- 30日 - 【バラエティ・北海道】北海道テレビ（HTB、テレビ朝日系）の長寿深夜番組『水曜どうでしょう』（全国各地で番販放送あり[注 88]、出演：大泉洋、鈴井貴之）のレギュラー放送終了後の復活第8弾企画がこの日より放送開始。レギュラー放送最終回から20周年となる2022年9月25日に公式YouTubeチャンネルで行われた生配信で明かされたもので[332]、本年7月2日に行われたライブビューイング先行上映に合わせて放送開始日とともに全6回放送であることが発表された[333]。

### 9月

#### 9月上期
- 2日 - 【紀行】朝日放送テレビ制作・テレビ朝日系『朝だ!生です旅サラダ』の新レギュラーとして、この日の放送から本年同局入社の新人アナウンサー・大仁田美咲が加入[334]。
- 3日 - 【報道・情報】テレビ朝日系日曜早朝枠情報・報道番組『サンデーLIVE!!』（朝日放送テレビ・メ〜テレとの共同制作）について、2017年10月の放送開始時より総合司会を務めていた東山紀之（俳優・タレント）がジャニーズ事務所の新社長就任に伴いこの日をもって降板。降板については7日のジャニーズ事務所の記者会見で東山本人から発表された。翌週（10日）以降、当面の間は当時担当しているアナウンサーで対応する[335][336]。
- 4日 - 【バラエティ】毎日放送制作・TBS系ロケーションバラエティ番組『推しといつまでも』（4月17日 - 、3月20日にパイロット版として『推しが我が家にやってくる』を放送）は、この日の放送をもって終了。半年の歴史に幕[注 89][337]。
- 7日
  - 【報道・特番・編成】この日14時から芸能事務所大手のジャニーズ事務所がジャニー喜多川性加害問題に関しての記者会見を開催することを受け、テレビ各局が特別体制を組んでこの件に関する報道を行った[338]。
    - NHK - 総合テレビ及びラジオ第1にて『ニュース ジャニーズ事務所記者会見』と題して13時55分 - 15時13分〈ラジオ第1は14時から〉の枠で報道特番を編成。
    - 日本テレビ系 - 定時の『情報ライブ ミヤネ屋』（読売テレビ制作）にて記者会見の模様を放送。
    - テレビ朝日系 - 『徹子の部屋』と『DAIGOも台所』（朝日放送テレビ制作）を通常放送したのち、『大下容子ワイド!スクランブル』を13時49分から再び編成して記者会見の模様を放送（一部地域を除く）。なお、編成決定に関し対応の遅れもあり、特別編成を行ったのはキー局のテレビ朝日を含めて8局[注 90]に留まった。また、会見の模様はAbemaNewsでも同時配信。
    - TBS系 - 定時の『ゴゴスマ -GO GO!Smile!-』（CBCテレビ制作）にて記者会見の模様を放送（非ネットの地域は通常編成）。
    - フジテレビ系 - 昼枠の『ぽかぽか』に引き続いて夕方枠の報道番組『Live News イット!』を通常より前倒しし、13時50分から放送を開始し本件を報道（一部地域を除く）。

  - 【スポーツ・ドキュメンタリー】TBS系土曜夕方枠[注 91]のスポーツドキュメンタリー番組『バース・デイ』はこの日、上記のジャニーズ事務所記者会見にて同事務所第3代社長に就任した東山紀之が年内限りでの芸能活動からの引退を表明したことを受けて公式サイトを更新し、2005年4月の番組開始からナビゲーター[注 92]を約18年半務めた東山が番組への出演を終了したことを発表。これにより東山は当該番組の前身である『ZONE』（2000年 - 2004年[注 93]）の司会兼ナレーターを務めたことを含め、通算で23年間担当した同局のスポーツドキュメンタリー番組を退くこととなった。なお、7日時点で東山の後任などについては未定となっている[339][340]。
  - 【地域報道・宮城県】仙台放送（OX-TV、フジテレビ系）の平日夕方枠ローカルニュース番組『仙台放送 Live News イット!』は、この日の放送より木曜・金曜担当キャスターとして新たに堤勇高（仙台放送アナウンサー）と西ノ入菜月（同）のふたりが起用された[341]。
- 8日 - 10月28日 - 【スポーツ】ワールドラグビー（本部： アイルランド・ダブリン）が主催するラグビーフットボールの国際大会「ラグビーワールドカップ2023」（ フランス）をNHK[342]、日本テレビ系[343]、J SPORTSにて中継放送。日本テレビ系ではスペシャルサポーターを櫻井翔（嵐）、スペシャルMCを上田晋也（くりぃむしちゅー）がそれぞれ務めた[344] ほか、中継イメージソングは前回の2019年大会に引き続いて嵐の「BRAVE」を使用した[345]。
- 8日・9日 - 【スポーツ・特番】本年8月末から9月に開催された「2023年FIBAバスケットボール・ワールドカップ」にてアジア1位となり2024年パリオリンピック出場を決めたバスケットボール男子日本代表の戦いを振り返り、代表選手などが出演する特別番組を放送。
  - 日本テレビ系では8日に『バスケットボールW杯特番「歴史を変えた男たち 緊急生出演SP」』（19時 - 20時54分[注 94]）を放送。番組司会は辻岡義堂と忽滑谷こころ（共に日本テレビアナウンサー）が担当[346]。
  - テレビ朝日系では9日に『緊急特報! バスケW杯 沖縄の歓喜と感動をもう一度 〜完全保存版〜』（18時30分 - 20時54分）を放送。番組司会は小木逸平と安藤萌々（共にテレビ朝日アナウンサー）が担当[347][348]。
- 11日 - 【スポーツ・特番】日本テレビ系にて各スポーツ競技の“日本代表”選手経験者にアンケートを募り、『スゴい!と思う日本代表』を決定する特番『加藤浩次&中居正広の歴代日本代表256人が選ぶ『この日本代表がスゴい!』ベスト20』（21時 - 22時54分）を放送。司会は中居正広と加藤浩次（ともにタレント）の2人が務め、番組進行は岩田絵里奈（日本テレビアナウンサー）が担当、アスリートゲストには工藤公康（野球）、田中史朗（ラグビー）、萩野公介（水泳）、槙野智章（サッカー）、吉田沙保里（レスリング）を迎えた[349][350]。
- 12日
  - 【トーク】テレビ朝日系
    - 【栄典】黒柳徹子司会のトーク番組『徹子の部屋』がこの日の放送（ゲスト・加山雄三）で1万2100回を記録し、「同一司会者によるトーク番組の最多放送」[注 95]のギネス世界記録を更新。公式認定証が授与された[351][352]。
    - 【バラエティ】トークバラエティ番組『出川一茂ホラン☆フシギの会』は、この日放送の2時間スペシャルより土曜未明（金曜深夜）枠から放送枠を火曜19時枠へ移動。放送枠移動については7月8日（7日深夜）の同番組内にて出演者のひとりである長嶋一茂（タレント・元プロ野球選手）が発表した[353]。

  - 【クイズ・バラエティ】フジテレビ系火曜20時枠のクイズバラエティ番組『潜在能力テスト』（2017年4月 - 、2016年に2回パイロット版放送あり）がこの日放送の2時間スペシャルをもって終了、レギュラー化以後の6年半の歴史に幕[354]。
- 13日 - 【教養・バラエティ】フジテレビ系水曜19時・20時枠で放送の教養バラエティ番組『林修のニッポンドリル』（2018年4月 - 、同年1月6日にパイロット版放送の後、同年4月よりレギュラー化）がこの日放送の2時間スペシャルをもって終了、レギュラー化以後の5年半の歴史に幕[355]。
- 14日・15日（14日深夜） - 【スポーツ・特番・編成・近畿広域圏・兵庫県・CS】14日にプロ野球・阪神タイガースが阪神甲子園球場での対読売巨人軍戦に勝利して18年ぶり6度目となるセントラル・リーグ優勝を決めたことを受け、在阪民放各局やサンテレビ（独立局）、CSチャンネルスカイAは、この日緊急優勝祝賀特別番組を放送。
  - 毎日放送は『阪神AREしたよん! 〜18年ぶりの優勝やねん!〜』を放送（15日0時31分 - 2時4分）。河田直也（MBSアナウンサー）が司会を務め、能見篤史、狩野恵輔ら球団OBの野球解説者などが出演した[356]。
  - 朝日放送テレビは『虎バンSP あかん阪神アレしてもた!!』を放送（14日23時10分 - 15日翌1時17分）。岩本計介、横山太一（ともに朝日放送テレビアナウンサー）、陣内智則（お笑いタレント）が司会を務め、桧山進次郎、福留孝介、能見篤史、鳥谷敬ら球団OBの野球解説者、阪神ファンの月亭八方（落語家）や渡辺謙（俳優、VTR出演）などが出演した[357]。
  - 関西テレビは『阪神V緊急生特番 掛布&糸井が参戦!アレよAREよと18年ぶり!優勝したでSP』を放送（15日0時35分 - 2時14分）。球団OBからは掛布雅之がスタジオ出演、糸井嘉男がビール掛け会場からレポートした[358]。
  - 読売テレビは『トラトラタイガース〜18年ぶり阪神優勝おめでとうSP〜』を放送（15日2時39分 - ）。球団OBから赤星憲広と鳥谷敬が出演[358]。
  - テレビ大阪は『祝18年ぶりのV!タイガースARE祭』を放送（15日2時35分 - 3時5分）[358]
  - サンテレビは『阪神タイガース2023セ・リーグV記念特番 優勝お〜んSP』を放送（14日20時40分 - 15日2時40分）[359]。
  - スカイAは『おめでとう、阪神アレしてくれたSP』を放送（14日22時30分 - 15日3時）。ゲストとして球団OBの関本賢太郎、阪神ファンの増田英彦（ますだおかだ）と平山真衣（NMB48）が出演[360]。
- 15日 - 【地域・バラエティ】フジテレビ系で数度の特番を経て2021年10月に金曜20時枠でレギュラー放送を開始した澤部佑（ハライチ）MCのバラエティ番組『爆買い☆スター恩返し』がこの日放送の2時間スペシャルをもって終了、2年の歴史に幕[361]。

#### 9月下期
- 16日 - 10月8日 - 【スポーツ】フジテレビ系にて、バレーボールの国際大会『FIVBパリ五輪予選/2023年ワールドカップバレーボール』を女子大会（24日まで）・男子大会（30日開幕）共に日本戦を中心に連日中継[362]。また日本代表応援ソングとして、Mrs. GREEN APPLEの「ANTENNA」を採用[363]。
- 17日 - 24日 - 【キャンペーン・環境・教養・報道・情報】テレビ朝日系（一部地域を除く）では同社が2020年10月から推進しているプロジェクト『未来をここからプロジェクト』の一環として、この期間に「未来をここからプロジェクト×SDGs」と題する集中企画を実施。今年度は同局の『報道ステーション』、『羽鳥慎一モーニングショー』、『大下容子ワイド!スクランブル』などの報道・情報番組を始め『しあわせのたね。』、『人生の楽園』など教養ドキュメンタリー番組などがSDGsをテーマにあらゆる角度から様々な事象を紹介した。また23日にはサンドウィッチマン（お笑いコンビ）が司会を務める『発進!ミライクリエイター』、24日には『SDGsスペシャル「再エネ革命!ニッポンの挑戦」』（ナビゲーター：山口豊〈テレビ朝日アナウンサー〉）の特別番組2本が放送された[364]。
- 18日（17日深夜） - 【音楽】フジテレビ系音楽番組『Love music』がこの日の放送をもって終了、水曜20時台時代の『水曜歌謡祭』[注 96]を含めて8年半の歴史に幕[365]。
- 23日 - 10月8日 - 【スポーツ】TBS系[注 97]にてこの期間、アジアオリンピック評議会（OCA）が主催する総合競技大会である『アジア大会2023[注 98]』（ 中国・杭州市）を中継放送。
  - 出演者については、夏の世界陸上中継に続き、本大会についても総合司会に江藤愛と石井大裕（共にTBSアナウンサー）のコンビが再び登場。またスペシャルキャスターとして高橋尚子（元陸上競技選手）[310]、「アジア大会応援団」として杉谷拳士[63][366]、「アスリートプレゼンター」として斎藤佑樹（共に元プロ野球選手）が就任した[367]。テーマソングは世界陸上中継同様に星野源「生命体」を使用する[312]。
- 23日 - 【バラエティ・トーク】日本テレビ系土曜23時前半枠で2015年10月から放送されていたマツコ・デラックス（タレント・コラムニスト）の冠トークバラエティ番組『マツコ会議』がこの日をもって終了。8年間の歴史に幕。近年は視聴率低迷に悩まされていた[368][369][370]。
- 24日
  - テレビ朝日系
    - 【報道・情報】日曜早朝枠情報・報道番組『サンデーLIVE!!』（朝日放送テレビ・メ〜テレとの共同制作）にて、レギュラーとして出演した濱田隼（メ〜テレアナウンサー、2017年より出演）及び野上慎平（テレビ朝日アナウンサー、2020年より出演）のふたりがこの日の放送を最後に番組を降板した[371]。
    - 【バラエティ・トーク】日曜深夜枠の『あざとくて何が悪いの?』（2020年10月[注 99] - ）で司会を務める田中みな実（フリーアナウンサー・女優）と弘中綾香（テレビ朝日アナウンサー）がこの日の放送をもって降板[372]。
- 25日 - 【報道】TBS系平日夜枠報道番組『news23』はこの週より番組をリニューアル。スタジオセット及び番組ロゴを一新、また番組専属の記者集団“23ジャーナリスト”を新たに設け、国際部門：須賀川拓、政治部門：宮本晴代、経済部門：片山薫の3人の報道記者を起用。メインキャスター陣も月 - 木曜を小川彩佳（フリーアナウンサー）と藤森祥平（TBSアナウンサー）、金曜は喜入友浩と山本恵里伽（共にTBSアナウンサー）のコンビがそれぞれ担当。コメンテーターとしてトラウデン直美（タレント）が新たに加入する[373][374]。
- 27日 - 【バラエティ・トーク】フジテレビ系水曜23時枠の『TOKIOカケル』（2012年10月 - ）[注 100]が終了、11年の歴史に幕[375]。
- 28日 - 【バラエティ・ゲーム】フジテレビ系木曜19時枠で相葉雅紀（タレント、嵐）が司会（キャプテン）を務め、ジャニーズ事務所のタレントが出演する『VS魂グラデーション[注 101]』（2021年1月 - ）は、この日放送の2時間スペシャルをもって終了。『VS魂』（2021年1月 - 2022年4月）時代を含めて2年9か月の歴史に幕。これにより前番組でジャニーズ事務所のアイドルグループ「嵐」が司会を務めていた『VS嵐』（2008年4月 - 2020年12月[注 102]）から15年半続いたシリーズも終了した[376][377]。
- 29日・10月6日 - 【アニメ】日本テレビ系にて、山田鐘人・アベツカサの漫画を原作とした『葬送のフリーレン』（斎藤圭一郎監督、マッドハウス制作）が放送開始（ - 2024年3月22日）。29日に『金曜ロードショー』にて、同番組としては初となるテレビアニメシリーズの初回2時間スペシャルを放送。以降は10月6日より金曜23時前半枠に新設される『FRIDAY ANIME NIGHT』で放送される[378][379]。
- 29日
  - （28日深夜）【バラエティ・トーク】フジテレビ系で金曜未明（木曜深夜）に放送されていたアイドルグループ・Kis-My-Ft2の冠番組『キスマイ超BUSAIKU!?』がこの日をもって終了。2012年8月に特番として放送された後、2013年4月のレギュラー化[注 103]から10年半の歴史に幕。終了は7月21日未明（20日深夜）の番組の最後でメンバーの玉森裕太から発表された[380][381]。
  - 【情報・ワイド・近畿広域圏】関西テレビ『1時50分からはスローでイージーなルーティーンで』がこの日をもって終了、『2時45分からはスローでイージーなルーティーンで』時代（2021年4月 - 本年3月）を含めて2年半の歴史に幕[382]。
  - 【地域報道・情報・中京広域圏】名古屋テレビ（メ〜テレ）の平日夕方報道・情報番組『アップ!』がこの日をもって終了、『UP!』時代（2005年4月 - 2019年3月）を含めて18年半の歴史に幕[383][384]。
- 30日 - いずれも【情報】
  - 毎日放送制作・TBS系『サタデープラス』のMCを務めた丸山隆平（関ジャニ∞）がこの日を最後に、2015年4月の番組開始から8年半出演した同番組を卒業[385]。
  - 日本テレビ系土曜10時30分枠で2021年4月から放送されていた指原莉乃MCの情報番組『ゼロイチ』（一部地域にネット）がこの日をもって終了、2年半の歴史に幕[386]。

### 10月

#### 10月上期
- 1日
  - （9月30日深夜）【スポーツ・公営競技・バラエティ】フジテレビ土曜深夜1時枠の競馬関連番組『馬好王国〜UmazuKingdom〜』（2017年1月 - 、関東広域圏他一部地域で放送）が終了、6年9か月の歴史に幕[387][388]。
  - 【報道・情報】テレビ朝日系日曜早朝枠情報・報道番組『サンデーLIVE!!』（朝日放送テレビ・メ〜テレとの共同制作）は出演者シフトの入れ替えを断行。新メインキャスターとして平石直之（テレビ朝日アナウンサー）が[389]、ニュース担当キャスターとして小松﨑花菜（メ〜テレアナウンサー）[390] がそれぞれこの日の放送から登板した。
  - 【アニメ】
    - 毎日放送制作・TBS系「日5」枠にて、硬梨菜のオンライン小説及び不二涼介によるコミカライズ版を原作とした『シャングリラ・フロンティア〜クソゲーハンター、神ゲーに挑まんとす〜』（C2C制作）が放送開始（ - 2024年3月31日）[391]。
    - この日のフジテレビ系『サザエさん』に、バレーボール日本男子代表とのコラボレーションにより石川祐希、西田有志、髙橋藍の3選手が本人役でゲスト出演[392]。
- 2日
  - 【報道・特番・編成】先月に続いてこの日14時から芸能事務所大手のジャニーズ事務所が「ジャニーズに関わる問題及び企業の新体制」に関しての記者会見を開催したことを受け、テレビ各局が特別体制を組んでこの件に関する報道を行った[393][394]。
    - NHK - 総合テレビ及びラジオ第1にて『ニュース ジャニーズ事務所記者会見』と題して13時55分 - 15時22分〈ラジオ第1は14時 - 15時26分〉の枠で報道特番を編成。
    - 日本テレビ系 - 定時の『情報ライブ ミヤネ屋』（読売テレビ制作）にて記者会見の模様を放送。
    - テレビ朝日系 - 13時50分から『スーパーJチャンネル』を前倒しスタートする形で記者会見の模様を放送し、そのまま16時45分からの通常編成に入った。
    - TBS系 - 定時の『ゴゴスマ -GO GO!Smile!-』（CBCテレビ制作）にて記者会見の模様を放送（非ネットの地域は通常編成）。
    - フジテレビ系 - 13時50分より『Live News イット!』を前倒しスタートする形で記者会見の模様を放送し、そのまま15時45分からの通常編成に入った。

  - 日本テレビ系
    - 【地域報道・情報・ワイド・宮城県】ミヤギテレビ（MMT、日本テレビ系）の地域報道情報ワイド番組『OH!バンデス』は、この日より開始時刻を2分早め、放送時間を15時48分 - 19時と変更した[395]。

  - テレビ朝日系
    - 【地域情報・北海道】北海道テレビ（HTB、いずれも役職は北海道テレビアナウンサー）
      - 早朝枠帯情報番組『イチモニ!』はこの週より番組構成やセットなどを一新するリニューアルを実施。番組メインMCに土屋まり（月 - 水曜担当）と福永裕梨（木 - 土曜担当）を起用、またスポーツコーナーには五十幡裕介、ニュース担当には藤澤達弥が新たに起用[396]。
      - 【情報】夕方枠地域報道情報番組『イチオシ!!』もリニューアルスタート。前月まで『イチモニ!』を担当していた福田太郎、室岡里美、大野恵のトリオをそのままスライド異動の形で番組MCに起用。また番組構成も新企画を網羅して「見ているだけで、笑顔になれる。そして、明日を生きる元気がわいてくる」をテーマに進めていく[396]。

    - 【地域情報・中京広域圏】名古屋テレビにて『アップ!』の後継として、新たな情報ニュースワイド番組『ドデスカ!+』（月 - 金曜、15時40分 - 19時）を放送開始[383][384]。

  - TBS系
    - 【地域報道・静岡県】静岡放送（SBS）の夕方枠地域報道番組『LIVEしずおか』は、この週より番組をマイナーチェンジ。木曜日のフィールドキャスター及び金曜のスタジオキャスターとして今年度入社の新人女性アナウンサー：杉本真子を起用[397]。

  - フジテレビ系
    - 【バラエティ】フジテレビ系月曜23時枠の新バラエティ番組として『何か“オモシロいコト”ないの?』（23時 - 23時40分）を放送開始。司会は菊池風磨（Sexy Zone）と長谷川忍（シソンヌ）が担当する[398][399]。
    - 【地域報道・北海道】北海道文化放送（UHB）の夕方枠地域報道番組『みんテレ』はこの週より出演者シフトを一部変更。MC兼ニュースキャスターとして江上太悟郎（UHBアナウンサー）が加入。先週まで同番組ニュースキャスターだった八木隆太郎（同）がフィールドキャスターに回り、また糸口真子（同）が新たにフィールドキャスターとして加入した[400]。
    - 【地域情報・ワイド・近畿広域圏】関西テレビの昼の新帯番組として、『旬感LIVE とれたてっ!』を放送開始。司会は青木源太（フリーアナウンサー、元日本テレビアナウンサー）が務める[382]。
- 3日 - いずれも【バラエティ】
  - テレビ朝日系平日深夜のバラエティゾーン『バラバラ大作戦』がこの日よりリニューアル。火曜（月曜深夜）第2部の『チョコプランナー』と水曜（火曜深夜）第2部『イワクラと吉住の番組』がそれぞれ『スーパーバラバラ大作戦』の水曜（木曜未明）と火曜（水曜未明）の第3部へ昇格。火曜（月曜深夜）第2部にはクロちゃん（安田大サーカス）とナダル（コロコロチキチキペッパーズ）による『クロナダル』、水曜（火曜深夜）第2部には4人組ダンス&ボーカルユニット新しい学校のリーダーズの地上波初冠番組『新しい学校のリーダーズの課外授業』、木曜（水曜深夜）第2部にはせいや（霜降り明星）とイワクラ（蛙亭）による『イワクラせいや警備保障』、同第3部には藤本美貴（歌手・タレント、元モーニング娘。）と横澤夏子（お笑いタレント）による『夫が寝たあとに』、金曜（木曜深夜）第3部には同局若手アナウンサーと若手芸人による『研修テレビ!!』、同第4部には新内眞衣（元乃木坂46）がMCを務める『めざせ!切り出し職人』がそれぞれ放送開始。また、水曜（火曜深夜）第1部『140×875』が『妄想ハナコ』に、木曜（水曜深夜）第1部『まんが未知』が『週刊まんが未知+』に、土曜（金曜深夜）第2部『ダブルタップミステリー』が『イミコワ考察ミステリー不気味な答え』に、それぞれ改題リニューアルされた[401][402]。
  - 【紀行】テレビ東京系火曜23時枠の新番組として、本年5月（2回）と8月に特番として放送された『秋山ロケの地図』をレギュラー化し放送開始（23時6分 - 23時55分）。芸人の秋山竜次（ロバート）が訪問先の町で「秋山に行って欲しい場所」の地図を地元民の人に作ってもらい、それに沿って秋山がロケを敢行する[403]。
- 5日（4日深夜）・8日（7日深夜）・10日（9日深夜） - 【アニメ・東京都・近畿広域圏・佐賀県・BS】同名ゲームアプリを原作とし、これまで2018年と2021年にテレビアニメが放送された、『ウマ娘 プリティーダービー』の第3期「Season3」（スタジオKAI制作）が、5日（4日深夜）よりTOKYO MXとBS11で、8日（7日深夜）より関西テレビで、10日（9日深夜）よりサガテレビで、それぞれ放送開始[404][405]。
- 5日 - 【地域報道・岩手県】IBC岩手放送（TBS系）の平日夕方枠地域報道番組『ニュースエコー』はこの日の放送[注 104]よりキャスターの担当シフトを変更。月 - 木曜は浅見智（IBCアナウンサー）と甲斐谷望（同）、金曜は井丸貴拡（同）と奥村奈穂美（同）がそれぞれ担当する[406]。
- 6日
  - （5日深夜）【バラエティ・トーク】テレビ朝日系『あざとくて何が悪いの?』がこの日より金曜未明（木曜深夜）0時45分 - 1時20分枠に移動し、番組名も『お願い!ランキング presents そだてれび「あざとくて何が悪いの?」』となる。また新司会者として鈴木愛理（歌手、元℃-ute）が就任[407]。
  - 【音楽・食・バラエティ・BS】BS朝日（2K・4K）で、本年2月と6月に特番として放送されたロックバンド・THE ALFEEの高見沢俊彦による『高見沢俊彦の美味しい音楽 美しいメシ』をレギュラー化して金曜22時30分枠で放送開始。第1回のゲストとしてロックバンド・BREAKERZを迎えた[408]。
  - 【紀行・酒・BS】BS-TBS（2K・4K）の酒場紀行番組『おんな酒場放浪記』はこの日より、弓木春奈（気象予報士、2019年1月 - [注 105]）に代わる「酒場おんな」[注 106]として日比麻音子（TBSアナウンサー）[注 107]が加入。倉本康子（タレント）、寺澤ひろみ（ハーモニカ奏者）との3人体制での放送となる[410]。
  - 【経済・報道・BS】BSテレ東（2K・4K）の経済報道番組『日経ニュースプラス9』は、この日より金曜日のメインキャスターが前月までの片渕茜（テレビ東京アナウンサー）から池谷実悠（同）へ交代[411]。
  - 【料理・栄典】NHKで1957年11月から放送されている『きょうの料理』が、「テレビ料理番組の最長放送」としてギネス世界記録に認定。NHK放送センター内で認定証が授与された[412][413]。
- 7日
  - 【アニメ】 『プリキュアシリーズ』（東映アニメーション制作、朝日放送テレビ製作・テレビ朝日系で放送）の20周年施策の一環として、『Yes!プリキュア5』『Yes!プリキュア5GoGo!』（2007年2月 - 2009年1月）の主人公・夢原のぞみら[注 108]の成長した姿を描く新作シリーズ『キボウノチカラ〜オトナプリキュア'23〜』をスタジオディーンとの共同制作で、NHK Eテレにて放送開始（土曜18時25分 - 18時50分、 - 12月23日）[415][416]。
  - 日本テレビ系 
    - 【紀行・車・食・関東広域圏】日本テレビの関東ローカル土曜昼枠にて、台本なし・ガチなグルメ旅をテーマに男ふたりがウマいものを食べに行く新番組『メシドラ〜兼近&真之介のグルメドライブ〜』（11時55分 - 13時30分）を放送開始。番組では兼近大樹（タレント、EXIT）と満島真之介（俳優）がコンビを組んで毎回ゲスト（初回は池松壮亮と勝地涼〈ともに俳優〉）を迎え、真剣勝負でグルメ&ドライブ旅を展開する[417][418]。
    - 【編成・紀行・トーク】9月まで金曜23時前半枠で放送されていた『Google Pixel presents ANOTHER SKY』が、『マツコ会議』の後継としてこの日から土曜23時前半枠に移動。また中条あやみ（女優）に代わり、八木莉可子（同）が今田耕司の新たなパートナーとして出演する[419][420][370]。

  - テレビ東京系 
    - いずれも【バラエティ】
      - 【トーク】この日より毎週土曜11時台前半の新番組としてテレ東フリークで知られる伊集院光（タレント）と元同局社員でフリープロデューサーの佐久間宣行が「テレビ東京を好き勝手に言い合う」トークバラエティ番組として9月2日に放送された『伊集院光&佐久間宣行の勝手にテレ東批評』（11時3分 - 11時30分）をレギュラー化し放送開始。番組進行は池谷実悠（テレビ東京アナウンサー）が務める[403]。
      - 【紀行・編成】紀行バラエティ番組『モヤモヤさまぁ〜ず2』[注 109]（火曜23時6分 - 23時55分、2007年開始）は、この日の放送より前月までの火曜夜枠から土曜午前・昼枠（11時30分 - 12時15分）に移動。これにより同番組は通算9回目の放送枠移動となる。枠移動の件は9月12日放送の同番組内にて発表された[421][422]。

    - 【アニメ】土曜23時前半枠にて、遠藤達哉原作で、2022年に4月期と10月期の計2クールで放送された『SPY×FAMILY』（WIT STUDIO・CloverWorks共同制作）の第2シーズンが放送開始（ - 12月23日）[423][424]。
    - 【スポーツ】土曜23時枠後半にて、新しいサッカー応援番組として『サタデーナイトJ』（23時30分 - 翌0時）を新設し放送開始。本番組ではJリーグ公式戦などのハイライトや独自の視点からサッカーに関する情報や解説などを網羅する。本番組のメインキャスターには中根舞美（テレビ東京アナウンサー）を起用、試合ハイライトの実況アナウンスを板垣龍佑と中川聡（ともに同）のふたりがそれぞれ担当。また試合解説にはかつての名選手など多彩な顔ぶれを招く[注 110][425][426]。

  - 【紀行】フジテレビ系土曜午前枠にてTOKIOが旅する新番組『トキタビ』（10時53分 - 11時21分）を放送開始[398][375]。
  - 【情報】毎日放送制作・TBS系『サタデープラス』の新MCとして、アンタッチャブル（お笑いコンビ）、正門良規（Aぇ! group）、アンミカ（タレント）が就任[385]。
- 8日
  - （7日深夜）【スポーツ・公営競技・バラエティ】フジテレビ日曜未明（土曜深夜）1時枠の新しい競馬関連番組として『ウマウマ! 〜アノミズキのビギナー育成TV〜』（1時15分 - 1時45分、関東広域圏他一部地域で放送）を放送開始。番組メインキャラクターにはあの（タレント、歌手）を起用、競馬初心者のあののサポート役として佐野瑞樹（フジテレビアナウンサー）とDAIGO（BREAKERZ、タレント）が出演する[387][427]。
  - 【アニメ】TBS系日曜16時30分枠に新たなテレビアニメ放送枠を新設、新枠第1弾として鈴木央の漫画『七つの大罪』[注 111]の続編である『七つの大罪 黙示録の四騎士』（テレコム・アニメーションフィルム制作[注 112]）を放送開始（ - 2024年3月31日）[428]。
  - テレビ東京系
    - 【アニメ】日曜10時前半枠[注 113]にて、同名ゲームアプリを原作とした『アイドルマスター ミリオンライブ!』（綿田慎也監督、白組制作）を放送開始（BS11・BS日テレ（2K・4K）・AT-Xでの遅れネットあり）（ - 12月24日）[429][430]。同枠でのアニメ放送は2022年10月に終了した『ワッチャプリマジ!』以来1年ぶりとなる。
    - 【編成・バラエティ】この日より『日曜ビッグバラエティ』は25分繰り上げて18時30分 - 20時30分（2時間枠、5分短縮）に、『家、ついて行ってイイですか?』は30分繰り上げて20時30分 - 21時54分（84分枠、30分拡大）にそれぞれ変更[403]。
- 9日 - 【バラエティ・トーク・BS】BS12 トゥエルビ月曜21時枠で、笑福亭鶴瓶（落語家・タレント）と阿川佐和子（エッセイスト・タレント）のダブルMCによるトークバラエティ番組『鶴瓶ちゃんとサワコちゃん〜昭和の大先輩とおかしな2人〜』を放送開始。初回は由美かおる（女優）をゲストに迎え、20時45分からの15分拡大版として放送された[431]。
- 13日 - 【バラエティ】フジテレビ系で9月まで金曜21時枠で放送されていたサンドウィッチマンと川島明（麒麟）MCのバラエティ番組『ウワサのお客さま』がこの日から放送時間を1時間繰り上げ、金曜20時枠に移動[361][432]。
- 14日 - 【スポーツ】2024年正月に開催される『第100回東京箱根間往復大学駅伝競走』（1月2日・3日、同系で生中継）の出場権を懸けて行われる予選会（東京都立川市・陸上自衛隊立川駐屯地→国営昭和記念公園）の模様を日本テレビ系全国ネットで生中継（9時25分 - 11時25分）[433]。ゲスト解説として本年3月まで駒澤大学陸上競技部監督を務め、4月から総監督に就任した大八木弘明を迎えて放送した[434]。また、BS日テレ（2K・4K）で同日に録画放送されたほか、民放公式ポータルサイト・TVerでもライブ配信された。
- 15日 - 【スポーツ】この日開催の2024年パリ五輪男女マラソン代表決定レース『マラソングランドチャンピオンシップ』（MGC、東京・国立競技場発着）を、前回の2019年大会同様男子大会はTBS系（7時 - 10時30分[注 114]）、女子大会はNHK総合（7時45分 - 11時）でそれぞれ生中継[435][436]。

#### 10月下期
- 16日（15日深夜） - 【スポーツ・関東広域圏】TBSテレビ月曜（日曜深夜）0時58分 - 1時58分[注 115]枠（関東ローカル）で、サッカー専門番組『KICK OFF! J (キックオフ!ジャパン)』[注 116]を放送開始。番組キャスターは齋藤慎太郎と御手洗菜々（ともにTBSテレビアナウンサー）が担当する[437][438]。
- 18日 - 【情報・バラエティ・中京広域圏】CBCテレビ水曜19時枠（中京ローカル）で、過去4回特番として放送された太田光（爆笑問題）と石井亮次（フリーアナウンサー）による『太田×石井のデララバ』をレギュラー化して放送開始。初回は2時間スペシャルとして、名古屋の味噌カツ専門店「矢場とん」で行ったロケの模様を放送[439]。
- 19日 - 【バラエティ・トーク】フジテレビ系木曜20時枠で、本年6月10日に「土曜プレミアム」枠で単発放送された『チャレンジトークバラエティ オドオド×ハラハラ』をレギュラー化して放送開始。MCをオードリーとハライチ（ともにお笑いコンビ）が務め、演出を佐久間宣行（フリープロデューサー）が担当する[398][440]。これに伴い、従来同枠で放送されていた『奇跡体験!アンビリバボー』は18日から水曜20時枠へ移動した[注 117]。
- 21日・23日（22日深夜） - 【音楽・追悼】この日より各局にて、8日に死去したシンガーソングライターの谷村新司（74歳没）を追悼する特別編成が実施された。
  - 21日
    - NHK総合では谷村が率いていたフォークグループ・アリスが出演した『SONGS』（2022年5月19日放送）を再構成のうえ、16時45分 - 17時30分枠にて再放送[442]。
    - フジテレビ系『MUSIC FAIR』（18時 - 18時30分）では、アリスの演奏と谷村のソロ歌唱の映像を放送し、在りし日の故人の姿を紹介した[443]。

  - 23日（22日深夜） - 【近畿広域圏】毎日放送にて、『谷村新司さん〜チンペイさん〜を偲んで「甦った男たち〜アリス・復活ライブ〜」』と題し、アリスが2001年に神戸国際会館で催した復活ライブ（同年1月27日放送）の模様を再放送[444][445]。
- 21日 - 【教養・バラエティ・関東広域圏】日本テレビ（関東ローカル）土曜午前枠にて、「あらゆるデータを基にニッポン人の頭の中を可視化する」教養バラエティ新番組『ニッポン人の頭の中』（10時30分 - 11時25分）を放送開始（ - 2024年3月30日）。番組の進行は有田哲平（タレント、くりぃむしちゅー）と藤井貴彦（日本テレビアナウンサー）が担当する[446][418]。
- 22日（21日深夜） 
  - 【アニメ】日本テレビにて日向夏の同名ライトノベルを原作とした『薬屋のひとりごと』（長沼範裕監督、TOHO animation STUDIO・OLM共同制作）を放送開始（0時55分 - 1時25分[注 118]、 - 2024年3月24日（23日深夜））。他の日本テレビ系列局でも順次全国放送を開始する[447]。
  - 【バラエティ・近畿広域圏】毎日放送（MBS）にて土曜深夜放送のバラエティ番組『関西ジャニ博』（出演：Aぇ! group、よゐこ） は、この日の放送から番組タイトルを『Aぇ!!!!!!ゐこ』に変更[448]。
- 23日 - 【バラエティ】TBS系の月曜21時・22時枠を改編。21時台に新バラエティ番組として『ジョンソン』を新設。本番組はかつて放送された『リンカーン』（2005年 - 2013年）の後継番組として位置付けられ、レギュラー出演者としてかまいたち、見取り図、モグライダー、ニューヨークの4組が出演する。初回は22時57分までの2時間スペシャルとして放送。同番組開始に伴い9月まで21時台に放送していた『クレイジージャーニー』は1時間繰り下げ、22時台に移動した[449][450]。
- 26日
  - 【スポーツ・特番・編成】この日開催の『プロ野球ドラフト会議 supported by リポビタンD』（会場：東京都・グランドプリンスホテル新高輪「国際館パミール」）をTBS系にて放送。第1部（16時40分 - 17時40分）では各球団がアマチュア球界の新人選手を指名する会議の模様を、第2部（17時40分 - 20時）では『速報プロ野球ドラフト会議 THE運命の1日』と題して注目のドラフト候補選手などの生の姿や知られざる普段の姿などを徹底取材して報じた。番組の総合司会は中居正広（タレント）が務めた[451][452]。
  - いずれも【バラエティ】
    - フジテレビ系
      - 昼・午後帯枠の『ぽかぽか』木曜の進行を番組開始より務めていた渡邊渚（フジテレビアナウンサー）が病気療養のため降板[注 119]し、この日の放送から原田葵（同）が担当[454][455]。
      - 木曜19時枠新番組として「部活」をテーマに各芸能人が奮闘する『木7◎×部』を放送開始（ - 2024年3月14日、同年4月より『相葉◎×部』に改題して継続）。司会は相葉雅紀が務める[398][456]。
- 27日 - 【教養・スポーツ・特番】テレビ朝日系にてこの日、2022年に4回放送されたタモリの大型冠番組『タモリステーション』の第5弾として、『タモリステーション 大谷翔平 祈る全快! がんばれ大谷!祝・ホームラン王SP』（20時 - 21時48分）を放送。今回の番組では野球選手の大谷翔平（ロサンゼルス・エンゼルス）をテーマとし、ゲストに栗山英樹（前野球日本代表監督）、古田敦也（野球解説者）、五十嵐亮太（同）を迎え、「2023年の大谷翔平」を語り尽くした[457][458][459]。
- 30日 - 【バラエティ】テレビ朝日系『激レアさんを連れてきた。』[注 120]は、アシスタント（研究助手）を2017年4月より務めた弘中綾香（テレビ朝日アナウンサー）が第1子懐妊に伴う産前産後休暇入りのため前週（23日）放送分で番組を一時離任したため、この日の放送から弘中不在の間はテレビ朝日アナウンサーやタレントらが交代でアシスタントを務めることとなり、その皮切りとしてこの日は野村真季が登板した[460]。弘中は2024年5月6日の放送より復帰[461]。
- 31日 - 【占い・バラエティ】フジテレビ系で2020年に水曜22時枠で開始され、その後2022年4月から月曜23時前半枠で放送されていた『突然ですが占ってもいいですか?』がこの日から火曜20時枠に移動[462][354][463]。

### 11月
- 3日 - いずれも【追悼】NHK
  - 【音楽・ドキュメンタリー】総合テレビにて10月8日に死去した谷村新司（歌手・ソングライター）を偲び、『ザ・ヒューマン』「谷村新司 〜歌い、伝え続ける〜」（2022年12月28日放送）を10時5分 - 10時55分に放送[464][465]。
  - 【伝統芸能】Eテレにて9月13日に死去した歌舞伎役者の二世市川猿翁（三世市川猿之助）[注 121]を偲び、追悼特別番組『天翔（あまが）ける心、それが私』（13時5分 - 15時6分）を放送。番組では二世猿翁の生前の名演の映像や、故人の孫である5代目市川團子[注 122]を始め、坂東彌十郎、5代目中村歌六など縁のある人物のインタビューなどを紹介した[466]。
- 4日
  - 【バラエティ】テレビ朝日系土曜夕方枠バラエティ番組『#裸の少年』[注 123]（2001年4月 - ）が、ジャニー喜多川性加害問題の影響などで局側が打ち切りを決めたことにより、この日の放送をもって終了、土曜深夜枠時代を含めて22年半の歴史に幕[467]。
  - 【経済・埼玉県】テレビ埼玉の経済情報番組『埼玉ビジネスウォッチ』（2004年4月 - 、土曜22時 - 22時30分）がこの日、放送1000回を迎えるのを記念して、放送時間を21時30分からの1時間に拡大し、番組初の生放送及びYouTubeでの同時生配信を実施。当日は埼玉県内の経済の歩みを振り返ったほか、松谷秀治（サイゼリヤ社長）や杉原行里（RDS社長）へのインタビュー、大野元裕（埼玉県知事）と川口一晃（経済ジャーナリスト）の対談などを放送した[468]。
- 5日（4日深夜） - 【追悼・伝統芸能・BS】NHK BSプレミアムにて二世市川猿翁（三世市川猿之助、9月13日没）が創設し、猿翁並びに澤瀉屋[注 124]一門の代名詞として知られる「スーパー歌舞伎」シリーズの第一作として1986年に初演された『ヤマトタケル』の1995年の公演（新橋演舞場、同年12月31日にBS2にて放送[469]）を0時 - 4時の枠にてノーカットによりアンコール放送[470]。
- 5日・6日 - 【スポーツ・特番・編成・近畿広域圏】
  - 2023年プロ野球日本シリーズに於いて、阪神タイガースが4勝3敗となり1985年以来38年ぶりの日本一制覇を果たしたことを受け、在阪テレビ局が急遽祝賀番組を編成[471]。
    - NHK大阪放送局は特設ニュース特番の形で『おめでとう!!阪神タイガース 38年ぶり日本一!』と題し、6日0時40分 - 3時の枠にて放送[471]。
    - 朝日放送テレビは『虎バンSP あかん阪神日本一なってもた!!』と題し、5日23時 - 6日1時40分の枠で祝勝会の模様や大阪の街の盛り上がりなどを伝えた。番組司会は横山太一と小西陸斗（共に朝日放送テレビアナウンサー）が担当[472]。
    - 毎日放送は『59年ぶりの関西ダービー 阪神アレのアレしたよん 38年ぶりの日本一やねん』と題して6日0時50分 - 2時20分の枠で放送。番組司会は河田直也（毎日放送アナウンサー）が担当[473]。
    - 関西テレビは『緊急生特番 鳥谷&糸井が参戦! アレよAREよと38年ぶり阪神日本一SP」と題して6日0時40分 - 2時10分の枠で放送。番組司会は新実彰平[注 125]と橋本和花子（共に関西テレビアナウンサー）が担当[471]。
    - テレビ大阪は『日本一特番』と題して6日1時10分 - 40分の枠で放送[471]。
    - 独立系局のサンテレビジョンは『阪神タイガース 2023 日本一記念 特別番組「チャンピお〜んSP」』と題して、5日23時30分より放送した[471]。
- 10日 - 【特番・クイズ・バラエティ】フジテレビ系『坂上どうぶつ王国』の特番として『坂上どうぶつ王国プレゼンツ!クイズ年の差だよねSP』を放送（19時 - 21時）。この中で同局系で1988年10月から1994年9月にかけてレギュラー放送され、その後も1996年・2006年・2007年に復活特番が放送されたクイズ番組『クイズ!年の差なんて』が再び復活、令和版にリメイクした『クイズ!年の差だよね』を放送[474]。
- 12日・19日 - 【アニメ】フジテレビ系『サザエさん』で、12日放送分より花沢花子役が山本圭子（声優、以下同）から3代目[注 126]となる渡辺久美子に、19日放送分より伊佐坂難物役が中村浩太郎から5代目[注 127]となる牛山茂に、それぞれ交代[475][注 128]。
- 14日（13日深夜） - 【紀行・バラエティ・関東広域圏】テレビ東京にてゆる〜いイマジネーションバラエティ新番組として『バカリヅカ』（0時30分 - 1時）を放送開始（ - 12月19日(18日深夜)）。番組ではバカリズムと飯塚悟志（タレント、東京03）が想像力を働かせながら自由に歩き回るゆるいロケバラエティを目指す[477][478]。
- 15日 - 【音楽・特番】テレビ東京系では赤レンガ倉庫（神奈川県横浜市）で開催する開局60周年記念イベント『テレ東60祭@なぜか横浜赤レンガ』（15日 - 19日）初日のこの日、大型音楽特番『テレ東60祭!ミュージックフェスティバル2023〜一生聞きたい!昭和・平成・令和ヒット曲100連発〜』（17時30分 - 21時54分）を放送。番組では横浜赤レンガ倉庫特設ステージとテレビ東京本社スタジオからの中継を中心に多くのアーティストが出演、またイベントアンバサダーを務める出川哲朗（タレント）も登場する。総合司会は田中瞳（テレビ東京アナウンサー）、中継リポーターは中原みなみ、中根舞美（ともに同）が担当した[479][480][481]。
- 18日 - 【紀行・健康問題】朝日放送テレビ制作・テレビ朝日系『朝だ!生です旅サラダ』の司会を務める神田正輝（俳優）は、「体のメンテナンスをすることになった」としてこの日の放送を休演。そしてその翌週以後も出演せず、12月2日の同番組にて共に司会を務める松下奈緒（俳優・音楽家）から神田が「暫くの間お休みすることになりました」と報告[482]。その後、神田は2024年1月27日放送分より約2か月ぶりに復帰した[483]。
- 19日
  - （18日深夜）【トーク・教養・関東広域圏】フジテレビにてこの月より女性の心身の健康をテーマにした月一回のトーク番組として『トーキョーツキイチMTG』（第三日曜未明〈土曜深夜〉1時45分 - 2時15分[注 129]）を放送開始。番組ホステス（MC）には長谷川京子（女優）を起用し、毎月多彩なゲストを招く。なお初回のゲストはファーストサマーウイカ（歌手）、CRAZY COCO（タレント）、岡田有香（産婦人科医）[484][485]。
  - 【紀行・バラエティ】テレビ東京系『モヤモヤさまぁ〜ず2』は、同局の開局60周年記念とコラボする形で3時間スペシャルとして『モヤモヤさまぁ〜ず2 ゴールデン3.5HSP〜テレ東60祭記念! テレ東とちょっとゆかりが薄い東北でテレ東18番組がつながるスペシャル!!〜』（18時30分 - 21時54分）を放送。番組ではアナウンサー時代に初代アシスタントを務めた大江麻理子（テレビ東京報道キャスター）、山﨑弘也（漫才師、アンタッチャブル）など多彩なゲストが登場した[486]。
- 24日 - 【音楽・特番】TBSは、毎年クリスマス前後に放送しているシンガーソングライターの小田和正がホストを務める『クリスマスの約束』の今年の放送を見送ることを公式サイトで発表。同番組の未放送は前年に続き2年連続となる。同局は「2年連続でご期待に添えない結果になりましたが、今後も小田さんとスタッフでミーティングを重ね、皆様の心に寄り添えるような良質な音楽番組を制作して参ります」とコメントした[487]。
- 26日 - 【報道・自社批評】TBSテレビでは第2・第4日曜早朝に放送の『TBSレビュー』について、この日は「旧ジャニーズ事務所問題に関する特別調査報告」として、放送枠を5時20分 - 6時に拡大して放送（一部JNN系列局にもこの回に限り遅れネットを実施）。合わせて、TBSホールディングスがTBSテレビ・TBSラジオと合同で行った調査結果報告書の全文を上記3社の公式サイトに公表した[488]。
- 27日 - 【食・料理】日本テレビ系『キユーピー3分クッキング[注 130]』では、この日の放送からアシスタント陣に尾崎里紗（日本テレビアナウンサー）が、育休復帰後初のレギュラー番組として加入した[489]。

### 12月
- 3日（2日深夜） - 【スポーツ・追悼】テレビ東京系のサッカー番組『FOOT×BRAIN』にて、同局の伝説的サッカー番組『三菱ダイヤモンド・サッカー』の司会・実況を務め、本年8月20日に死去した元同局アナウンサー・金子勝彦（88歳没）の追悼企画を放送。当日はゲストに川淵三郎（第10代日本サッカー協会会長）を迎え、『三菱ダイヤモンド・サッカー』から秘蔵映像などを紹介し、日本サッカー発展の立役者のひとりであった故人を偲んだ[490]。
- 9日
  - 【音楽・賞・BS】BSテレ東（2K・4K）にて恒例の『第56回 日本作詩大賞』を生放送（18時30分 - 20時54分[注 131]）[491]。司会は徳光和夫（フリーアナウンサー）と松丸友紀（テレビ東京アナウンサー）が務めた。作詞家のいではくが「北海港節」（歌唱：三山ひろし）で大賞を初受賞[492]。これに先立ち10月30日に主催の日本作詩家協会よりノミネート作品が発表された[493]。
  - 【お笑い・演芸】日本テレビ系にて、恒例の女性芸人によるお笑いコンテスト『女芸人No.1決定戦 THE W 2023』決勝大会を生放送（19時 - 21時54分）[494]。司会は山里亮太（南海キャンディーズ）[注 132]と水卜麻美（日本テレビアナウンサー）が務めた[495]。優勝は紅しょうが（吉本興業東京本社所属）[496]。なお最終決戦の際、Aブロックから勝ち上がったスパイク（吉本興業東京本社所属）のネタの冒頭の音声が9秒間聞きづらくなるトラブルが発生し、公正を期するため国民投票（データ放送による視聴者投票）が取りやめとなり、審査員による投票で優勝者を決定した[497]。
- 10日 - 【スポーツ・BS】NHK BS1→NHK BS『Jリーグタイム』にて、第6代アシスタントキャスターを務めた高階亜理沙（フリーアナウンサー、2022年2月より在任）がこの日の放送を最後に約1年10か月担当した同番組を退任した[498]。
- 17日
  - 【バラエティ・特番】テレビ東京系にてかつて木曜夜枠の人気番組として一世を風靡した『TVチャンピオン[注 133]』が、2008年以来、約15年ぶりの復活特番という形でこの日の18時30分 - 20時30分枠にて『TVチャンピオン3』と題して放送。今回の特番では「手先が器用選手権」「和菓子職人選手権」「ダンボールアート王選手権」の三本のコーナーを設け、お笑いコンビのチョコレートプラネットが司会を担当、見届人（スタジオゲスト）として伊集院光と山之内すず（共にタレント）が出演、各コーナーのリポーターとして中村ゆうじ（タレント）、チャンス大城（ピン芸人）、酒井健太（アルコ&ピース）が登場[499][500]。
  - 【アニメ】フジテレビ系『ちびまる子ちゃん』で1990年1月の放送開始から「山田くん」こと山田笑太役を演じてきた山本圭子（声優）がこの日放送の『「まる子、記念写真を撮りたい」の巻』をもって降板[501][502]。山本は同系『サザエさん』でも花沢花子役を長年演じていたが、10月29日放送分をもって降板し渡辺久美子（同）に交代している[502]。→11月12日・19日の出来事も参照
- 21日 - 28日（27日深夜） - 【スポーツ】フジテレビ系にて21日 - 24日に開催される『第92回全日本フィギュアスケート選手権』（会場：長野市若里多目的スポーツアリーナ〈ビッグハット〉）をこの期間中継[注 134]。また2023-24シーズンにおける同局のフィギュアスケート中継全般のスペシャルサポーターとして川﨑桜（乃木坂46）を起用し、全日本選手権中継関連番組などフィギュアスケート番組に出演させる方針を示している[503][504]。
- 23日 - 【音楽】
  - （22日深夜）【近畿広域圏】読売テレビ（関西ローカル）土曜未明（金曜深夜）枠の『カミオト夜』が、同番組をかつて担当していた同局制作局管理職社員による不正請求問題の発覚を受け、この日の放送をもって一時休止。同局の広報担当は「番組終了とは言えないが、今回の問題の検証を行い要因が明らかになるまで休止せざるを得ない」としている[505]。→「その他テレビに関する話題」11月28日の項も参照
  - 【関東広域圏】TBSテレビ（関東ローカル）土曜早朝枠の『開運音楽堂』が終了、20年9ヶ月の歴史に幕[506]。
- 24日 - 【お笑い・演芸】朝日放送テレビ制作・テレビ朝日系にて、恒例の漫才頂上決戦『M-1グランプリ2023』最終日の敗者復活戦及び決勝を生放送。今回は敗者復活戦を15時から18時30分に放送、その後引き続き決勝を22時10分まで放送と、総計7時間10分ぶっ通しで放送[507]。また決勝の審査員は前年まで務めていた立川志らく（落語家）が勇退。新たに姉妹漫才コンビ「海原やすよ ともこ」の姉である海原ともこが就任。前年から就任した山田邦子（タレント）と共に初の女性2名体制となった[508]。優勝は令和ロマン（吉本興業東京本社所属）[509]。
- 27日 - 【スポーツ・ドキュメンタリー】TBS系にて日本プロ野球球団を戦力外通告により契約を打ち切られた選手たちの姿を描くスポーツドキュメンタリー番組『プロ野球戦力外通告〜人生の岐路に立たされた男たちとその家族の物語〜』（23時 - 28日0時30分）を放送。2004年の番組開始から務め[注 135]、自身の芸能界引退により前年限りで勇退した東山紀之（俳優・タレント）[510] の後任となるナレーションを、日野聡（声優）が務めた[511]。
- 28日 - 【バラエティ・食】日本テレビ系『ぐるぐるナインティナイン』の人気コーナー「グルメチキンレース・ゴチになります!」のこの日一部生放送されたパート24最終戦で、矢部浩之（ナインティナイン）と宮野真守（声優・俳優・歌手）のクビが決定。宮野はわずか1年でクビ、矢部は通算5度目のクビとなった[512]。→1月19日・26日も参照
- 29日
  - 【報道】テレビ朝日系『スーパーJチャンネル』の平日版メインキャスターを2021年10月から務めていた松尾由美子[注 136]（テレビ朝日アナウンサー）がこの日の放送を最後に同番組から勇退[513]。また同日の放送では小松靖と柳下圭佑（ともに同）も番組から降板した。
  - 【スポーツ・公営競技】地方競馬年末恒例の国際GI競走「第69回東京大賞典」（大井競馬場）をフジテレビ系（フジテレビ、関西テレビ、東海テレビ、北海道文化放送、BSフジ〈2K・4K〉）、TOKYO MX2、グリーンチャンネル（BS・CS）、南関東地方競馬チャンネル（CS）にて中継。フジテレビ系（地上波4局：14時45分 - 16時、BSフジ：14時45分 - 18時）では、当日の司会を倉田大誠（フジテレビアナウンサー）と秋元真夏（タレント、元乃木坂46）が担当、佐々木主浩（野球解説者・馬主）、新木優子（俳優）、福士蒼汰（同）[注 137]らをゲストに招いた[514][515]。
- 30日
  - TBS系
    - 【報道】年末恒例の報道特別番組『報道の日2023〜対立する世界〜戦争×格差×マネー』を10時 - 17時30分の7時間半に亘り生放送[516][517]。一昨年・昨年は12月第3日曜日に2部構成で放送されていたが、3年ぶりに同日・単独構成での放送となった[518][519]。
    - 【音楽・賞】年末恒例の『第65回 輝く!日本レコード大賞』を東京・初台の新国立劇場から17時30分 - 22時の4時間半にわたり生放送[520]。総合司会は安住紳一郎（TBSアナウンサー）と川口春奈（女優）が務め、ジョン・カビラがナレーションを担当した[521][522]。これに先立ち11月22日に主催の日本作曲家協会より各部門賞が発表され[523]、大賞はMrs. GREEN APPLEの「ケセラセラ」が受賞した[524]。

  - 【スポーツ】日本テレビ系で、2024年に第100回を迎える箱根駅伝を記念した特別番組『箱根駅伝 伝説のシーン表と裏 3時間SP』（18時 - 20時54分）を放送。同駅伝で生まれた出来事などを当時の映像や再現ドラマで振り返った。進行を内村光良（ウッチャンナンチャン）と生田絵梨花（女優）が務め、スタジオゲストとして「二代目山の神」と言われた柏原竜二、日本大学時代に2度出場した和田正人（俳優）、日本テレビ在籍時に実際に同駅伝の実況を担当した羽鳥慎一（フリーアナウンサー）らが出演したほか、2009年から中継番組テーマ曲として採用されている「Runner of the Spirit」を作曲した久石譲（作曲家）や73歳で駒澤大学に入学したことをきっかけに同校を熱烈に応援し続ける萩本欽一（タレント）らのインタビュー映像も放送[525][526]。
- 31日
  - （30日深夜）【バラエティ・神奈川県】テレビ神奈川（tvk）にてハリウッドザコシショウ（お笑いタレント）による冠番組『提供ハリウッドザコシショウ』を放送（1時 - 1時55分）。ザコシショウが自腹で放送枠を買い取り制作費も自ら出資、スポンサー・プロデューサー・構成・主役を全て兼ねて放送するもので、CMなしの1時間枠で「ザコシワールド」を展開した[527]。
  - 【音楽・芸能】
    - 大晦日恒例の『第74回NHK紅白歌合戦』をNHKホール（渋谷区神南）から生放送（19時20分 - 23時45分、NHK総合・BSプレミアム4K・BS8K。ラジオ第1と同時放送）。今年度の放送テーマは「ボーダレス -超えてつながる大みそか-」と定め、中核となる司会者として有吉弘行（お笑いタレント）、橋本環奈、浜辺美波（ともに女優）、高瀬耕造（NHKアナウンサー）の4人を起用[528]。平均世帯視聴率（ビデオリサーチ調べ・関東地区）は第1部（19時20分 - 20時55分）が29.0%、第2部（21時 - 23時45分）が31.9%で2部制となった1989年以降で史上最低となった[529]。
    - テレビ東京系では、こちらも大晦日恒例の歌謡特番『第56回年忘れにっぽんの歌』を放送（16時 - 22時、12月13日・14日に事前収録）[530]。司会は例年通り徳光和夫（フリーアナウンサー）、竹下景子（女優）、中山秀征（俳優・タレント）が務め、石川さゆり、五木ひろし、小林幸子、天童よしみ、坂本冬美、松平健、純烈、ゴールデンボンバーらが出演。今回は前年までの中野サンプラザ（東京都中野区）[注 138]から中央区の明治座に場所を移して収録された[531][532]。

  - 【バラエティ・演芸】日本テレビ系の本年の年越し特番として、『日本テレビ開局70年特別番組 笑って年越し！THE 笑晦日』を16時15分から翌2024年1月1日2時までの約10時間にわたって放送。進行役となるキャプテンを東野幸治とナインティナインが務め、日本テレビ開局70周年記念としてテレビ史に残る爆笑名シーンを放送する「テレビ70年!歴史を変えた笑いTOP100」を始め、1997年10月から2007年3月までレギュラー放送された『伊東家の食卓』の復活版、演芸パートとして『エンタの神様』の大晦日スペシャルや『ぐるぐるナインティナイン』の「おもしろ荘」の年またぎ拡大版スペシャルを放送。スタジオゲストとして菊地凛子（女優）、ヒロミ、出川哲朗（いずれもタレント）、佐久間宣行（テレビプロデューサー）らが出演[533][534]。
  - 【スポーツ】TBS系ではスポーツスペシャル番組『WBC2023 ザ・ファイナル』を17時から[注 139]23時45分まで6時間45分に亘り放送。番組では今年の日本スポーツ界最大のイベントにして全国民に歓喜をもたらした『2023 ワールド・ベースボール・クラシック』優勝の舞台裏について生放送で改めて振り返った。番組司会は中居正広（タレント）が務め、日本代表選手も出演した[535][536]。
  - 【バラエティ】
    - テレビ朝日系では『ザワつく!金曜日』の恒例大晦日特番『ザワつく!大晦日 一茂・良純・ちさ子の会』を放送（17時 - 23時）[537][538]。ゲストとして高田純次（タレント・俳優）、羽鳥慎一（フリーアナウンサー）らが出演[539]。
    - フジテレビ系は2年連続で人気バラエティ『run for money 逃走中〜お台場リベンジャーズ〜』を放送。さらに本年は番組開始以来初めて年またぎ放送を実施（19時 - 翌1月1日0時30分、一部生放送）。今回は「タイムリープ」をテーマに、1990年代に流行した人やモノ、文化が次々と登場した[537][540]。逃走者（チャレンジャー）として迫田孝也、いしだ壱成、伊沢拓司、春日俊彰（オードリー）、フワちゃん、狩野英孝、那須川天心、大久保嘉人らが出演[541]。

## その他テレビに関する話題

### 1月
- 1日

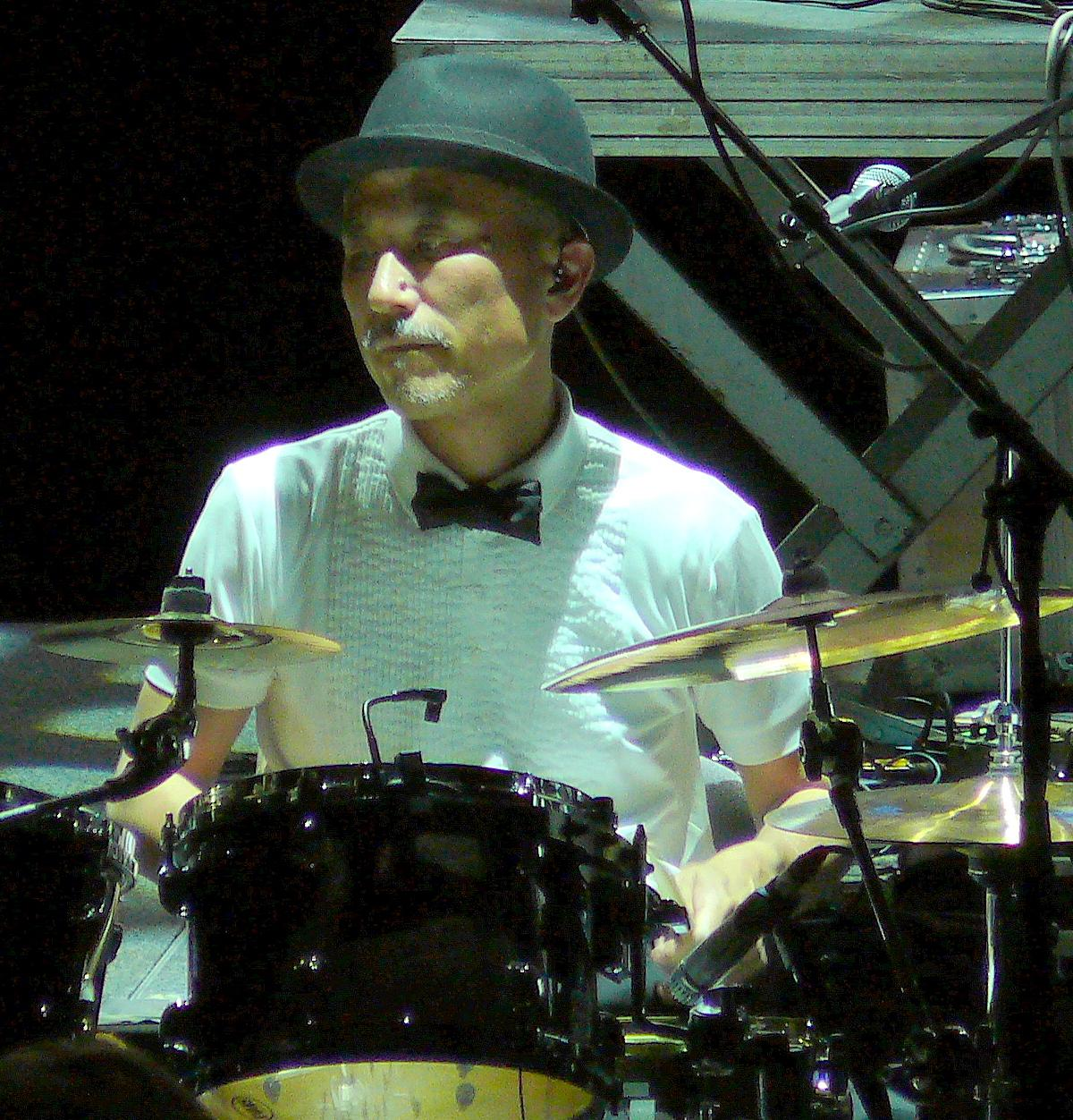
高橋幸宏死去（1月11日、70歳没。写真は2008年6月撮影）

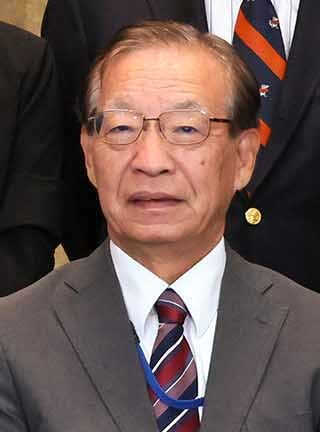
第24代NHK会長に就任した稲葉延雄（1月25日、写真は2024年9月撮影）

  - 【マスコットキャラクター・中京広域圏】CBCテレビ（TBS系）の新マスコットキャラクターとして、パンダをモチーフとした「シェアシェア」がこの日から起用[542]。
  - 【訃報】俳優座養成所第10期生を経て1960年代より俳優としてデビューし、テレビドラマや映画など数々の作品に出演。また、1992年にNHK衛星第2テレビ「衛星映画劇場」で放送された『緑の館』（1959年／アメリカ合衆国）のアンソニー・パーキンス（1992年没）の吹き替えを担当したり、ライオンの眼薬「スマイル」のコマーシャルに出演した経歴を持つ俳優の長谷川哲夫（本名：伊藤哲夫）がこの日死去（84歳没）[543]。
- 2日 - 【訃報】1963年に日本放送協会（NHK）に入職し、ディレクターとして番組制作に従事。1973年のロックバンド『キャロル』のドキュメンタリー番組制作を巡るトラブルで翌1974年にNHKを懲戒免職処分となった後はフリーのディレクターとして活動し、セゾングループのテレビCM制作なども手掛けた映像作家・演出家の龍村仁がこの日の午後、老衰のため死去（82歳没）[544]。
- 10日 - 【賞】日本中央競馬会（JRA）はこの日開催した2022年度JRA賞馬事文化賞選考委員会の審査の結果、長野朝日放送制作のローカルテレビ番組『木曽馬と生きる 風わたる里 開田高原』（2022年1月19日放送）及び日本放送協会（NHK）・NHKグローバルメディアサービス制作のドキュメンタリー番組『幸せな人間が幸せな馬をつくる 調教師 藤澤和雄 最後の400日』（2022年3月15日、NHK BS1放送）の2作品を選出したことを発表[545][546]。
- 11日 - いずれも【訃報】
  - 1972年に加藤和彦（2009年没）が結成した「サディスティック・ミカ・バンド」のドラマーとしてデビュー。その後1970年代後半から80年代にかけて一世を風靡したテクノ・ポップサウンドグループ「イエロー・マジック・オーケストラ（YMO）」のメンバーとして知られ、またソロミュージシャンや俳優としても活動。テレビ番組ではテレビ朝日〈関東ローカル〉の情報番組『AXEL』（1994年 - 2001年）の司会を務め、また日本中央競馬会（JRA）、味の素「HOT!1エビピラフ」などのCMソングも手掛けた音楽家の高橋幸宏がこの日早朝、脳腫瘍から併発した誤嚥性肺炎のため死去（70歳没）。訃報は15日に所属事務所から正式発表された[547][548]。
  - 1972年に民族派団体一水会を創設、右派の論客としてイデオロギーの枠を超えた言論活動を行い、テレビ朝日系『朝まで生テレビ!』などの討論番組にも出演した、政治活動家・評論家・作家の鈴木邦男がこの日、誤嚥性肺炎のため東京都内の病院で死去（79歳没）。訃報は27日に一水会より発表された[549]。
- 13日 - 【訃報】大学在学中のライター活動を経て作家デビュー、主にライトノベルを執筆し、代表作の『宇宙一の無責任男』が1993年にテレビ東京系で『無責任艦長タイラー』（タツノコプロ制作）としてテレビアニメ化されたことでも知られ、また林明美名義でアイドル評論も行っていた、作家の吉岡平が、この日死去（62歳没）。訃報は2月26日に自身の作品を舞台化した「朝倉薫演劇団」より発表された[550]。
- 15日 - 【訃報】劇団「文学座」にて1955年に役者として初舞台を踏み、文学座を退団した後は「劇団雲」「演劇集団 円」の結成に参加し、舞台俳優として活動する傍ら、映画やテレビドラマなど数多くの作品に出演、声優としてNHK総合の人形劇『真田十勇士』（戸沢白雲斎役）や『人形歴史スペクタクル 平家物語』（平忠盛役）などに出演した俳優の三谷昇がこの日未明、慢性心不全増悪のため東京都内の病院で死去（90歳没）。訃報は27日に公表された[551][552]。
- 16日 - 【訃報】プロ野球・広島東洋カープに投手として在籍し、現役引退後は広島や大洋ホエールズ（後の横浜DeNAベイスターズ）などでコーチを務め、また中国放送（RCC、TBS系）のプロ野球解説者を歴任した池田英俊がこの日死去（85歳没）。訃報は2月3日に西日本スポーツの報道で明らかになった[553]。
- 19日 - いずれも【訃報】
  - 1959年に日本放送協会へ入局し、『スタジオ102』、『NHKニュース（正午・19時）』のキャスター、昭和天皇崩御報道の第一報を担当したアナウンサーの斎藤季夫がこの日までに死去（87歳没）。訃報は後輩のアナウンサーである川端義明より明かされた[554]。
  - 1976年に椎名誠（作家）と共に本の雑誌社を旗揚げし、同社が発行する「本の雑誌」にて発行人及び事実上の編集長を務め、文芸評論や随筆などの著作を発表。また『藤代三郎』の筆名で競馬評論や競馬エッセイを発表し、同名義にてグリーンチャンネルで放送された『全日本はずれ馬券委員会』の委員長を務めていた文芸評論家・随筆家・出版編集者の目黒考二がこの日午前、肺がんのため死去（76歳没）。訃報は1月25日に同社公式サイトで発表された[555][556]。
- 20日 - 【会見・近畿広域圏】この日オンラインで行われた朝日放送テレビ社長山本晋也の新春社長会見において、1週間前の1月13日に放送された『おはよう朝日です』（関西ローカル）で、リポーターを務めていた同局の女性ディレクターがガムを噛みながら画面に登場した件について触れ、「常識的に考えて大変失礼な行為。当然あってはならないことであり本人には厳重注意した」ことを明らかにし[557]、また当該ディレクターも2月10日の同番組内で「取材先及び視聴者の方々に不快な思いをさせて大変申し訳ありませんでした」と謝罪した[558]。
- 21日 - 【訃報】1988年に東京放送（後のTBSテレビ）のアナウンサーとして入社し、若手時代はスポーツ中継やニュース番組のスポーツコーナーのキャスターなどを担当、1990年代より報道班にシフトチェンジして『JNNフラッシュニュース』やスポーツニュース番組『S☆1』のニュースコーナー、『Nスタ』や『報道特集』などのナレーションを担当していた向井政生がこの日午前、顎下腺がんのため東京都内の病院で死去（59歳没）[559][560][561]。
- 23日
  - 【不祥事】
    - 【キー局】警視庁代々木署はこの日、覚醒剤取締法違反の容疑でTBSテレビ広報局勤務の47歳の女性社員を逮捕。局側はこの件を受けて「事実関係を調査の上、厳正に対処する」とした。同署の調べに対し容疑を認めている[562][563]。
    - 【大阪府】テレビ大阪（TVO、テレビ東京系）はこの日、同局制作の紀行番組『片っ端から喫茶店』の番組素材用SDカード10枚のうち1枚が所在不明になっていることを公表。4日前の19日に番組制作会社からSDカード6枚が不明であると同局に報告。うち5枚は見つかったものの1枚が発見できていないという。同局は「担当者を厳重注意し、管理をさらに徹底すると共に再発防止に努めます」とコメント[564]。さらに27日に行われた同局社長の品田卓の新春社長会見でも今回の件について改めて謝罪した[565]。

  - 【バラエティ・BPO・宮城県】テレビ東京系で前年9月23日に放送された『ウソかホントかわからない やりすぎ都市伝説2022秋』[注 140]で宮城県の上下水道事情を取り上げた内容に対し、宮城県知事の村井嘉浩はこの日宮城県庁で行った定例記者会見で「放送内容に事実誤認があり、視聴者の不安をあおる表現があった」として19日付けでBPOに対して申し立てを行ったことを明らかにすると共に、テレビ東京に対しても近く抗議することを表明[566][567]。その後2月8日になって同番組の担当プロデューサーら3人が県庁を訪れ謝罪。村井も謝罪を受け入れたがBPOへの申し立ては取り下げず、判断を仰ぐとした。なお同局は番組公式サイトでも謝罪文を掲示した[568][569]。
  - 【訃報】1969年にクラレ岡山硬式野球部からドラフト2位で南海ホークスに入団し、NPBで通算2566安打、本塁打567本（歴代3位）の記録を残し、1992年に現役を引退した後には2005年まで朝日放送専属野球解説者として同局のプロ野球中継に出演していた元プロ野球選手の門田博光がこの日、隠棲先の兵庫県相生市内にて持病の治療のために予約していた病院に姿を見せなかったため、病院側からの連絡で兵庫県警相生署の警察官が門田の自宅を訪れた際に倒れている本人を発見、その場で死亡が確認された（74歳没）[570][571]。
- 24日
  - 【人事】第23代NHK会長の前田晃伸（みずほフィナンシャルグループ初代社長、2020年1月25日就任）が3年の任期を満了しこの日で退任。
  - 【訃報】1975年に渡辺プロダクション／東芝EMIより双子デュエットアイドル「ザ・リリーズ」として姉の燕奈緒美と共にデビューし、森永製菓「エンゼルパイ」のCMやテレビドラマなどに多く出演するなど1980年代半ばまで歌手・タレントとして活動。2005年に活動再開してから昭和歌謡番組などに出演していた歌手・タレントの燕真由美[注 141]がこの日午後、脳腫瘍のため自宅で死去（62歳没）[572][573]。
- 25日
  - 【人事】第24代NHK会長として稲葉延雄（日本銀行元理事）が就任（任期満了予定：2026年1月24日）[574][575]。
  - 【施設・大阪府】関西テレビ放送とサンケイビルは共同で、大阪市・東梅田エリアにある関西テレビの所有地での再開発計画として、14階建ての都市型データセンターを2026年1月の運用開始を目指して、建設することを発表。竣工後は、『オプテージ曽根崎データセンター』として運営を行うことになっている[576][577]。
  - 【経営問題・東京都】『ペット大集合!ポチたま』や『日経スペシャル 未来世紀ジパング〜沸騰現場の経済学〜』、『ソロモン流』など主にテレビ東京系の番組、またCM制作を手掛けていたスーパーテレビジョン（1991年3月設立、新宿区）がこの日、東京地方裁判所（以下、東京地裁と表記）から破産手続き開始決定を受け倒産。倒産は2月1日に信用調査会社・帝国データバンクによって明らかにされた[578][579]。
  - 【訃報・近畿広域圏】1990年に毎日放送のアナウンサーとして入社し、同局の『あどりぶランド』や『新伍Niタッチ!』、『知っとこ!』、『ちちんぷいぷい』、『皇室アルバム』（ナレーション）や『住人十色』、『医のココロ』など報道、情報を中心に数々の番組に出演した高井美紀がこの日死去（55歳没）。訃報は2月2日に同局から発表されたが死因や死亡時刻など詳細は非公表とされた[580]。
- 29日 - 【訃報】小学館にて編集記者を務めつつ歴史小説を創作し、1964年に発表した『炎環』で第52回直木三十五賞を受賞、NHK大河ドラマでは1979年度『草燃える』（主演：石坂浩二）と1997年度『毛利元就』（主演：三代目中村橋之助〈後の八代目中村芝翫〉）の原案[注 142]を担当、1997年度のNHK放送文化賞を受賞した歴史小説家の永井路子（本名：黒板擴子）がこの日、老衰のため東京都内の病院で死去（94歳没）[581]。
- 29日 - 【訃報】1970年に結成されたブルースロックバンド「サンハウス」のメンバーとしてプロデビューし、1978年に結成したロックバンド「シーナ&ザ・ロケッツ」ではリーダー兼ギタリストとして活動し、『涙のハイウェイ』や日本航空のCMソングに採用された『ユー・メイ・ドリーム』など数々の楽曲を発表し、個人としても日清食品「はかたんもんらーめん」（九州限定） や大塚製薬「ポカリスエット」のCMなどに出演したこともあるミュージシャンの鮎川誠がこの日早朝、膵臓がんのため死去（75歳没）。訃報は翌30日に「シーナ&ザ・ロケッツ」公式サイトで公表された[582][583]。
- 31日 - 【配信・業務提携】TVerはZホールディングス及び傘下のZentertainment、ヤフー、LINEとの間で業務提携に向け基本合意したと発表。今後具体的施策について検討を開始し、広告分析ソリューションの共同開発やサービス成長に向けた連携強化などを実施する[584]。

### 2月
- 5日 - いずれも【訃報】

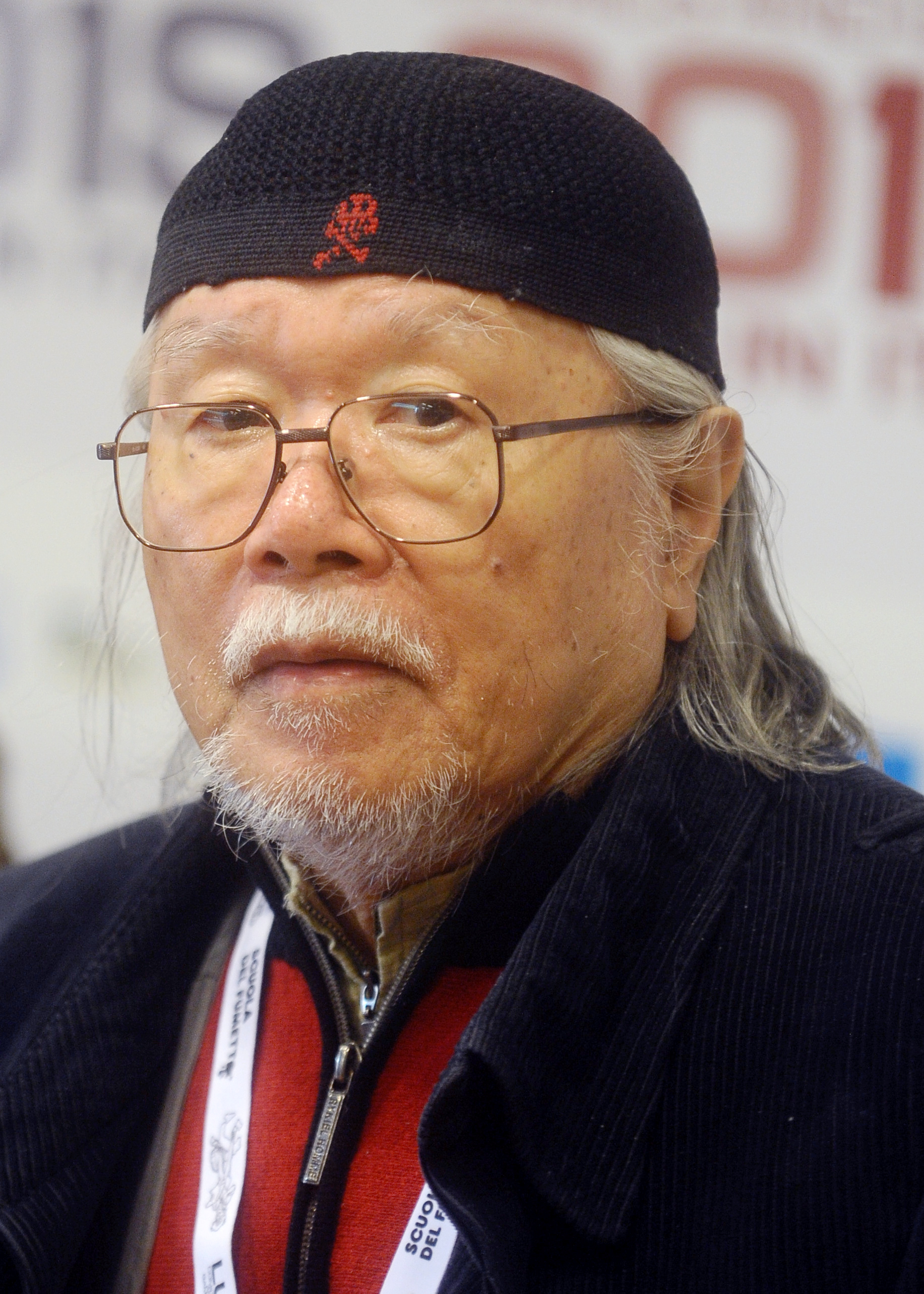
松本零士死去（2月13日、85歳没。写真は2018年11月撮影）

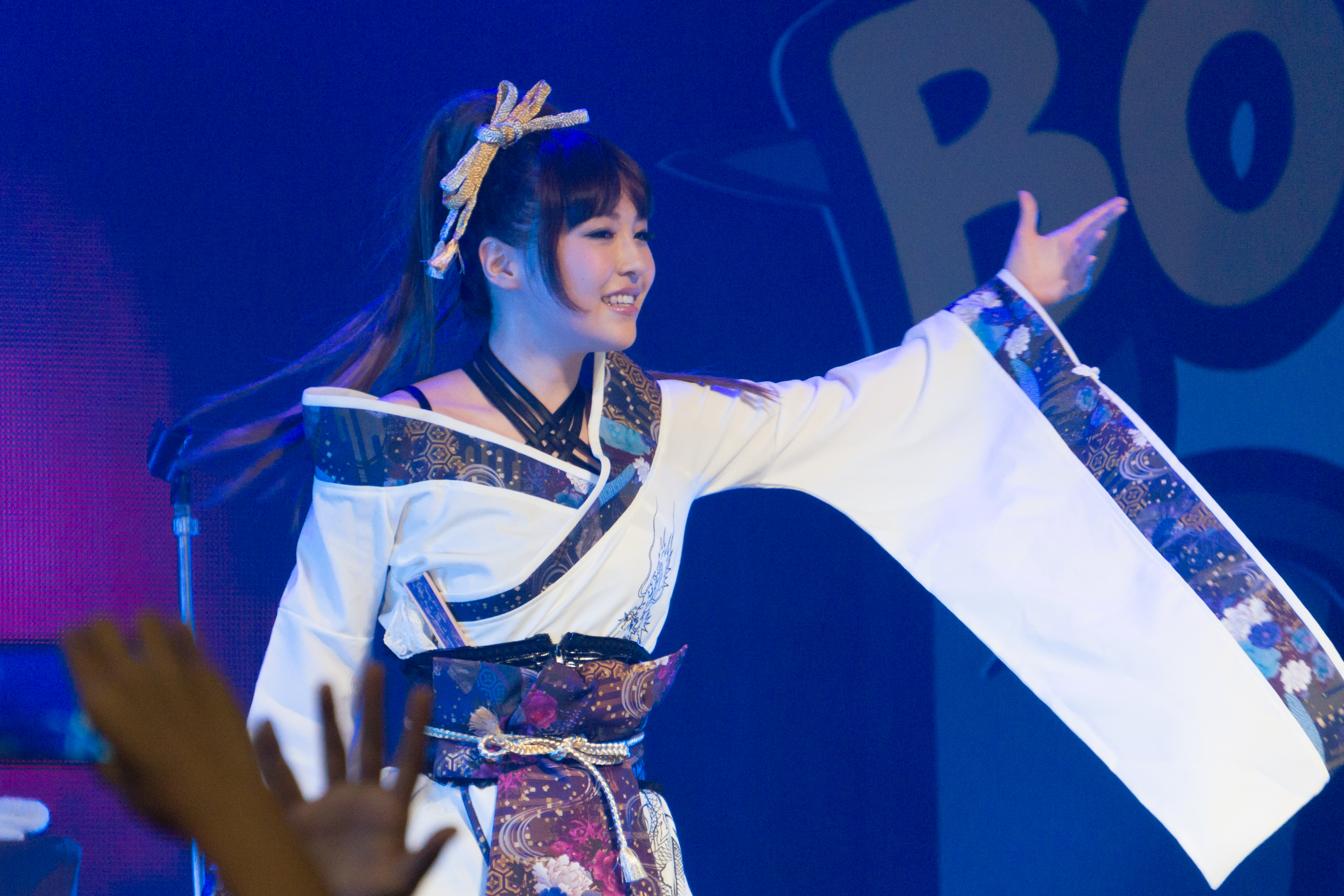
黒崎真音死去（2月16日、35歳没。写真は2014年7月撮影）

  - 生まれ育った宮崎市に住み続けながら1993年にNHK「みんなのうた」に採用された『以心伝心しよう』や1992年放送の大和証券CMソング『中年よ大志を抱け』など、数多くの楽曲やCMソングを手掛けたシンガーソングライターの大城光恵（本名・長嶺光恵）がこの日未明、乳がん及び肺炎のため同市内の病院で死去（57歳没）。訃報は9日に判明した[585]。
  - 1963年に東京放送劇団（TBS放送劇団）第6期生団員として入団、フジテレビ系アニメ『鉄腕アトム』（1963年）を皮切りに、同系アニメ『サザエさん』では1969年10月の放送開始以来、50年以上にわたりフグ田タラオ役を演じ、さらに同系の『リボンの騎士』チンク役や『ハクション大魔王』アクビ役、日本テレビ系『天才バカボン』『元祖天才バカボン』（前者は読売テレビ制作）ハジメ役など、数々のテレビアニメ作品に声優として出演、またNETテレビ「日曜洋画劇場」にて放送されたアメリカ合衆国映画『アラモ』（1972年放送）を始めとする外国映画の日本語版放送の吹き替えも担当した声優の貴家堂子（本名：堀内堂子）がこの日午後死去（87歳没）。訃報は10日にフジテレビ及び所属事務所の東京俳優生活協同組合（俳協）より発表された[586][587]。死因は非公表だが、貴家は3日前の2日に行われた『サザエさん』の収録には通常通り参加し、さらに死去前日の4日には87歳の誕生日を迎えたばかりだった[588][589]。
  - 1959年に創作人形作家となり、NHK総合の人形劇『新八犬伝』（1973年 - 1975年）にて、劇中に登場した「犬塚信乃」ら八犬士や「玉梓が怨霊」などのキャラクターの人形を創作したことで人気を集め、その後も時代劇や映画などで衣装デザインを手掛けるなど幅広く活動した創作人形師・衣装デザイナーの辻村寿三郎（旧名義：辻村ジュサブロー）がこの日夜遅く、広島県三次市内の病院にて心不全のため死去（89歳没）。訃報は13日に明らかになった[590][591]。
- 7日 - 【訃報】東京大学工学部の学生時代に全日本学生自治会総連合幹部として活動、1960年代に日本評論社に入り出版部長などを務めた後に政治評論家として活動し、フジテレビ系『めざましテレビ』にてご意見番として出演した経歴を持つ政治評論家の森田実がこの日、悪性リンパ腫のため死去（90歳没）[592]。
- 8日 - いずれも【訃報】
  - 1969年に日本経済新聞社に記者として入社し、政治部記者やワシントン支局長などを務め、2006年に同社を退職した後は政治評論家などで活動、またテレビ東京にて自身の冠番組『田勢康弘の週刊ニュース新書』司会やTBS系『筑紫哲也 NEWS23』コメンテーターなどを務めてテレビ界でも活動した政治ジャーナリストの田勢康弘がこの日未明、横浜市内の病院で死去（78歳没）[593]。
  - 写真家・動物映像作家で、テレビ番組でもNHKで放送された『生きもの地球紀行』や『ダーウィンが来た!』などの制作にも携わった飯島正広がこの日、脳出血のため東京都内の病院で死去（71歳没）。訃報は2月23日に明らかになった[594]。
- 10日 - 【訃報】アートディレクターとして松任谷由実やサザンオールスターズ、宇多田ヒカルら数多くのジャケットデザインを手掛け、映像作家としても桑田佳祐の『東京』（2002年）などのプロモーションビデオの演出も担当。さらに「洋服の青山」のテレビCMも手掛けるなどマルチに活動した信藤三雄がこの日午後、胃がんのため沖縄県内の自宅で死去（75歳没）。訃報は13日に所属事務所のTwitterやFacebookなどで明らかにされた[595][596]。
- 11日 - 【訃報】1983年に東映株式会社に入社し、同社制作の『スケバン刑事』シリーズ（1985年 - 1987年、フジテレビ）を始めとするテレビドラマ作品のプロデューサーを務め、役員に昇格してからもテレビ事業を担当、2020年6月に同社社長に就任した後にはテレビ朝日HD、九州朝日放送（KBC、福岡県）などの取締役も務めた実業家・映像プロデューサーの手塚治がこの日、肺動脈血栓のため死去（62歳没）。訃報は14日に東映から発表され、さらに15日には死亡日と死因が同社から発表された[597][598][599]。
- 12日 - 【訃報】児童学研究の第一人者として名を知られ、数々の研究発表や書籍を出版、お茶の水女子大学にて教授・学長を務めるなど幅広い活動を展開、また学者として「子どもと若者の文化」（1997年度放送大学講座）やNHK教育『NHK人間大学』「少女のまなざし」（1993年7月 - 9月放送）などでテレビ講座講師を務め、更には放送倫理・番組向上機構（BPO）では「放送と青少年に関する委員会委員長」を務めた経歴を持つ児童学者・社会学者の本田和子がこの日死去（92歳没）。訃報は3月16日に公表された[600]。
- 13日
  - 【結婚・福岡県】福岡放送（FBS、日本テレビ系）アナウンサーの小林茉里奈（2018年入社、元AKB48）がJリーグ・水戸ホーリーホック選手の新里涼と結婚したことが、新里が所属する水戸ホーリーホックよりこの日発表され[601]、小林も自身のInstagramを通じ結婚を報告した[602]。
  - 【訃報】1954年、高校生時代に描いた『蜜蜂の冒険』にて漫画界にデビュー、1963年に商業漫画家として本格的活動を開始した際には「松本あきら」の筆名を使用して少女クラブ掲載の『銀の谷のマリア』などを発表、1965年に「松本零士」名義を使い始めて、1968年以後は名義を一本化して数々の作品を発表。また『宇宙戦艦ヤマト』（1974年、読売テレビ制作・日本テレビ系）や東映動画制作『惑星ロボ ダンガードA』（1977年、フジテレビ系）『銀河鉄道999』（1978年、同）『宇宙海賊キャプテンハーロック』（同年、テレビ朝日系）を始めとする自作漫画が数多くテレビアニメ化されたことでも知られた漫画家・劇画家の松本零士（本名：松本晟）がこの日午前、急性心不全のため東京都内の病院で死去（85歳没）[603]。
- 15日
  - 【結婚】NHKアナウンサーの青井実（東京アナウンス室所属、2003年入局）とテレビ東京アナウンサーの相内優香（2008年入社）が結婚していたことがこの日判明[604]。
  - 【訃報】日本大学芸術学部在学時に劇団を旗揚げして俳優として活動を始め、またテレビアニメでは、NET系『狼少年ケン』（1963年、東映動画）や名古屋テレビ制作・テレビ朝日系『機動戦士ガンダム』（1979年、日本サンライズ）など数多くの作品に声優として出演、他にもTBS系『女神の天秤』（1996年 - 1998年）やサン電子「アトランチスの謎」（1986年）などのテレビ番組やコマーシャルのナレーションも担当した声優・俳優の飯塚昭三がこの日午前、急性心不全のため死去（89歳没）。訃報は28日に所属事務所のシグマ・セブンから公表された[605]。
- 16日 - 【訃報】2008年より秋葉原ディアステージにてソロアーティスト活動を開始し、AT-Xなどで放送されたアニメ『とある魔術の禁書目録II』エンディングテーマ「Magic∞world」を歌唱して以後は数々のアニメソングを歌唱し、CS放送のキッズステーションで放送されていた『アニぱら音楽館』にも出演していた歌手の黒崎真音がこの日、持病の悪化などにより死去（35歳没）。訃報は28日に公式サイトにて公表された[606][607]。
- 17日 - 【結婚】NHK東京アナウンス室に所属するアナウンサーの井上裕貴（2007年入局）と川﨑理加（2016年入局）が局内結婚していたことがこの日明らかになった[608]。
- 18日 - 【訃報】日本大学を卒業して光文社に入社し、「女性自身」や「週刊宝石」などの芸能記者を経て独立して音羽出版を設立、テレビ番組でもテレビ朝日系『やじうまワイド』に芸能コメンテーターとして出演した経歴がある音羽出版代表で芸能文化評論家の肥留間正明がこの日午前、急性大動脈解離[注 143]のため群馬県富岡市内の病院で死去（73歳没）[609][610]。
- 21日
  - 【不祥事】NHK札幌放送局所属の男性アナウンサーが同月17日深夜に正当な理由なく東京都内のマンション敷地内に侵入した疑いで、警視庁中野署に邸宅侵入容疑で逮捕されていたことがこの日明らかになった[611]。なおこの男性アナウンサーについて、東京地方検察庁が同年3月28日に不起訴処分としている[612]。その後アナウンサー職を外れたが、同年4月28日付で諭旨免職処分となった[613]。
  - 【訃報】1959年にキングレコードより民謡歌手としてデビューし、これ以後は民謡や演歌を中心にレコードをリリース。1963年には三橋美智也（1996年没）と共同で「東村山音頭」を発表し、また1977年発売の「博多さのさ」がヒットし、NHK総合『それいけ!民謡うた祭り』に度々出演した民謡・演歌歌手の下谷二三子（本名：池松二三）がこの日、急性大動脈解離のため埼玉県川越市内の病院で死去（84歳没）。訃報は27日にキングレコードより公表された[614][615]。
- 22日 - 【訃報】1980年に大阪芸術大学を卒業し、笑福亭鶴瓶に入門し落語家となり、主に新作落語で高座を務める一方、タレントとしても初レギュラー番組であった毎日放送『突然ガバチョ!』（1982年 - 1985年）を始め、日本テレビ系『鶴ちゃんのプッツン5』やフジテレビ系『ものまね王座決定戦』、読売テレビ『大阪ほんわかテレビ』、TBS系『MOGITATE!バナナ大使』、同局系→BS-TBS『噂の!東京マガジン』などに出演。さらに総合感冒薬「コンタック」（グラクソ・スミスクライン・コンシューマー・ヘルスケア・ジャパン）のCMキャラクター「Mr.コンタック」の声を1996年から2020年まで24年間担当するなど幅広く活動した落語家・タレントの笑福亭笑瓶（本名：渡士洋）がこの日午前、急性大動脈解離のため死去（66歳没）[616][617][618]。
- 23日 - 【訃報】2013年結成のロックバンド「sumika」のメンバーとしてギター・ボーカルを担当、アイシンCMソング兼『第99回全国高等学校サッカー選手権大会』（2020 - 2021年、日本テレビ・民間放送43社）応援歌「本音」を歌唱したギタリストの黒田隼之介がこの日死去（34歳没）。訃報は翌24日に公式サイトにて発表された[619]。
- 24日 - 【活動進退・熊本県】熊本県民テレビ（KKT、日本テレビ系）エグゼクティブアナウンサーの本橋馨（1986年入社）が、この日をもって同局を定年退職。今後は熊本県内でフリーアナウンサーとして活動する[620]。
- 25日 - 【訃報】1960年代より声優として活動し、テレビアニメではフジテレビ系『おじゃまんが山田くん』（1980年）や日本テレビ系『六神合体ゴッドマーズ』（1981年、東京ムービー）などに出演、また外国映画の日本版テレビ放送ではアンソニー・ジェームズ（2020年没）やジャン＝ポール・ベルモンド（2021年没）などの俳優のアテレコを担送するなど幅広く活動した声優の千田光男がこの日、虚血性心不全のため死去（82歳没）。訃報は28日に所属事務所の81プロデュースより公表された[621]。
- 28日
  - いずれも【活動進退】
    - 【NHK】NHKエグゼクティブアナウンサーの武田真一（1990年入局、大阪所属）が早期定年退職制度を利用する形で、32年在職した同局を退職。2月2日に行われた大阪放送局長・小池英夫の定例会見で正式発表された[622]。NHKを離れた後はフリーに転身し、日本テレビ系『DayDay.』のMCを担当する[140]。→「テレビ番組関係の出来事」4月3日も参照
    - 【キー局】テレビ東京に2005年入社、『家、ついて行ってイイですか?』や『世界ナゼそこに?日本人 〜知られざる波瀾万丈伝〜（後のナゼそこ?）』、さらに『撮影の、一切ないドラマ 蛭子さん殺人事件』（BSテレ東・2020年、脚本も担当）[623] などをプロデュースし、「名物プロデューサー」として知られた高橋弘樹がこの日をもって同局を退社。退社後はABEMAに移籍し会社員として働きつつ、副業として自らが設立した映像制作会社tonariでYouTuberなどで活動する[624][625]。
    - 【北海道】テレビ北海道（TVh、テレビ東京系）アナウンサーの深澤朝香（2018年に山口放送（KRY、日本テレビ系）に入社し、2022年にテレビ北海道へ移籍）は、この日付で11か月在職した同局を退職[626]。なお、深澤は4月からTBSスパークル所属のフリーアナウンサーとして活動を再開した[627]。
    - 【近畿広域圏】毎日放送（MBS）にアナウンサーとして1983年に入社し、2018年に同局を定年退職した後に5年間のシニア雇用契約を結んでアナウンサー職を続けていた柏木宏之が、契約満了となるこの日をもって同局から離職。今後はフリーアナウンサーとして活動する[628]。

### 3月

#### 3月上期
- 1日 - 【出版】KADOKAWAの週刊テレビ情報誌『週刊ザテレビジョン』（1982年創刊）がこの日発売の3月10日号をもって休刊。今後は『月刊ザテレビジョン』に統合、3月24日発売の5月号よりリニューアルを行った上で、Webサイト「WEBザテレビジョン」との連携を強化することにしている[629][630]。
- 2日 - 【賞】NHKが令和4年度『第74回NHK放送文化賞』受賞者を発表。本年度の受賞者は三谷幸喜（脚本家・映画監督）、栗原はるみ（料理研究家）、吉行和子（俳優）ら7名[631][632]。
- 3日
  - 【結婚】日本テレビアナウンサーの杉野真実（2012年入社）はこの日、自身のInstagramにて自筆の所感を発表し、この日報じられていた一般会社員との結婚が事実であることを明らかにすると共に「これを機により精進する」ことを宣明した[633][634]。
  - 【訃報】東京大学在学中の1957年に発表した「飼育」で第39回芥川龍之介賞を受賞、以降も現代文学の新たな担い手として話題作を発表し続け、1994年には日本人2人目となるノーベル文学賞を受賞、日本を代表する作家として知られるようになり、テレビにおいては1992年10月期にNHK教育テレビ『NHK人間大学』で講師を務め、『NHKスペシャル』では知的障害を持つ長男で作曲家の大江光との共生を取り上げたドキュメンタリー「響きあう父と子 大江健三郎と息子光の30年」が1994年に放送されるなどした、作家の大江健三郎がこの日、老衰のため死去（88歳没）。訃報は13日に明らかにされた[635]。
- 5日 - 【訃報】アニメアールでアニメーターとしてのキャリアを始め、名古屋テレビ製作・テレビ朝日系『勇者王ガオガイガー』、テレビ東京系『ガン×ソード』、毎日放送製作・TBS系『コードギアス 反逆のルルーシュ』（いずれもサンライズ制作）などでキャラクターデザインを担当した、アニメーターの木村貴宏がこの日死去（58歳没）。訃報は9日にコードギアスプロジェクト公式Twitterアカウントから発表され、晩年はアミロイドーシスに罹患し闘病生活を送っていたことも発表された[636]。
- 6日
  - 【移転・放送開始・島根県】NHK松江放送局（TK・TB）が松江市灘町の旧局舎隣に2022年7月に完成した新放送会館[637] に移転、同会館から放送開始（→2022年7月15日も参照）。
  - 【不祥事・北海道】NHK札幌放送局技術部職員の50代の男が、同日夜札幌市中央区の風俗店で裸の女性従業員に小型カメラを差し向けた等として、北海道警札幌方面中央署に道迷惑行為防止条例違反の疑いで現行犯逮捕された[638]。
  - 【訃報】1965年に週刊漫画TIMES（芳文社）に投稿漫画が掲載されたことをきっかけとしてプロ漫画家としてデビュー、週刊漫画サンデー（実業之日本社）連載の『Oh★ジャリーズ』や読売新聞連載の『あっぱれサン』（1980年1月1日 - 1982年3月29日、全800回）など数々の作品を発表し、1992年の『第32回NHK紅白歌合戦』にて審査員を務めた漫画家の秋竜山（本名：秋山好文）がこの日、心不全のため死去（80歳没）。訃報は16日に明らかにされた[639]。
- 7日 - 【プロジェクト・オーディション・配信】日本テレビでは新規プロジェクトとして『広瀬香美×Hulu【新時代の歌姫】発掘プロジェクト』を開始することをこの日、同社の公式サイトにて発表。本プロジェクトでは国籍やプロ・アマを問わず歌手志望者を募り、シンガーソングライターにしてボイストレーナーであるアーティストの広瀬香美が自ら審査員としてこれらの志望者についてプロの目で厳正な審査を実施し、合格者を広瀬自身のプロデュース（楽曲提供を含む）によりメジャーデビューさせるというもの。なお、本プロジェクトについては同局と提携するアメリカ合衆国の動画配信サービス会社「Hulu」が審査の推移や合格者のメジャーデビューまでのドキュメント映像番組を配信する予定[640][641]。
- 9日 - いずれも【訃報】
  - 1954年に宝塚歌劇団公演『春の踊り』で初舞台を踏み、宝塚俳優として数々の舞台に立ち、劇団を離れた1959年に女優として活動を再開、その後は数々のテレビドラマなどに出演し、またフジテレビ系ワイドショー番組『3時のあなた』司会や日本テレビ系『それは秘密です!!』のパネリスト、富士フイルム「フジカ・シングル-8」のCMに出演するなどしてお茶の間にその名を知られ、更に1977年の参議院選挙にて自由民主党公認で出馬し初当選後には政治家としても活動、国土交通大臣や参議院議長を務めるなど多大な足跡を残した俳優・司会者・タレント・政治家の扇千景（本名：林寛子）がこの日、食道胃接合部がんのため東京都内の病院で死去（89歳没）。訃報は13日に松竹から発表された[642]。
  - テレビ東京系『元祖!大食い王決定戦』に2007年より出場し、2代目爆食女王として2021年までに優勝5回を記録、細い身体ながら豪快な食べっぷりで「魔女」の異名を持ち、TBS系『水曜日のダウンタウン』などテレビ番組にも多数出演した、フードファイターの菅原初代がこの日、大腸がんのため死去（59歳没）。2022年6月に大腸がんに罹患していることを公表、闘病生活を送っていた。訃報は16日に自身のTwitterアカウントで代理人から発表された[643][644]。
- 11日 - 【訃報】日本の四川料理の神様と言われる陳建民（1990年没）の長男として父の経営する赤坂四川飯店で修行を開始、父の没後四川飯店を継いでオーナーシェフとして経営に携わり、フジテレビ系『料理の鉄人』では1993年10月の放送開始から1999年9月のレギュラー放送終了まで中華の鉄人として活動し、NHK『きょうの料理』でも講師を務めるなど、メディア出演も多くこなした、料理人・料理研究家で四川飯店グループ会長の陳建一（本名：東建一）がこの日正午過ぎ、間質性肺炎のため東京都内の病院で死去（67歳没）。訃報は14日に四川飯店グループから発表された[645][646][647]。関係者の話として今年に入り体調を崩して入院。療養生活を送っていたという[648]。
- 12日 - いずれも【訃報】
  - 1960年代からジュニアモデルとして雑誌などに出演、劇団若草在籍時の1970年に女優としてデビューし、映画やテレビドラマなど数々の作品に出演。タレントとしては1980年代初めにフジテレビ系『競馬中継』サブ司会を務めたのを始め、ヤマダイ「ニュータッチヌードル」のCMなどにも出演し、私生活では角川博（演歌歌手）の元妻であった女優・タレントの津山登志子（本名：鈴木登志子）がこの日、心臓発作のため滞在先の マレーシア・クアラルンプール市内の病院で死去（69歳没）[649]。
  - キューバ革命前の1955年に来日して日本プロ野球・阪急ブレーブスに入団し、1958年から3年連続パシフィック・リーグ盗塁王を獲得し、引退後はサンテレビ野球中継初代解説者を務めたり、阪急ブレーブス球団職員として勤務し、タレントとしても富士通ゼネラルのCMや東宝映画に出演するなどマルチに活動したロベルト・バルボンがこの日、肺炎のため兵庫県西宮市の病院で死去（89歳没）。訃報は17日に阪急ブレーブスの後継球団であるオリックス・バファローズより明らかにされた[650]。
- 14日 - 【訃報】1960年代後半に音楽界にデビューし、アダルト・オリエンテッド・ロック（AOR）の第一人者として数々のヒット曲を発表、日本ではフィリップ・モリス「パーラメント」CMソング「Stay with Me」及び「Heart of Mine」を作詩・作曲並びに歌唱したことで知られたロックシンガーのボビー・コールドウェルが長い闘病生活の末にこの日死去したことが家族により発表された（71歳没）[651][652]。
- 15日 - 【不正アクセス・近畿広域圏】MBSメディアホールディングス子会社でテレビ番組制作などを手がける放送映画製作所（大阪市北区）はこの日、5日正午頃に同社が管理しているサーバーに障害が発生し、調査したところ第三者による不正なアクセスがあったことを発表。さらなる調査でランサムウェアに感染していたことが判明したが、報道時点で情報漏洩などの被害はないとしている[653]。

#### 3月下期
- 16日 - 【裁判・不祥事】知的財産高等裁判所は、NHK Eテレの『将棋フォーカス』2021年5月30日放送分番組内において、Webサイト『将棋講座ドットコム』の説明文を無断転載していたとサイト運営者が訴えていた訴訟の控訴審で、2カ所でサイトからの引用があったと認定。「公共の放送事業者であるにもかかわらず、創作性のある部分をほぼそのままの形で使用した。悪質と評価されても仕方がない」と人格権や著作権の侵害を認め、NHKに5万円余りの賠償を命じる判決を言い渡した。後日同判決は確定[654]。
- 18日 - 21日 - 【イベント】日本放送協会（NHK）がテレビ放送70周年を記念し、同局がこれまで積み重ねたテレビの歴史や数々の番組などの粋を集めた大型イベント『超体験NHKフェス』を新宿住友ビルディング（東京都新宿区）にて開催。イベントでは大河ドラマセットの公開展示や同局番組出演者によるトークショー、『おかあさんといっしょ』などの番組ステージショーなども実施した[29]。
- 18日 - 26日 - いずれも【イベント・近畿広域圏】
  - 朝日放送テレビ（ABC、テレビ朝日系）の人気老舗番組『おはよう朝日です』の主催により、卒業・入学シーズンに“新しい生活に踏み出す人たちを応援する”をコンセプトとしたイベント「おは朝さくらまつり 〜うえを向いて行ってらっしゃい!〜」を本社社屋「ABC大階段」（大阪市福島区）を中心に開催。イベント期間中、会場では全国から厳選した桜15種を展示し、また同番組出演者によるステージアトラクションなども開催した[655]。
  - 読売テレビ（ytv、日本テレビ系）の主催による大型イベント『城まち祭（しろまちフェス）』を同局の本社がある大阪ビジネスパークと大阪城公園（いずれも大阪市中央区）周辺にて開催。『秘密のケンミンSHOW 極』で紹介された「ご当地グルメ」ブースや、『ダウンタウンDX』『にけつッ!!』などの公開収録も実施した[656]。
- 22日
  - 【コンテンツ開発】特撮制作の円谷プロダクションとTBSはこの日、1966年放送の「タケダアワー」『ウルトラQ』から始まる第1期ウルトラシリーズからの歴史を踏まえ、両社でパートナーシップ提携契約を結び、新規コンテンツの共同開発に踏み出すことを発表。両者による新規コンテンツに関しては今年秋に第一弾を発表する方向で検討している[657][658]。
  - いずれも【訃報】
    - 1968年にファッションモデルとしてデビューし、資生堂専属モデルとして男性化粧品「MG5」のCMに出演して人気を博し、また俳優としてもTBS・円谷プロダクション制作の『帰ってきたウルトラマン』（1971年4月 - 1972年3月）で主役の郷秀樹役を演じるなど幅広いジャンルで活動したファッションモデル・俳優・歌手の団時朗（旧芸名：団次郎、本名：村田秀雄）がこの日早朝、肺がんのため死去（74歳没）。訃報は24日に所属事務所のアルファエージェンシーから発表された[659][660]。
    - 日本を代表する地球物理学者・天文学者として知られ、アメリカ航空宇宙局やマサチューセッツ工科大学などで研究員として活動、また1980年8月にNHK総合で放送された科学番組『パノラマ太陽系』にて進行役・解説を務め、1987年にNHK特集で放送された『地球大紀行』では番組の企画から参画し、解説も務めたこともある地球科学者で千葉工業大学学長の松井孝典がこの日夜、前立腺癌のため死去（77歳没）[661][662]。
- 23日 - 【訃報】1949年に女子美術大学卒業後、「民衆藝術劇場」第1期生として初舞台を踏み、1950年に民衆藝術劇場を母体として結成された「劇団民藝」に参加し、舞台を中心に俳優活動を展開、その一方では1979年放送のテレビアニメ『野ばらのジュリー』（東京12チャンネル）でナレーションを務めたり、日本テレビ「水曜ロードショー」枠で放送されたアメリカ合衆国の映画『子鹿物語』（1976年5月5日）ではジェーン・ワイマン（1917年 - 2007年）の吹き替え（アテレコ）を担当するなど幅広いジャンルで活動した舞台俳優で劇団民藝代表の奈良岡朋子がこの日夜、肺炎のため東京都内の病院で死去（93歳没）。訃報は29日に公表された[663]。
- 24日
  - 【不祥事】栃木県那須郡那須町の「那須どうぶつ王国」はこの日朝に日本テレビ系で放送された情報番組『スッキリ』に於いて、同所からの中継を行った際に、「日本テレビ側と同社との事前の打ち合わせになかった場面（出演者が施設内のペンギン池に立ち入り、ペンギンと接触した）があり、誠に遺憾であると厳重に抗議した」ことを公式Twitterにて明らかにした。これを受けて局側では同日に番組の公式サイトにて「動物に対する安全配慮が足りなかった」と謝罪文を掲示した[664]。また27日に局側は同番組にて総合司会の加藤浩次がこの件に関する謝罪を行った[665]。
  - 【裁判・東京都】2019年3月にTBS系『あさチャン!』などの情報・報道番組で、詐欺未遂事件で逮捕されその後不起訴となった男性を「改元詐欺の男」としてテロップで流し、さらに事前約束に反して容貌を放送され肖像権を侵害されたなどとしてTBSに2200万円の損害賠償を求めた裁判で、東京地裁は男性の訴えを認めて同局に550万円を支払うよう命じた。判決に対し同局は「主張が認められなかったことは残念であり、判決内容を精査して対応を検討する」とした[666]。
  - 【訃報】1973年にNETテレビ（後のテレビ朝日）に入社以来主に報道畑で活動し、ニューヨーク特派員や同局系『ニュースステーション』の報道デスクなどを歴任した後、『やじうまプラス』や『ワイド!スクランブル』、『スーパーJチャンネル』などでコメンテーターとして出演。晩年は新潟日報の客員論説委員を務めていたジャーナリストの川村晃司がこの日、多臓器不全のため東京都内の病院で死去（72歳没）。死去は4月1日に明らかにされた[667][668][669]。
- 25日 - 【結婚】日本テレビアナウンサーの水卜麻美（2010年入社）はこの日、俳優の中村倫也と結婚したことを連名のコメントとともに自らのTwitterにて発表した[670][671]。
- 28日 - 【訃報】東京藝術大学大学院在学中にスタジオミュージシャンとして活動を始め、1978年に高橋幸宏（本年1月死去）、細野晴臣と組んで「イエロー・マジック・オーケストラ」（YMO）を結成し、世界的活動を展開。またソロアーティストとしても1980年開始の報道番組『NHKニュースワイド』（NHK総合）の初代テーマ曲や旧朝日放送放送開始時のオープニング曲（テレビでは1990年から1998年にかけて使用）、自らも出演した三共（後の第一三共ヘルスケア）『リゲインEB錠』のCM楽曲「energy flow」、資生堂のCMソングに起用された忌野清志郎（2009年没）とのコラボ曲「い・け・な・いルージュマジック」（1982年）などを手掛け、2010年から2014年にかけてNHK Eテレで放送された『スコラ 坂本龍一 音楽の学校』にも講師として出演するなど、ジャンルを問わず幅広く活動し、“世界のサカモト”と云われた音楽家の坂本龍一がこの日、東京都内の病院で死去（71歳没）。訃報は4月2日にマネジメント会社・キャブより発表された[672][673]。
- 31日
  - 【活動進退】
    - 【NHK】
      - アナウンサーの吉松欣史（1991年入局）はこの日付で32年間在職した同局を退職。退職後はフリーアナウンサーとして新たなステップを踏む意向であることを明らかにした[674]。
      - アナウンサーの堀菜保子（2017年入局）は、この日付で6年間在職した同局を退職[675]。堀は退職後に自身の公式Twitterを開設して「4月1日付で民間シンクタンクのみずほリサーチ&テクノロジーズへ転職して“人権”をテーマに研究を執行していく」ことを表明した[676]。

    - 【キー局】
      - 日本テレビアナウンサーの篠原光（2018年入社）がこの日付で同局を退職。今後はeスポーツ関連の仕事に従事する予定[677]。
      - テレビ朝日報道局記者で元アナウンサーの松井康真（1986年入社）がこの日付で37年間在職した同局を定年退職。今後はフリーアナウンサーとして活動していく意向を示している[678]。
      - TBSテレビアナウンサーの長峰由紀（1987年入社）が、当初の予定であった6月の定年[注 144]を繰り上げる形でこの月をもって36年間在職した同局を定年退職。3月29日に出演したTBSラジオ『ジェーン・スー 生活は踊る』で明かしたほか[679]、4月3日までに後輩アナウンサーの良原安美・宇賀神メグがそれぞれInstagramで長峰の定年を明かし、記念写真を公開していた[680]。
      - テレビ東京アナウンサーの森香澄（2019年入社）は、この日付で4年間在職した同局を退職。3月2日付の自身のInstagramにて「担当番組は3月末まで務める」ことと、今後の進路については「お伝えできるタイミングで報告する」と併せて表明した[86]。その後、4月1日に更新した自身のInstagramにおいて、芸能事務所sejuに所属することを表明した[681]。
      - フジテレビ
        - アナウンサーの石本沙織（2003年入社）がこの日付で20年間在職した同局を退職。今後の進路は未定[682]。
        - アナウンサーの三田友梨佳（2011年入社）がこの日付で12年間在職した同局を退職。当面は本年3月に出産した第1子の育児に専念する意向を示している[683]。

    - 【準キー局・近畿広域圏】朝日放送テレビアナウンサーのヒロド歩美（2014年入社）が、この春にアナウンサーになって10年の節目になるのを機に退職。2月1日に発表されたもので、退職後は事務所等に所属せずフリーランスで活動[684]。前述の通り、4月からはテレビ朝日系『報道ステーション』のスポーツコーナーを担当することになっている（→こちらも参照）[144]。
    - 【青森県】青森テレビ（ATV、TBS系）アナウンサーの新名真愛（2019年入社）が、この日付で4年間在職した同局を退職。退職後の活動については明らかにしていない[685]。
    - 【岩手県】岩手朝日テレビ（IAT、テレビ朝日系）アナウンサーの上釜美憂（2020年入社）が、この日付で3年間在職した同局を退職。4月3日付でテレビ愛知（TVA）に移籍した[686]。
    - 【神奈川県】テレビ神奈川（tvk）アナウンサーの田中碧（2019年に新潟放送〈BSN〉より移籍）が、この日付で4年間在職した同局を退職。田中は退職のタイミングで昨年結婚したことと、4月以後の進路については改めて報告したい旨を表明している[687]。
    - 【山梨県】山梨放送（YBS、日本テレビ系）アナウンサーの田中千尋（2019年入社）が、この日付で4年間在職した同局を退職[688]。退職後の進路は明らかにしていない。
    - 【新潟県】テレビ新潟放送網（TeNY、日本テレビ系）アナウンサーの堀敏彦（1998年入社[注 145]）が、この日付で定年退職。同局の番組への出演は退職後も継続することを明らかにしている[689]。
    - 【徳島県】四国放送（JRT、日本テレビ系）アナウンサーの中山千桂子（1996年入社）が、この日付で27年間在職した同局を退職[690]。
    - 【広島県】広島ホームテレビ（HOME、テレビ朝日系）アナウンサーの八幡美咲（2018年に熊本県民テレビ入社、2020年に広島ホームテレビ移籍）が、この日付で3年間在職した同局を退職。4月からはセント・フォースへ移籍してフリーアナウンサーとして活動する[691]。
    - 【山口県】山口放送（KRY、日本テレビ系）アナウンサーの高松綾香（2015年入社）が、この日付で8年間在職した同局を退職。今後はフリーアナウンサーとしての活動を行う意向[692]。

  - 【配信・経営統合】動画配信サービス大手のU-NEXTとTBS・テレビ東京・WOWOWの合同動画配信サービスParaviを運営するプレミアム・プラットフォーム・ジャパン（PPJ）が同日付で経営統合。2月17日に発表したもので、U-NEXTがPPJを合併し、7月を目処にU-NEXT内に移管する形でParaviのサービスを継続する。あわせて2月17日付でU-NEXTとTBSホールディングス・TBSテレビ・テレビ東京・電通・博報堂DYメディアパートナーズとの間で業務提携を締結している[693]。

### 4月
- 1日

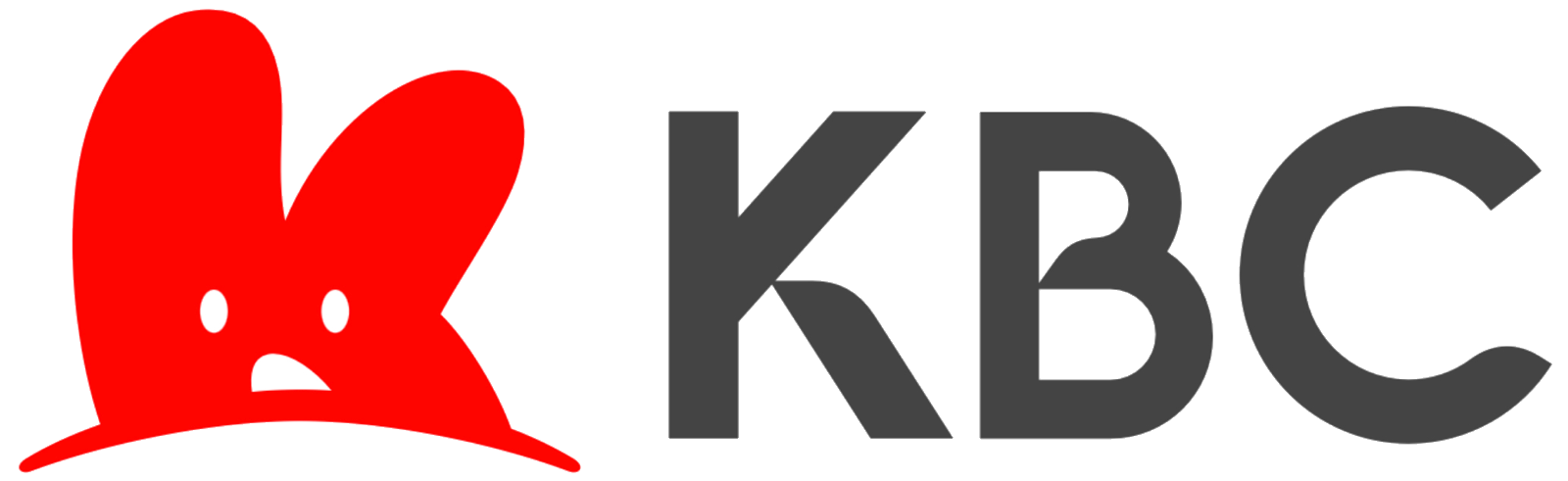
九州朝日放送（KBC）の新ロゴ

熊本放送（RKK）の新ロゴ

  - 【放送基準・JBA】日本民間放送連盟（民放連・JBA）でこの日「民放連放送基準」を改正（2023年基準）、同日より運用開始[694]。
  - 【企業再編・放送持株会社・CI・ロゴ・福岡県】九州朝日放送（KBC）は認定放送持株会社に移行した上で、社名を「KBCグループホールディングス」に改め、旧九州朝日放送が保持しているテレビ（テレビ朝日系）・ラジオの放送事業を準備会社（九州朝日放送分割準備会社株式会社）に吸収分割した上で、社名を「九州朝日放送」（2代目）に変更して新たに発足した[695]。また、新体制への移行にあわせてグループ共通の新たなブランドコンセプト・ロゴを制定した[696]。
  - 【CI・ロゴ・熊本県】熊本放送（RKK、TBS系）がこの日、本年10月1日に開局70周年を迎えるのを機に新CIとブランドロゴを制定[697]。
  - 【キー局】テレビ東京
    - 【組織編成】この日付で認定放送持株会社のテレビ東京ホールディングス及び放送事業会社のテレビ東京の両社は「コンテンツ・プロモーション会議」「コンテンツ戦略局」創設などを柱とした組織変更を実施[698][699]。
    - 【人事・活動進退】この日付の人事で、プロデューサーとして『モヤモヤさまぁ〜ず2』や『やりすぎコージー』、『池の水ぜんぶ抜く大作戦』など数々のヒット番組を手掛け、「伊藤P」の愛称でも知られる同局制作局エグゼクティブ・プロデューサー兼クリエイティブ制作チーム部長の伊藤隆行（1995年入社）が制作局長に就任[700]。またアナウンサーの島田一輝（2020年入社）がコンテンツ戦略局アナウンス部から別部署へ異動。島田の異動は同月8日に更新した自身のSNSにて明らかにされた[701]。

  - 【キャンペーン・中京広域圏】名古屋テレビ放送（メ〜テレ、テレビ朝日系）は2022年度の開局60周年で活動した「メ〜テレ60周年アンバサダー」に替わり、新年度となる今月より地元愛を体現する役割として「メ〜ロメロ! アンバサダー」が登場。メンバーはアナウンサーの望木聡子（2014年入社）と尾形杏奈・松崎杏香（共に本年入社）の3名を起用する[702]。
  - 【活動進退・近畿広域圏】関西テレビアナウンサーの服部優陽（2016年入社）は、この日付で同社を休職。理由は「長年の友人でもある野球選手の藤浪晋太郎（当時オークランド・アスレチックス[注 146]）のアメリカ合衆国での活動を追いかけ、今後の自分の仕事に活かしたい」とのことによるという[703]。なお、服部は同年11月より復職している[704]。
- 3日
  - 【BS】NHKは12月に実施する衛星放送再編（後述）を見据えた編成として、BS4Kにおいて4K独自コンテンツを強化しながら、BSプレミアムの番組の同時放送を開始、これに伴い1日の基本放送時間も21時間に拡大した[705][706]。
  - 【訃報】1971年に東京12チャンネル（後のテレビ東京）に入社し、スポーツアナウンサーとして活動。主にテニス中継のエキスパートとして全仏オープンや全豪オープンなどのメジャー大会を担当し、同社広報担当を経て2007年に同局を定年退職した後はフリーとなりWOWOWやJ SPORTSなどでテニス中継を担当したアナウンサーの藤吉次郎がこの日、間質性肺炎のため死去（75歳没）。訃報は5月19日に明らかにされた[707]。
- 5日 - いずれも【訃報】
  - 学習研究社（後の学研ホールディングス）で教育用の科学映画の制作に携わった後、作家として動物を題材にしたエッセイや小説を発表、北海道に自らの愛称を冠したムツゴロウ動物王国を興して以降は、その生活模様がフジテレビ系の特別番組『ムツゴロウとゆかいな仲間たち』として取り上げられたほか、日清食品『チキンラーメン』やピップフジモト（後のピップ）『ピップエレキバン』、松下電器（後のパナソニック）などのCMにも出演した、作家・動物研究家の畑正憲がこの日夕方、北海道中標津町内の自宅で倒れ町内の病院に搬送されたが心筋梗塞のため死去（87歳没）[708][709][710][711]。
  - 【福岡県】1962年に九州朝日放送（KBC、テレビ朝日系）にアナウンサーとして入社し、同局のテレビ・ラジオ番組に出演。テレビ番組では同局の夕方枠ローカルニュース番組『KBCニュースプラザ』のキャスターを担当。同局定年退職後にエフエム九州プロデューサーやラブエフエム国際放送（LOVE FM）の専属パーソナリティとして活動していた元アナウンサー・ラジオパーソナリティの松井伸一がこの日死去（84歳没）。訃報は6日にラブエフエム国際放送よりプレスリリースとして公表された[712]。
- 6日 - 【訃報】1950年代後半に発表した詩集『返礼』を引っ提げて詩壇にデビューし、H氏賞を受賞。1970年代からは小説家としても活動を始めて『波うつ土地』、『立切れ』などを上梓。また脚本家としても1972年の記録映画『札幌オリンピック』（製作：ニュース映画製作者連盟、総監督：篠田正浩）などを手掛けた外、読売テレビが主催して放送した芸能賞『上方お笑い大賞』（1972年 - 2006年）の審査員を務めたこともある詩人・小説家・脚本家の富岡多恵子（本名：菅多惠子）がこの日、老衰のため死去（87歳没）[713]。
- 12日 - 【不祥事・政府広報】国民生活センターは、「花粉症に効く」などとテレビ番組等で紹介された『ジャムー・ティー・ブラック』について、ステロイド系抗炎症薬デキサメタゾンが検出されたこと、説明書、輸入・販売元が運営する通信販売サイトの医薬品的な効能効果や用法用量と受け取れる記載については薬機法、パッケージについては同法および食品表示法にそれぞれ抵触の恐れがあることを公表した。消費者に医療機関受診を勧め、事業者には直ちに販売を中止するとともに購入者へ医療機関の受診を勧める周知を行うよう要望した[714][715]。
- 15日 - いずれも【訃報】
  - アマチュアレスリングで公式戦186連勝の記録を保持し、“アニマル”の異名で世界に敵なしを誇り、1964年東京オリンピックレスリング男子フェザー級（63kg級）で金メダルを獲得、自身をモデルにした川崎のぼるの漫画作品『アニマル1』（アニマル・ワン）が1968年に虫プロダクション製作でフジテレビ系にて放送されたこともある元アマチュアレスリング選手の渡辺長武が昨年10月に死去していたことがこの日日本レスリング協会から明らかにされた（81歳没）[716]。
  - 歌舞伎役者の三世市川左團次（1969年没）の長男として出生し、1947年に五代目市川男寅を名乗って初舞台を踏み、1962年に5代目市川男女蔵を、1979年に四代目市川左團次をそれぞれ襲名、テレビドラマにも積極的に出演、テレビのバラエティ番組でも日本テレビ系『笑神様は突然に…』やテレビ東京系『たけしの誰でもピカソ』などにも出演した経歴を持つ歌舞伎役者の四世市川左團次[注 121]（本名：荒川欣也）がこの日午前、右下葉肺癌のため死去（82歳没）[717]。
- 21日
  - 【配信】TBS系でかつて放送されたゲームバラエティ番組『痛快なりゆき番組 風雲!たけし城』（1986年 - 1989年）がインターネット配信限定コンテンツとして34年ぶりに復活、『Amazon Original 風雲!たけし城』のタイトルでAmazon Prime Videoにて配信開始。当時番組で城主役を務めていたビートたけしに加え、家老役[注 147]として設楽統（バナナマン）、家臣役として日村勇紀（同）、たけし以外の城主役として上田晋也（くりぃむしちゅー）、渡辺直美（タレント）らが出演。また、当時番組で攻撃隊長を務めていた谷隼人（俳優）が再登場するほか、木村昴（声優）が新たな攻撃隊長として出演する[718][719][720][721][722]。
  - 【結婚・近畿広域圏】読売テレビ（ytv、日本テレビ系）アナウンサーの中谷しのぶ（2011年入社）はこの日、同局の同僚社員の男性と結婚したことを発表した[723]。
- 24日 - 【教育・配信・サービス】テレビ東京の経済動画配信サービス「テレ東BIZ」は、株式会社マイナビのオンライン学習サイト「locus」との共同開発による高校生向けオンライン探究学習教材『経済ニュースの事例で学ぶ 探究学習入門』の動画配信サービスをこの日より開始[724]。

### 5月

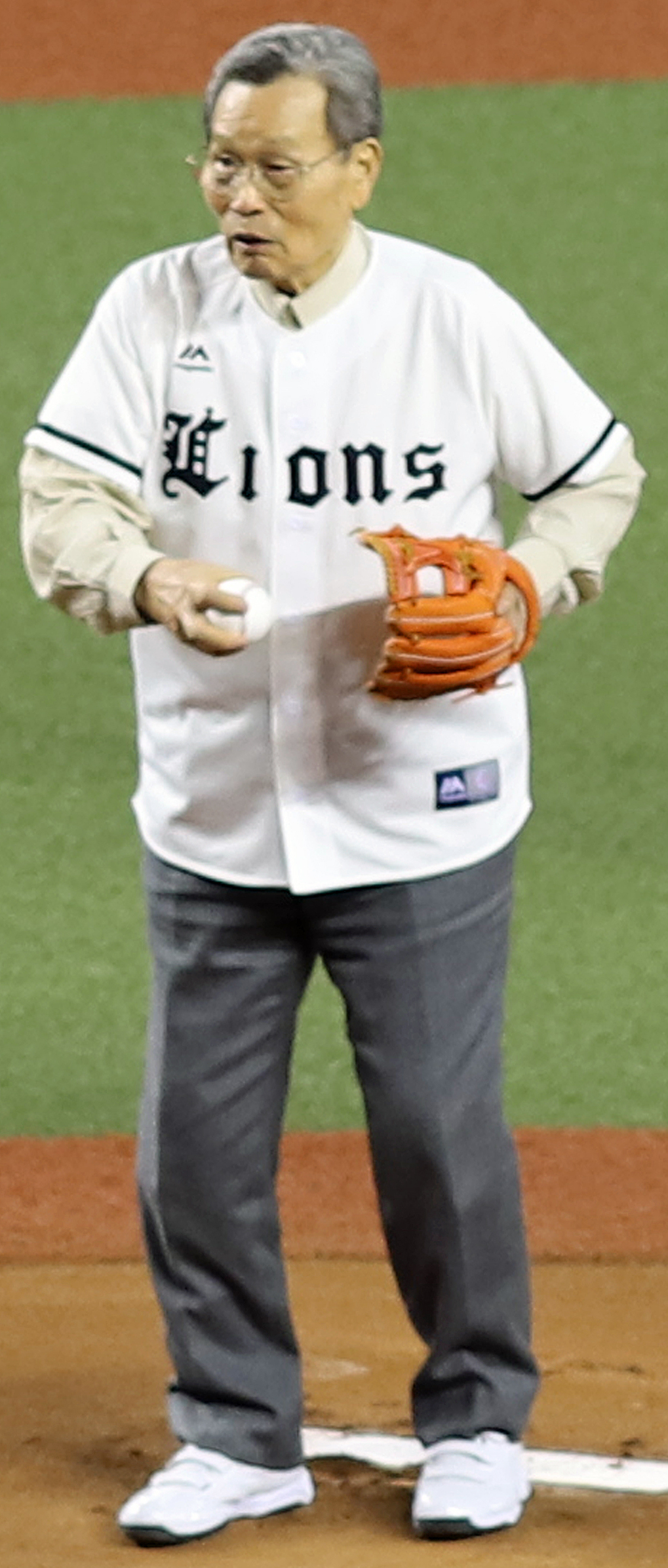
中西太死去（5月11日、90歳没。写真は2019年4月撮影）

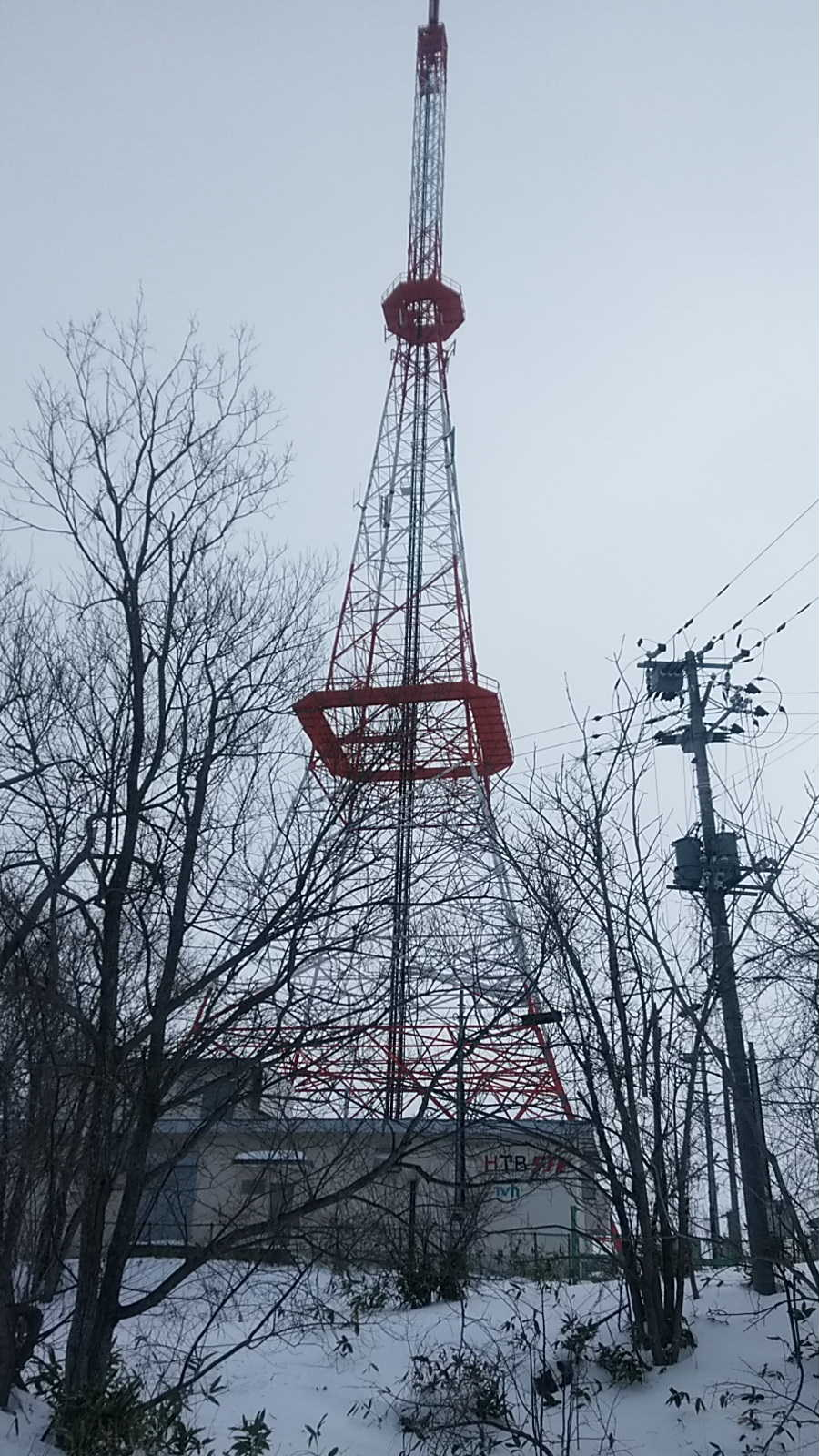
5月28日にHTBの送信機器故障が発生した網走送信所のHTB・STV・TVhの共用送信設備

- 1日 - 【人事・キー局】日本テレビアナウンサーの岩本乃蒼（2014年入社）は、同局勤務の夫の転勤を機に「キャリアサポート休職制度」を利用してこの日付で同局を休職。休職入り後は大学院（通学先未定）にて災害関連問題の研究に取り組む意向であることを明らかにしている[725]。
- 3日 - 7日 - 【イベント・北海道】札幌テレビ（STV、日本テレビ系）は、創立65周年記念イベントとして日本プロ野球・北海道日本ハムファイターズの協力の下、この期間、球団本拠地施設「北海道ボールパークFビレッジ」（北広島市）にてスポーツ&カルチャーをテーマに『FビレッジへGO!GO!祭り』と題するイベントを開催。メイン会場である北海道ボールパークFビレッジを中心にSTVテレビ番組公開収録など各種イベントを開催した[726][727]。
- 5日 - 【訃報・福岡県】1976年に吉本興業に入社し、本名の中川一美を名乗って吉本新喜劇座員としてデビューして間寛平座長時代に中堅役者として活動し、1989年に一時引退するも1992年に九州を拠点として吉本興業福岡支社（福岡吉本）所属のタレントとなり芸名を改めてカムバックを果たし、その後は福岡をフランチャイズとする「福岡新喜劇」座長を務める傍ら『ナイトシャッフル』（福岡放送）や『ひるじげドン』（長崎国際テレビ）など九州ローカル局のテレビ番組に数多く出演するなどローカルタレントとして活動した喜劇俳優・タレントの寿一実（本名及び旧芸名：中川一美）がこの日、長崎県内の病院で死去（66歳没）。訃報は葬儀を終えた9日に吉本興業本社から発表された[728]。
- 7日 - 【訃報】シンガーソングライターで、様々なアーティストの楽曲提供やプロデュースを手掛け、またテレビ番組でも2017年にNHK Eテレで放送された『趣味どきっ! あなたもカラオケマスター』にも出演していた鈴木康志がこの日、虚血性心疾患のため死去（67歳没）。訃報は翌8日に自ら代表を務める音楽制作会社の公式Twitterで明らかにされた[729]。
- 10日 - 【活動進退・富山県】チューリップテレビ（TUT、TBS系）アナウンサーの西美香（2006年入社）は、前年（2022年）秋頃から度々体調を崩して休養を取っており、「無理なく働きたい」との希望からこの日更新した社内アナウンサーブログにて「体調面を考慮して5月の大型連休明けより報道制作局（アナウンス部）から内勤部署へ異動した」ことを報告。なお異動後も業務に支障のない範囲内で番組ナレーションなどの仕事は続行する意思を示している[730]。

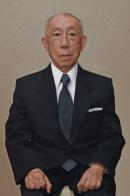
福原義春死去（8月30日、92歳没）

- 11日 - 【訃報】1952年にプロ野球・西鉄ライオンズに入団し、“怪童”の異名で本塁打王5度、首位打者2度、打点王3度などのタイトルを獲得し、現役引退後は日本ハムファイターズなど数球団で監督やコーチを務め、また毎日放送と九州朝日放送にてテレビ・ラジオ中継の解説者を務めた元プロ野球選手・指導者・野球評論家の中西太がこの日、心不全のため東京都内の自宅で死去（90歳没）。訃報は18日に公表された[731]。
- 13日 - いずれも【訃報】
  - 1954年世界体操競技選手権（イタリア・ローマ）にて平均台で金メダルを獲得、1964年東京オリンピック体操女子団体銅メダル獲得など1950年代前半より日本女子体操界のエースとして活動し、現役を引退した後も後進の育成に当たりつつ、NHK教育の『テレビスポーツ教室』や『テレビ体操』で体操講師として出演し、また日本放送協会経営委員会委員やテレビ朝日番組審査委員会委員などを務めた元体操選手の池田敬子（旧姓・田中）がこの日、脳腫瘍のため神奈川県川崎市内の介護施設で死去（89歳没）[732]。
  - 1958年にスポーツニッポン新聞社に入社し、主に音楽担当記者として数々の音楽家・アーティストや芸能人などを取材し、常務取締役まで昇進。記者稼業の傍らで音楽プロデューサーとしても活動し、数々のアーティストの楽曲をプロデュースし、また日本作曲家協会主催で東京放送（TBS）が中継する『日本レコード大賞』の審査委員長を務めたり、2008年にNHK教育で放送された『知るを楽しむ』「 私のこだわり人物伝 阿久悠」編で証言者として出演した経歴を持つ音楽ジャーナリスト・プロデューサーの小西良太郎がこの日、膵がんのため神奈川県内の自宅で死去（86歳没）[733]。
- 14日〜20日 - 【キャンペーン・社会貢献】TBSグループ[注 148]が2020年に開始し、今回6回目となるSDGsへの意識向上キャンペーン『地球を笑顔にするWEEK 2023春』を展開。今回のキャンペーン大使はバナナマン（お笑いコンビ）、上白石萌音（女優・歌手）、杉野遥亮（俳優）、野口聡一（宇宙飛行士）、日比麻音子（TBSアナウンサー）が務めた[734]。またTBSテレビではキャンペーン最終日の20日午後には8時間の大型特番『一緒にやろう SDGsの日』を生放送した。番組の総合MCは同キャンペーン大使のバナナマンが務めた[735]。
- 15日 - 【食・バラエティ・事故】朝日放送テレビはこの日、前日の14日午後に東京都内のスタジオで行われていた『CHEF-1グランプリ2023』関連番組の収録中に、出演者の30歳代の男性シェフが高さ約2メートルのセットから転落。腰を強打して都内の病院に緊急搬送され、「第12胸椎破裂骨折」との診断により入院したことを公表。同局は「この度の事故を重く受け止めています。男性シェフを始め関係者の方々にお詫び申し上げます。1日も早い回復をお祈りすると共に、今後は男性に対しては誠意をもって対応し、また安全対策に万全を期します」とした[736][737]。
- 16日 - 【不祥事】NHKはこの日、前日（15日）放送の報道番組『ニュースウオッチ9』にて、「新型コロナ5類移行から一週間」の話題を取り上げた際に、新型コロナ関連物故者について「新型コロナウイルス感染で亡くなった」かのように伝え、物故者遺族からの「コロナワクチン接種が原因で亡くなった」との訴えを伝えていなかったことを明らかにした。これを受けNHKでは公式サイト及び公式Twitterにて「適切ではなかった」としてお詫びのコメントを掲載した[738][739]。なお、本件に関して放送倫理・番組向上機構（BPO）放送倫理検証委員会が「放送倫理違反の疑いがある」として6月9日に番組内容などを検証するための審議を実施することを決定した[740]。
- 17日 - 【訃報】1958年に「リーガル千太・万吉」門下の漫才コンビ「クリトモ一休・三休」のクリトモ三休として演芸界にデビュー、1962年に「第10回NHK新人漫才コンクール」で優勝するもその直後に国鉄常磐線三河島事故にて相方のクリトモ一休が死去した後は妻の照代と漫才コンビを組み、「春日三球・照代」として再デビューした後は、「地下鉄の電車はどこから入るんでしょう?」というネタで一世を風靡し、数々の演芸番組に出演すると共に、富士フイルム一眼レフカメラ『フジカAZ-1』のコマーシャルなどにも出演するなど活動し、妻・照代が1987年に脳卒中で死去した後は漫談家に転身して『笑いがいちばん』（NHK総合）などに出演するなど精力的に活動していた元漫才師で漫談家の春日三球（本名：近馬一正）がこの日午前、長らく患っていた胃潰瘍の傷からの出血を起こし、緊急搬送された東京都内の病院で死去（89歳没）。訃報は1か月後の6月18日に公表された[741][742]。
- 19日 - 【訃報】1959年に「横山パンチ」の芸名にて横山ノック（2007年没）らとのトリオ『漫画トリオ』を結成し、芸能界にデビュー。1970年代に横山ノックの政界進出[注 149]に伴ってトリオを解散した後は上岡龍太郎と芸名を改めてピン芸人・タレントとして活動し、『ノックは無用!』『花の新婚!カンピューター作戦』（ともに関西テレビ）や『ラブアタック!』（朝日放送テレビ・テレビ朝日系）の司会、『探偵!ナイトスクープ』（同）の初代局長（1988年3月 - 2000年4月）、『ときめきタイムリー』『鶴瓶上岡パペポTV』（読売テレビ）、『EXテレビ』（同・日本テレビ系、火・木曜放送分）など関西を拠点に活動し、『上岡龍太郎にはダマされないぞ!』（フジテレビ・渡辺プロダクション）、『上岡龍太郎がズバリ!』（TBS系）、『超次元タイムボンバー』（テレビ朝日系）など在京キー局発の番組にも出演、数々のバラエティ番組の司会を担当するなどお茶の間に親しまれ、20世紀最後の年である2000年限りで芸能界を引退して隠棲していたタレント・司会者の上岡龍太郎（本名：小林龍太郎）がこの日、肺癌及び間質性肺炎のため大阪市内の病院で死去（81歳没）。訃報は6月2日に故人の長男である小林聖太郎（映画監督）より引退後の上岡のメディア対応窓口だった米朝事務所を通じて発表された[743][744]。
- 20日・21日 - 【イベント・徳島県】四国放送（JRT、日本テレビ系）は、コロナ禍の影響で開催を見合わせていた自社イベント『四国放送まつり2023』を「あすたむらんど徳島」（板野郡板野町）で4年ぶりに開催。本イベントでは同局のテレビ及びラジオ番組の公開生放送・収録や上野優華（徳島県出身）、ゴスペラーズなどのライブなどが実施された[745]。
- 22日 - 【活動進退】NHKアナウンサーの上條倫子（2007年入局）がこの日付にて16年間在職した同局を退職。3月までレポーターを務めた総合テレビ『あさイチ』に出演し報告したもので、同番組公式Instagramでは3月31日に「春からはライフスタイルを変えて過ごして参ります」と投稿していた[746][747]。
- 23日 - 【トラブル・キー局】TBSテレビのアナウンサーとライブエンタテインメント局（当時）の「eスポーツ研究所」所員を兼務する宇内梨沙が開設しているYouTubeチャンネル「宇内梨沙/うなポンGAMES」にて、同日18時頃から配信設定を巡りトラブルが発生。フロム・ソフトウェアのゲーム『SEKIRO: SHADOWS DIE TWICE』について、同月17日に生配信を行った動画の配信設定変更の際に、映像・音声に著作権を管理する「Content ID」が有効になっていたため、同配信と一致するシーンをアップロードしていた動画配信者に著作権の申し立てが適用されていたもので、これを受け、宇内が同日中に自身のTwitter、同月25日のTBSラジオ『アフター6ジャンクション』の冒頭でそれぞれ謝罪したほか、同局ホームページでも同月24日に謝罪文を掲載。この「Content ID」の設定は同日24時までに参照を停止し、申し立てを取り下げている[748]。これにより、この日から同チャンネルは一時的に生配信を含めYouTubeでの動画投稿を休止した。
- 24日 - 【訃報】「奥山恍伸」名義で日本テレビ系『シャボン玉ホリデー』やTBS系『8時だョ!全員集合』、『世界まるごとHOWマッチ』（毎日放送・イースト共同制作）など数多くのテレビ番組の構成を手掛け、また作詞家やラジオパーソナリティなどとしても活動した放送作家の奥山コーシン（本名・戸波恍伸）がこの日、低酸素脳症のため東京都内の病院で死去（84歳没）。訃報は6月26日にサンケイスポーツの報道で判明した[749]。
- 26日 - 【法律】この日行われた参議院本会議で、複数の放送局が中継局を共同使用できたり、複数の地域で放送番組を同一化できるようになる放送法及び電波法の一部を改正する法律が可決され成立した[750]。
- 28日 - 6月4日 - 【キャンペーン・社会貢献】日本テレビでは2021年より実施し、今回が3回目となるSDGs意識向上キャンペーン『Good For the Planet』をこの期間に展開。メインパーソナリティーは3年連続となるTOKIO（城島茂、国分太一、松岡昌宏）を起用、AI（シンガーソングライター）、水卜麻美&黒田みゆ（いずれも日本テレビアナウンサー）らをサポーターに任命して『地球のため、未来のため、より良い暮らしのために今できること』をテーマにオール日テレ体制で取り組む姿勢を打ち出した[751][752]。
- 28日 - 【放送事故・北海道】北海道テレビ（HTB、テレビ朝日系）でこの日の8時50分頃から10時55分までの2時間余りにわたり、網走市の網走送信所の送信機器故障によりオホーツク総合振興局管内の18市町村で映像が映らなくなるトラブルが発生した。同局は公式サイトでお詫び文面を掲示した他、当日のローカルニュースでもお詫びコメントを放送。さらに総務省北海道総合通信局にも同日中に当該事故を報告した。同局では前年元日にも歌志内市の歌志内中継局の機器故障により空知総合振興局管内の大半の地域で停波するトラブルを起こしている[753][754][755]。→2022年1月も参照
- 29日 - 【不祥事・経営問題】NHKが同局のインターネット配信事業に関し、総務大臣の認可を得ないまま、動画配信サービス「NHKプラス」にBS番組の同時配信の追加を画策して『令和5年度日本放送協会予算』にその設備費用として約9億円を計上し、十分な議論がなされないまま役員の稟議決裁が下りていたことがこの日判明。これを受けてNHKでは今年度の協会予算が第211通常国会にて成立した後であったが、BS番組配信関連事業については全面撤回した上、9億円予算計上に係る経緯等について稲葉延雄会長らが当時の関係役員から事情を聴取するなどして調査を進める方針[756]。
- 30日 - 【訃報】1952年の第34回全国高等学校野球選手権大会にて兵庫県立芦屋高等学校の主戦投手として全国制覇を果たし、1953年に毎日オリオンズに入団して最高勝率投手（1956年）のタイトルを獲得し、現役引退後は大毎、阪急、日本ハムなどで投手コーチを務め、1984年の1シーズンには日本ハム一軍監督[注 150]として指揮を執った他、1985年の1年間のみ関西テレビ放送の専属解説者として同局のプロ野球中継や『プロ野球ニュース』に出演した経歴を持つ元プロ野球選手・指導者の植村義信がこの日、多臓器不全のため千葉県船橋市内の病院で死去（88歳没）[757]。
- 31日 - 【賞】「第60回ギャラクシー賞」（NPO法人放送批評懇談会主催）の授賞式がこの日執り行われ、テレビ部門大賞は関西テレビ制作・フジテレビ系『エルピス-希望、あるいは災い-』（2022年10月 - 12月）が受賞[758]。また、放送批評懇談会60周年記念賞はタモリ（タレント）が受賞している[759]。

### 6月
- 1日

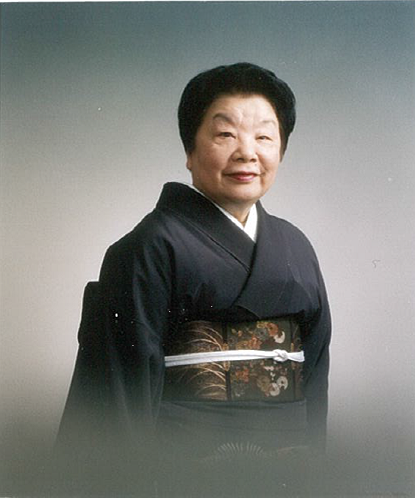
平岩弓枝死去（6月9日、91歳没）

  - 【人事・活動進退・キー局】日本テレビはこの日発令の定期人事異動に於いて、アナウンサーの豊田順子（1990年入社）が同局人事局付となり関連会社である日テレイベンツに出向、杉上佐智枝（2001年入社）が日本テレビホールディングス社長室主任に、安藤翔（2012年入社）が同局報道局へそれぞれ異動し、辻岡義堂（2009年入社）と水卜麻美（2010年入社）がアナウンス部主任へそれぞれ昇格する人事を執行[760][761]。
  - 【企業再編・放送持株会社・新潟県】新潟放送（BSN）は認定放送持株会社に移行したうえで、社名を「BSNメディアホールディングス」（以下「BSNメディアHD」）に改め、旧新潟放送が保持しているテレビ（TBS系）・ラジオの放送事業を準備会社（新潟放送分割準備会社）に吸収分割し、社名を「新潟放送」（2代目）に変更して新たに発足した[762]。当初は4月1日に移行を予定していたが、総務省からの許認可が3月時点で得られていなかったため、先送りされていた[763]。
  - 【人事・新潟県】BSNメディアHDは認定持株会社発足のこの日付にて、新潟放送（旧）代表取締役社長の佐藤隆夫を同社の初代代表取締役社長に、関連会社のBSNアイネット代表取締役会長の梅津雅之を取締役会長にそれぞれ就任する人事を執行。また放送事業会社として改めて発足する新潟放送（新）は、6月22日に開催のBSNメディアHD定期株主総会及び新潟放送（新）の取締役会に於いて、佐藤を新潟放送（新）代表取締役会長[注 151]、専務取締役の島田好久を同じく代表取締役社長に就任させる人事を承認し執行[764]。
  - 【人事・CS】CS放送の「CS日テレ」を運営するCS日本はこの日開催の定時株主総会及び取締役会にて代表取締役社長の正力源一郎の退任[注 152]並びに後任の代表取締役社長に副社長の髙橋知也を昇格させる人事を承認し、執行[766]。
  - 【局名告知・静岡県】静岡放送（SBS、TBS系）はこの日より、同局及び静岡新聞公認バーチャルYouTuber「木乃華サクヤ」が登場するオープニング・クロージングの放送を開始[767]。
- 6日 - いずれも【訃報】
  - 二期会所属のオペラ歌手として1970年代より数々のオペラ公演に出演、またミュージカル女優としても劇団四季の『オペラ座の怪人』などの舞台に立つなど活動し、一方テレビではNHKの幼年向け教育番組『おかあさんといっしょ』の8代目「うたのおねえさん」として1970年4月から1972年3月まで出演した経歴を持つ声楽家・ソプラノ歌手の斉藤昌子がこの日、癌のため死去（77歳没）。訃報は11日に明らかになった[768]。
  - 舞踏家で、日本テレビ系『シャボン玉ホリデー』や『笑点』などのテレビ番組で振り付けを担当。またテレビドラマでも多くの作品で所作指導を担当した若柳禄寿（本名・田中喜美代）がこの日、膵がんのため死去（89歳没）。訃報は22日に判明した[769]。
- 7日 - 【賞】「第49回放送文化基金賞」（公益財団法人放送文化基金主催）の受賞作品がこの日発表。ドキュメンタリー番組は北海道放送『性別は誰が決めるか 〜「心の生」をみつめて〜』（2022年10月17日放送）、エンターテインメント番組は読売テレビ・中京テレビ共同制作『〜この後どうする?密着TV〜 終わりが始まり』（本年2月25日放送[注 153]）がそれぞれ最優秀賞を受賞した[770]。
- 9日
  - 【アニメ・放送事故・栃木県】とちぎテレビ（GYT、独立局）はこの日更新した同局公式サイトにおいて、8日未明（7日深夜）に放送したアニメ『【推しの子】』の第8話について、機器の不具合により映像が乱れる放送事故があったことを謝罪。14日未明（13日深夜、2:00 - 2:30）に代替放送が行われた[771][772]。
  - 【訃報】長谷川伸（1963年没）門下の小説家として1959年に『鏨師』で第41回直木三十五賞を受賞、小説家と並行してテレビドラマの脚本家としてもTBS系の「木曜夜8時枠連続ドラマ」枠の看板シリーズであった『肝っ玉かあさん』（主演：京塚昌子（1994年没））、『ありがとう』（主演：水前寺清子）などの作品で一世を風靡、また1979年度に第30回NHK放送文化賞」を受賞、2016年には文化勲章を受章、1967年の『第18回NHK紅白歌合戦』審査員を務めるなど活動した小説家・脚本家の平岩弓枝がこの日早朝、間質性肺炎のため東京都内の病院で死去（91歳没）。訃報は18日に判明した[773]。
- 12日
  - 【人事・BS】BSテレビ東京はこの日開催された定時株主総会及び取締役会に於いて、代表取締役会長の田村明彦及び代表取締役社長の新実傑の退任並びに新しい代表取締役社長にテレビ東京HD専務執行役員の加増良弘を就任させる人事を承認、即日執行した[774][775]。
  - 【訃報】1949年に明治大学からプロ野球中日ドラゴンズに入団し、1961年に大毎オリオンズで現役引退するまで実働11年で通算215勝を挙げ、また中日と阪神で監督を務めるなど指導者としても活動し、1969年 - 1975年及び1981年 - 1992年、1995年 - 2007年と三度に亘り東京放送（TBS）の野球解説者を務めたこともある元プロ野球選手・指導者で野球評論家の杉下茂がこの日夜、間質性肺炎のため東京都内の病院で死去（97歳没）。訃報は16日に中日ドラゴンズ球団より公表された[776]。
- 14日 - 【情報・不祥事・鹿児島県】鹿児島読売テレビ（KYT、日本テレビ系）はこの日、子会社が映像を制作し、同局で2月24日に放送した情報番組『かごピタ』で、タマネギの糖度を偽って放送していたとして謝罪した。同局によれば用意していた新タマネギの糖度が想定を超える数値だったために水を加えて糖度を下げ、砂糖水の糖度をタマネギの糖度として紹介していたという。一旦3月31日に謝罪したものの詳細は明らかにされていなかった。既に関係者は処分されている[777]。
- 15日
  - 【人事・キー局】テレビ東京HD及びテレビ東京の両社はこの日開催された定時株主総会及び取締役会に於いて、両社の代表取締役会長を務める小孫茂の退任並びに両社の代表取締役社長である石川一郎を留任させること及びBSテレビ東京前社長の新実傑を代表権を持つ副社長に就任させ、代表取締役を二人体制とする人事を承認、即日執行した[778][779]。
  - 【訃報】落語家の柳家金語楼（1972年没）が主宰していた「金語楼劇団」に入り子役として活動し、喜劇役者になると『おトラさんシリーズ』など数々の映画に出演、また1961年に放送されたTBSの人形劇『ロボッタン』では「子兎のピョン」のアテレコ（声優）を務めるなどジャンルを問わず活動した喜劇役者・タレントの小桜京子（本名：稲葉郷子）がこの日、脳梗塞のため死去（90歳没）[780]。
- 16日 - 【訃報】1975年度ドラフト1位で広島東洋カープに入団し、プロ19年で通算213勝を挙げ、現役引退後はカープにて投手コーチを務め、またテレビ朝日・広島ホームテレビ専属野球解説者としても同局の野球中継や広島ホームテレビのニュース番組『HOME Jステーション』コメンテーターなどを務めた元プロ野球選手で野球評論家の北別府学がこの日、広島県広島市内の病院で長い闘病生活[注 154]の末に死去（65歳没）[781]。
- 17日 - 【事件・神奈川県】8時40分頃、横浜市青葉区内の建物敷地内に駐車していたTBS所有のバスにブロック片を投げつけて逃走したとして、神奈川県警青葉署は器物損壊の疑いで24歳の無職の男を逮捕。当時バス車内には4人が乗車しておりけがはなかったものの、フロントガラスにひびが入り、右側のサイドガラスが割れていた。調べに対し容疑を認め、「テレビ局が気に入らなかった」と供述[782][783]。
- 19日
  - 【活動進退】漫才協会はこの日開催した総会と理事会において新たな役員を選出、会長として塙宣之（ナイツ）が就任したことを発表した。これまで会長を務めた青空球児（青空球児・好児）は名誉会長に就任する[784]。
  - 【訃報】早稲田大学大学院修了後、大映などを経て1958年にニッポン放送に入社し、同局編成部長として1967年放送開始で2025年現在も続く深夜ラジオ番組『オールナイトニッポン』を開始させ、1985年に第5代フジテレビジョン代表取締役社長に就任したことを端緒にその後はフジサンケイグループ主力御三家[注 155]の社長・会長及びグループ代表を務め、また日本民間放送連盟副会長などを歴任、経営の第一線を退いた後はフジサンケイグループ名誉顧問を務めていた実業家の羽佐間重彰がこの日、老衰のため死去（95歳没）[785]。
- 20日 - いずれも【人事】
  - 【福島県】福島中央テレビ（FCT、日本テレビ系）は、この日付で代表取締役社長の五阿彌宏安を取締役会長に、取締役副社長の尾﨑和典を代表取締役社長に就任させる人事を発令し、執行[786]。
  - 【長野県】佐久ケーブルテレビ（本社：佐久市）は、この日開催した定時株主総会にて近鉄ケーブルネットワークより外部招聘した村瀬一美を取締役に選任し、その後の取締役会の互選により代表取締役社長に就任させる人事を決議して執行した[787]。
  - 【中京広域圏】中京テレビ放送（CTV、日本テレビ系）は、この日開催の定時株主総会に於いて、代表取締役社長の丸山公夫を代表取締役会長並びに取締役会議長に、専務取締役の伊豫田祐司を代表取締役社長にそれぞれ就任させる人事を決議し、執行[788]。
- 21日
  - 【人事・新潟県】テレビ新潟放送網（TeNY、日本テレビ系）は、この日開催の定時株主総会に於いて代表取締役社長の小山章司の退任[注 156]と、CS日本代表取締役前社長の正力源一郎を同局の新しい代表取締役社長に就任させる人事を決議し、執行[765]。
  - 【訃報】弱冠18歳でダンス修行のために渡英し、海外で活動して帰国した後はダンサー兼指導者として吉本印天然素材[注 157]らを指導。またテレビ東京系バラエティ番組『浅草橋ヤング洋品店』（ASAYAN）にてアイドルグループ「モーニング娘。」のダンス指導及び楽曲振付を行ったことでその名が知られるようになり、その他『NHK紅白歌合戦』ステージングや毎日放送制作・TBS系バラエティ番組『プレバト!!』の「天才凡人ランキング・リズム感」コーナーの審査員を務めるなど幅広く活動したダンサー・振付師の夏まゆみがこの日、がんのため死去（61歳没）。訃報は7月6日に公表された[790]。
- 23日 - 【人事・富山県】北日本放送（KNB、日本テレビ系）は、この日開催の定時株主総会並びに取締役会の承認・決議を経て代表取締役社長の瀧脇俊彦が退任し、常務取締役の島谷浩司を代表取締役社長に就任させる人事を執行[791]。
- 25日 - 【訃報】日本大学を卒業後、仙台放送（OX、フジテレビ系）及び中京テレビ（CTV）を経て1973年に日本教育テレビ[注 158]（NET=当時）に中途採用にて入社し、以後は主にスポーツ中継の実況アナウンサーとして『競馬中継[注 159]』、『大相撲ダイジェスト』、『ワールドプロレスリング』などを担当、2004年にテレビ朝日を定年退職して以後は圭三プロダクションに客員として在籍する傍ら、相撲評論家やフリーアナウンサーとして活動していた元テレビ朝日アナウンサーの山崎正がこの日、肺炎による呼吸不全のため死去（79歳没）。訃報は30日に明らかにされた[792]。
- 26日 - 【訃報】1970年に古今亭志ん朝門下に入門し修行を経て1973年に「古今亭志ん吉」の名で前座として初高座を踏み、1975年の二つ目昇進を機に芸名を「古今亭八朝」と改め、1984年に真打に昇進するなど活動する傍ら、テレビ番組ではTBS系『3時にあいましょう』でリポーターとしてレギュラー出演した経歴を持つ落語家の古今亭八朝（本名：丸山美治）がこの日老衰のため死去（71歳没）[793][794]。
- 27日 - 【人事・熊本県】熊本県民テレビ（KKT、日本テレビ系）は、この日開催された定時株主総会並びに取締役会の承認・決議をもって、代表取締役社長の塩野彌千夫が代表取締役会長に、専務取締役の宗田英成を代表取締役社長にそれぞれ就任させる人事を執行した[795]。
- 28日 - 【人事・鳥取県】日本海テレビ（NKT、日本テレビ系）は、この日開催された定時株主総会並びに取締役会の承認・決議により代表取締役社長の田口晃也が代表取締役会長に、取締役副社長の西嶌一泰を代表取締役社長にそれぞれ就任させる人事を執行した[796]。
- 29日 - いずれも【人事・放送持株会社】
  - 【中京広域圏】中部日本放送（CBC）グループ[注 160]はこの日開催の株主総会及び取締役会の承認・議決をもってグループ各社の人事を執行。中部日本放送代表取締役社長兼CBCテレビ代表取締役会長の杉浦正樹が両社の代表取締役会長に、中部日本放送取締役兼CBCテレビ代表取締役社長の升家誠司が中部日本放送代表取締役社長兼CBCテレビ取締役に、中部日本放送代表取締役会長の大石幼一が取締役相談役に、CBCテレビ取締役常務執行役員の松波啓三が中部日本放送取締役兼CBCテレビ代表取締役社長に、それぞれ就任した[797][798]。
  - 【福岡県】RKB毎日ホールディングスはこの日開催の定時株主総会及び取締役会の承認・議決をもって、代表取締役社長の井上良次の退任並びに、代表取締役の佐藤泉（RKB毎日放送代表取締役社長兼務）が代表取締役社長に、取締役の梅嵜貴史（同取締役兼務）が代表取締役に、それぞれ就任する人事を執行した[799][800]。
- 30日 - いずれも【活動進退】
  - 【NHK・滋賀県】NHKアナウンサーの田代純（1990年入局、大津局所属）がこの日付で早期退局。フリーアナウンサーに転向。早期退局はこの日放送された『おうみ発630』の番組の最後で公表した[801]。
  - 【キー局】テレビ東京アナウンサーの野沢春日（2013年入社）がこの日付で同局を退職。今後は「アナウンサーの枠にとらわれない仕事に従事」する予定[802][803]。
  - 【北海道】北海道放送（HBC、TBS系）アナウンサーの日下怜奈（2018年入社）がこの日付で同局を退社と同時に吉本興業とマネジメント契約を締結。なお日下は来年4月に慶應義塾大学大学院に進学する予定[804]。
  - 【人事・近畿広域圏】関西テレビアナウンサーの杉本なつみ（1997年入社）がこの日付でコンテンツ統括本部コンテンツデザイン局アナウンス部からビジネス本部コンシューマービジネス局イベント事業部へ異動[805]。
  - 【福岡県】福岡放送（FBS、日本テレビ系）アナウンサーの小林茉里奈（2018年入社）がこの日付で同局を退職。今後は「本年2月に結婚した夫（プロサッカー選手の新里涼【水戸ホーリーホック】）と同居するべく、茨城県水戸市へ転居する」ことを明らかにしている[806]。

### 7月
- 1日

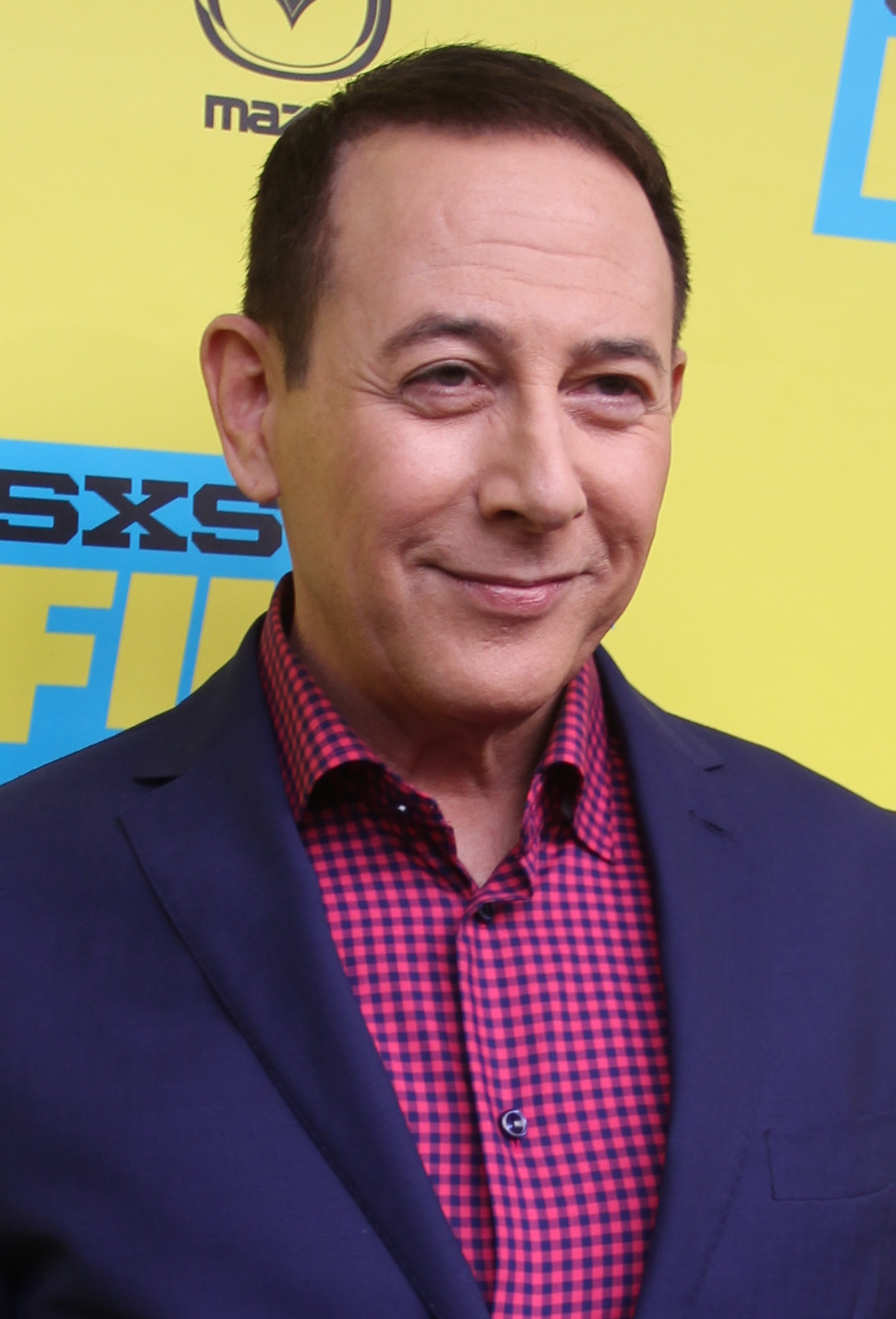
ポール・ルーベンス死去（7月30日、70歳没。写真は2016年3月撮影）

  - 【人事・組織改編・キー局】TBSテレビの定期人事異動にて、総合編成本部アナウンスセンターエキスパート職の安住紳一郎（1997年入社、エグゼクティブアナウンサー）が、これまでの局長待遇から、同局の現役アナウンサーとしては史上初となる役員待遇へと昇格する[807][808]。また、豊田綾乃（1999年入社）は同センターアナウンス一部部次長に昇格、宇内梨沙（2015年入社）がアナウンサーと兼務しているeスポーツ研究所は組織改編でライブエンタテイメント局から新規IP開発部に移動となる[809]。
  - 【活動進退】フリーアナウンサーの内田敦子（元東日本放送アナウンサー）が、この日付でセガに入社し正社員になったことを6日に自身のSNSで発表。メディア関連の活動に関してはこれまで所属していたセント・フォースとの業務提携という形で継続する[810]。
  - 【訃報】漫画家として『マッハ三四郎』『紅三四郎』やフジテレビ系特撮ドラマ『海底人8823』（1960年）の漫画版を手がけたほか、実兄の吉田竜夫（1977年没）・健二と共に1962年に創業した竜の子プロダクション（後のタツノコプロ）で、いずれもフジテレビ系で放送された上述の『紅三四郎』（1969年）や『昆虫物語 みなしごハッチ』（1970年 - 1971年）の演出・総監督、『マッハGoGoGo』（1967年 - 1968年）の演出、『科学忍者隊ガッチャマン』（1972年 - 1974年）や『タイムボカンシリーズ』（1975年 - 1983年）のプロデューサー、テレビ東京で1981年 - 1982年に放送された『ゴールドライタン』の企画・キャラクターデザインなど数多くのテレビアニメ作品を手がけたことで知られる、タツノコプロ第3代社長の九里一平（本名：吉田豊治）がこの日死去（83歳没）。訃報は19日にタツノコプロの公式サイトで発表された[811][812]。
- 4日 - 【不祥事・記者会見】テレビ朝日はこの日行った代表取締役社長・篠塚浩の定例記者会見において、6月下旬に『同社番組審査室コンプライアンス担当社員がセクシャルハラスメント行為を働いている』というメディア報道、及び5月には同局社員が局内の備品を持ち出して売却していたとの週刊誌報道があったことを受け、「セクハラの件について現在（社内で）調査しており、事実関係を確認の上で適切に対処すること、また備品売却の件については事実であり、本人が当該事実を認めたため諭旨免職処分とした」とコメントした[813][814]。
- 5日 - いずれも【キー局】TBSテレビ
  - 【コンテンツ開発】同局はこの日、「TBS GAMES」のブランド名でゲーム事業への本格参入を発表し、ティザーサイトを開設。「まだ見ぬ最高の“時”をゲームで」をコンセプトに、最適な形での「心揺さぶるゲーム体験」を届けるほか、心や生活を豊かにするゲームを作り、世界中で親しまれる「オリジナルIP」の創造を目指すとしている[815]。
  - 【活動再開】5月に起きた配信設定トラブルにより活動を休止していたYouTubeチャンネル「宇内梨沙/うなポンGAMES」について、同局アナウンサー兼新規IP開発部「eスポーツ研究所」所員の宇内梨沙が、同日の生配信から活動を再開することを自身のTwitterで発表[816]。→5月23日の項も参照
- 6日
  - 【賞】「第39回ATP賞テレビグランプリ」（全日本テレビ番組製作社連盟主催）の授賞式がこの日催され、NHK Eテレ『ETV特集』で2022年11月5日に放送された「ブラッドが見つめた戦争 あるウクライナ市民兵の8年」（ドキュメンタリー部門最優秀賞）がグランプリに輝いた。同番組以外の最優秀賞は、テレビ東京『一軒家丸ごと壊す』（2022年12月28日放送）が情報・バラエティ部門で、フジテレビ系「木曜劇場」で2022年10月期に放送された『silent』がドラマ部門で、それぞれ受賞している[817][818]。なおこの授賞式典の模様は9月5日未明（4日深夜）にNHK BS1にて放送された[817]。
  - 【訃報】早稲田大学卒業後、文学座研究所に入り修業を経て1970年代に俳優としてデビューし、テレビドラマなどに出演する一方でアニメーション声優としてもタツノコプロ制作の『ヤットデタマン』[注 161]（1981年 - 1982年、フジテレビ系）の「大巨神」役などで出演するなどして、1990年代にフェードアウトするまで数々の作品に出演した俳優・声優の田辺宏章（本名並びに旧芸名：田辺進三）がこの日死去（78歳没）。訃報は自身の甥が死去当日にTwitterにて報告した[819]。
- 9日 - 【訃報】1953年に毎日新聞社に入社し、新聞記者及び雑誌「サンデー毎日」の編集者として活動、文学者としてSF小説を数多く発表し、文芸批評も手掛けた外、造詣が深かった競馬でもフジテレビの『競馬中継』、『チャレンジ・ザ・競馬』などにレギュラーとして出演した経歴を持つジャーナリスト、文芸評論家、作家の石川喬司がこの日肺炎のため死去（92歳没）。訃報は8月29日に公表された[820]。
- 11日
  - 【不祥事】NHK
    - 【経営問題】5月に発覚した同局のインターネット配信事業に関する不適切な調達手続きの問題に関し、この日開催した経営委員会にて今年度のNHK予算編成の際に在職していた役員の処分などについて報告の上、発表。その概要は正籬聡前副会長、林理恵現専務理事ら6名に対して稲葉延雄会長による厳重注意とすると共に、処分を受けた6名が役員報酬の10%から20%に当たる金額を2か月分自主返納する措置を執ることとなった。また本年1月24日に退任した前会長の前田晃伸に対して、在任中の業績及び今般の問題の責任などを含めて退職金金額の審議を行い、その結果、基準標準額から10%差し引いた金額を支給することを経営委員会にて議決したことも合わせて発表した[821][822][823]。→5月29日の項も参照。
    - 【愛知県】名古屋放送局は、同局に所属する32歳のディレクターの男が8日の夜、名古屋市内の自宅で知人男性を殴ってけがをさせたとして翌9日に愛知県警に傷害容疑で逮捕されたことを公表すると共に、「誠に遺憾であり、事実関係を確認次第適正に対処する」とのコメントを発表した[824][825]。

  - 【訃報】日本を代表する指揮者・作曲家であり、NHK交響楽団の常任指揮者を務めるなどクラシック音楽界の巨匠としても知られ、また中京テレビにて放送された『ファンタスティック・オーケストラ』、『名フィルミュージックドリーム』、『外山雄三 音楽・世界の旅』などの司会を務めた経歴を持つ音楽家の外山雄三がこの日の夜、慢性腎臓病のため長野県内の自宅で死去（92歳没）。訃報は13日に明らかになった[826]。
- 13日 - 【事故・近畿広域圏】朝日放送テレビはこの日、同局の土曜朝枠情報番組『おはよう朝日です 土曜日です』の番組内コーナーで放送することを目的に、11日に和歌山県田辺市にて実施したマリンアクティビティー体験取材のロケーション中、フライフィッシュと呼ばれる浮き輪ボートを体験していた小椋寛子（エレクトーン奏者）と増田紗織（同局アナウンサー）が突風に煽られ、2mの高さから海面に転落する事故に遭遇して負傷したことを発表。2名とも通院加療中であるが、この事故を受けて同局では「かかる事態をお詫び申し上げ、両名の今後の治療などに誠心誠意対応すると共に、番組収録にあたっては安全対策に万全を期す」などとコメントした[827]。その後、小椋は15日放送分から番組に復帰。同日の放送では、MCを務める北村真平（同局アナウンサー）が今回の件について改めて謝罪した[828]。また増田も17日放送の「祝日版」から復帰した[829]。
- 21日
  - 【不祥事・制裁】NHKはこの日、本年5月15日放送の同局報道番組『ニュースウオッチ9』に於けるコロナ物故者報道に関する不適切放送事案について、本件に関する詳細な検証並びに経緯を説明する局内報告書を公表すると共に、本件報道に関わった人物のうち取材担当者と番組編集責任者ら4名の懲戒処分を実施したことを公式サイトにてそれぞれ公示した[830][831][832]。→5月16日の項も参照
  - 【訃報】大食いタレントとしてテレビ東京系『元祖!大食い王決定戦』や『デカ盛りハンター』などに出演し、またYouTuberとしても活動していた高橋ちなりがこの日死去（30歳没）。訃報は29日に同じく大食いタレントでアイドルグループ「エラバレシ」メンバーの「もえあず」こともえのあずきのTwitterで明らかにされ、『デカ盛りハンター』の公式Twitterでも30日に訃報を報告、追悼した[833][834]。
- 22日 - 8月27日 - いずれも【イベント・東京都】
  - テレビ朝日はこの期間、森ビルの特別協力を得て夏休み期間中のサマーイベント『テレビ朝日・六本木ヒルズ SUMMER STATION』をテレビ朝日本社（東京都港区六本木）及び六本木ヒルズを中心としたエリアを会場として開催。今回のイベントでは「わくわくするミライと手をつなごう!」をテーマとして『世界水泳福岡ウルトラブース』や『ドラえもん 交響楽シアター 〜TAP!SWIPE!オーケストラ!〜』など同局のコンテンツを中心とした展示や人気番組とのコラボレーションを前面に展開。またイベントスペシャルサポーターとしてジャニーズ事務所のアイドルグループ「少年忍者/ジャニーズJr.」を起用、また同グループが歌唱する「Amazing Summer」がイベントテーマソングに決定した[835][836]。
  - フジテレビは2003年から2008年の6年間、夏休み期間中に開催していたサマーイベント『お台場冒険王』を、装いを新たに開局65周年記念イベントとして『お台場冒険王2023 SUMMER SPLASH!』と題してこの期間、フジテレビ本社（東京都港区台場）及びお台場・青海地区を会場として開催。今回のイベントでは「真夏の湾岸エンタメEXPO」をテーマに掲げ、堤礼実（フジテレビアナウンサー）をリーダーとする同局アナウンサーダンスチーム「SPLASH!」によるパフォーマンス、また同局の人気番組とのコラボレーションを始め動画配信サービスなど数々のアトラクションを展開したほか、団長を千鳥（お笑いコンビ）が、副団長をかまいたちとダイアン（同）が務め、イベントテーマソングはイベントのオフィシャルサポーターも務める「僕が見たかった青空」のデビュー曲「青空について考える」を起用[837][838][839]。
- 24日 - 【訃報】ホテル勤務を経て作家活動に入り、1969年に発表した『高層の死角』で第15回江戸川乱歩賞を受賞し、その後は1977年に映画化された『人間の証明』などがベストセラーになるなど都会派ミステリー・サスペンスの第一人者として名を高め、1978年には横溝正史[注 162]（1981年没）、高木彬光[注 163]（1995年没）の二大探偵小説作家と共に「角川書店 角川文庫ミステリーフェア GUILTY篇」のコマーシャルに出演した経歴を持つ推理作家の森村誠一がこの日早朝、肺炎のため東京都内の病院で死去（90歳没）[840]。
- 30日 - 【訃報】スタンダップ・コメディアンとして活動し、中でもグレーのスーツに赤い蝶ネクタイをつけ子どもっぽい喋りをするキャラクター「ピーウィー・ハーマン」が人気を集め、日本でも1990年に和光証券（後のみずほ証券）のテレビCMに出演したことで知られる、 アメリカ合衆国のコメディアン、ポール・ルーベンスがこの日死去（70歳没）。31日にAP通信が報じた。代理人によればここ6年はがんで闘病中だったという[841]。
- 31日
  - 【活動進退】
    - 【キー局】テレビ朝日報道局員の玉川徹（1989年入社）が、この日をもって34年間在職した同局を定年退職。レギュラーコメンテーターを務める『羽鳥慎一モーニングショー』については、8月以降はフリーランスの立場で出演を継続する[842][843]。
    - 【近畿広域圏】関西テレビに1990年入社、プロデューサーとしてバラエティ番組『SMAP×SMAP』（1996年 - 2016年、フジテレビと共同制作）やドラマ『僕の生きる道』（2003年）、『ブスの瞳に恋してる』（2006年）などを手掛け、同局東京支社長も歴任した重松圭一がこの日付で同局を退社、映像制作会社「g」を設立[844]。

  - 【訃報】料理研究家の土井勝（1995年没）に弟子入りし、後に土井が設立した「土井勝料理学校」の教員・職員を務める傍ら、飛鳥時代から昭和時代に至るまでの日本食文化研究者としても活動し、各々の時代の料理再現を試みるなど伝承料理のエキスパートとして知られる一方で、関西テレビ『今晩なに食べたい?』やNHK『きょうの料理』などのテレビ番組にも出演するなど“料理界のじいじ”と親しまれた伝承料理研究家の奥村彪生がこの日午後、特発性間質性肺炎のため大阪市内の病院で死去（85歳没）[845][846]。

### 8月
- 1日 - 【訃報】1957年に日本放送協会へ入職し、主にドキュメンタリー番組制作担当として『現代の映像』『明治の群像』などの番組を手掛け、また本局放送総局長、専務理事を歴任した後にはNHK交響楽団理事長を務め、晩年には故郷の宮崎県宮崎市に帰郷し、宮崎県立芸術劇場初代場長を務めるなど宮崎県の文化振興に尽力した元映像プロデューサーの青木賢児がこの日、宮崎市内の有料老人保養施設で死去（90歳没）[847]。
- 2日 - 【訃報】アニメーション制作会社アクタスの第2代社長として、TOKYO MX・BS11他で2012年・2013年に放送された『ガールズ&パンツァー』や2017年に放送された『プリンセス・プリンシパル』（Studio 3Hzとの共同制作）などのテレビアニメを手掛けたことで知られる、アニメーションプロデューサーの丸山俊平がこの日死去（46-47歳没）。訃報は15日に義兄で漫画家の武村勇治が、17日に『ガールズ&パンツァー』公式アカウントが、それぞれSNSで発表した[848][849]。
- 4日 - 【報道・BPO】1月12日にTBS系『news23』で放送された、全国共済農業協同組合連合会（JA共済）に関する農業協同組合（JA）職員の内部告発により、職員が自ら共済に加入する自爆営業など厳しいノルマの実態が報道されたものの、この放送により告発した職員の身元がばれ、辞職した職員もいたことに関し、この日開かれたBPO放送倫理検証委員会は「取材源の秘匿という原則が損なわれ、放送倫理違反の疑いがある」として審議入りを決めた[850][851]。
- 5日 - いずれも【訃報】
  - 千田是也（1994年没）に弟子入りし、演劇人として1962年にデビューし、主に舞台演劇を中心に活動する傍ら、テレビアニメの声優としても虫プロダクション制作・フジテレビ系『W3』（1965年）、『リボンの騎士』（1967年）などに出演した俳優・声優・演出家の池田一臣（本名：池田一臣）がこの日、肺炎のため東京都内の病院で死去（91歳没）[852]。
  - 鳥取の高等学校卒業後に手塚治虫（1989年没）に入門して漫画家を目指し、1975年に雑誌「冒険王」（秋田書店）にて『もうひとつの世界』が掲載されて本格デビュー。また1977年に放送されたフジテレビ系アニメ『ジェッターマルス』（原作：手塚治虫、制作：東映動画）のコミカライズ漫画版を発表するなどの足跡を記し、1990年代からは故郷鳥取を拠点に活動を続けていた漫画家の岩田廉太郎がこの日未明、心不全のため鳥取県鳥取市内の病院で死去（73歳没）[853]。
  - 2010年に『ノンシュガーコーヒー』（エンターブレイン）にて漫画家としてデビュー。2013年に発表した作品『坂本ですが?』がコミックナタリー大賞を受賞し、2016年にTBS系でテレビアニメとして放送されるなどして精力的な活動を見せていた漫画家の佐野菜見がこの日、がんのため死去（36歳没）。訃報は16日にKADOKAWA「ハルタ」の公式SNSにより明らかにされた[854][855]。
- 6日 - 【NHK・不祥事・福島県】NHK福島放送局いわき支局に所属する58歳の記者の男がこの日午後、いわき市内の県道を乗用車で走行中に対向車線にはみ出して対向車両にぶつかる交通事故を起こし、その後の検査で基準値を超えるアルコールが検出されたため福島県警いわき中央署に酒気帯び運転の現行犯で逮捕された。調べに対し容疑を認めているが、職員の逮捕について福島局は「誠に遺憾。事実関係を確認次第厳正に対処する」とコメントした[856]。
- 10日 - 【訃報】夢路いとし・喜味こいしの弟子、宝塚新芸座を経て1961年に吉本ヴァラエティ（後の吉本新喜劇）に入団、当たり役となったおばあさんの「桑原和子」役や「ごめんください!どなたですか?…お入りください、ありがとう」などのギャグでお茶の間に親しまれ、リクルート『フォレント』などのテレビCMにも出演した、お笑いタレント・喜劇俳優の桑原和男（本名：九原一三）がこの日、老衰のため神戸市内の病院で死去（87歳没）[857]。
- 12日 - 【訃報】養親の松旭斎小天菊門下で修行を積み、フランスの音楽家：ポール・モーリア（2006年没）のインストゥルメンタル曲「オリーブの首飾り」を手品のBGMとして初めて使用したことでも知られ数々のテレビ番組に出演、またフジテレビが主催していた演芸芸術の賞「日本放送演芸大賞」の1977年〈昭和52年度〉奇術部門賞を受賞するなどの実績を重ね、第8代日本奇術協会会長を務めた奇術師・マジシャンの松旭斎すみえ（本名：友國靜子）がこの日、老衰のため死去（85歳没）。訃報は22日に日本奇術協会より公表された[858]。
- 15日 - 【訃報】齋藤秀雄（1974年没）に師事し、国内外でオペラを中心にマエストロ（指揮者）として活動、日本国内では読売日本交響楽団や関西フィルハーモニー管弦楽団などでタクトを振るい、また新国立劇場芸術監督を務めるなどの実績を持ち、テレビ番組では日本テレビ『深夜の音楽会』（2005年）や『第19回東急ジルベスターコンサート（2013-2014）』（テレビ東京系）などに出演した経歴を持つマエストロの飯守泰次郎がこの日、急性心不全のため死去（82歳没）。訃報はマネジメントを担当するヒラサ・オフィスより16日に公表された[859][860]。
- 19日 - 【訃報】東京デザイナー学院（後の専門学校東京クールジャパンアニメ総合学科）在学中からアニメーションの背景画を手がけるようになり、NHK総合『未来少年コナン』（1978年、日本アニメーション制作）、テレビ朝日系・ イタリア Rai 1『名探偵ホームズ』（1984年 - 1985年、東京ムービー新社制作）などのテレビアニメやスタジオジブリ制作のアニメ映画で美術監督を務め、2007年にフジテレビ系『土曜プレミアム』で放送された『ミヨリの森』（小田ひで次原作、日本アニメーション制作）では長編初監督を務めた、アニメーション美術監督の山本二三がこの日、胃がんのため埼玉県飯能市の自宅で死去（70歳没）[861]。
- 20日 - 【訃報】毎日放送を経て1964年の東京12チャンネル（後のテレビ東京）開局と共に入社。1968年から20年間『三菱ダイヤモンド・サッカー』の司会者並びに実況アナウンサーを務めるなどサッカー実況の第一人者として知られ、2012年には放送界史上初となる日本サッカー殿堂にも選出されたアナウンサーの金子勝彦がこの日夕方、肺炎のため横浜市戸塚区内の病院で死去（88歳没）。訃報は28日に判明した[862][863]。
- 22日 - いずれも【訃報】
  - 1964年に当時16歳でプロ野球・阪神タイガースに入団し、同年7月に戦後最年少となる16歳117日で一軍公式戦初登板を果たした後はタイガースや西武ライオンズで主戦投手として奮戦し通算87勝を記録、現役引退後はテレビ東京の専属野球解説者を務めた元プロ野球選手の古沢憲司がこの日死去（75歳没）[864]。
  - 吉本新喜劇などで活躍した喜劇役者の岡八朗（2005年没）に弟子入りし、1983年、同じく弟子だったおかけんたと漫才コンビ「おかけんた・ゆうた」を結成、テレビ番組では『4時ですよーだ』（毎日放送）で人気を博し、この他にも『けんた・ゆうたのチャンネルはそのまま!』（テレビ大阪）などに出演した経歴がある漫才師のおかゆうた（本名・井元保則）がこの日、脳内出血のため大阪市内で死去（61歳没）。訃報は25日、所属事務所の吉本興業から公表された[865]。
- 28日 - 【結婚・近畿広域圏】関西テレビ（カンテレ）アナウンサーの舘山聖奈（2020年入社）はこの日、プロサッカー選手の中村帆高（FC東京所属）と結婚したことを発表。なお舘山は今後も同局でアナウンサーを続けることも明らかにしている[866]。
- 29日 - 【アニメ・放送事故】フジテレビ系『めざましテレビ』内で放送のミニアニメ『ちいかわ』について、この日の放送分で本来放送予定の第95話ではなく第96話を放送していたことが判明、『めざましテレビ』の公式Xアカウントや番組内で謝罪するとともに、9月1日に改めて第95話と第96話を放送すると発表した[867]。
- 30日 - 【訃報】化粧品企業の資生堂創業家出身で1987年から2001まで同社社長及び会長を歴任、また文化人としても企業メセナ協議会会長や東京都写真美術館館長を務め、文化・芸術活動の支援にも尽力。また「テレビ東京番組審議会」委員に就任し、2003年には委員長を務めるなど[868] テレビ界とも縁が深かった実業家・文化人で資生堂名誉会長の福原義春がこの日、老衰のため死去（92歳没）。訃報は9月5日に資生堂より発表された[869][870]。

### 9月
- 2日

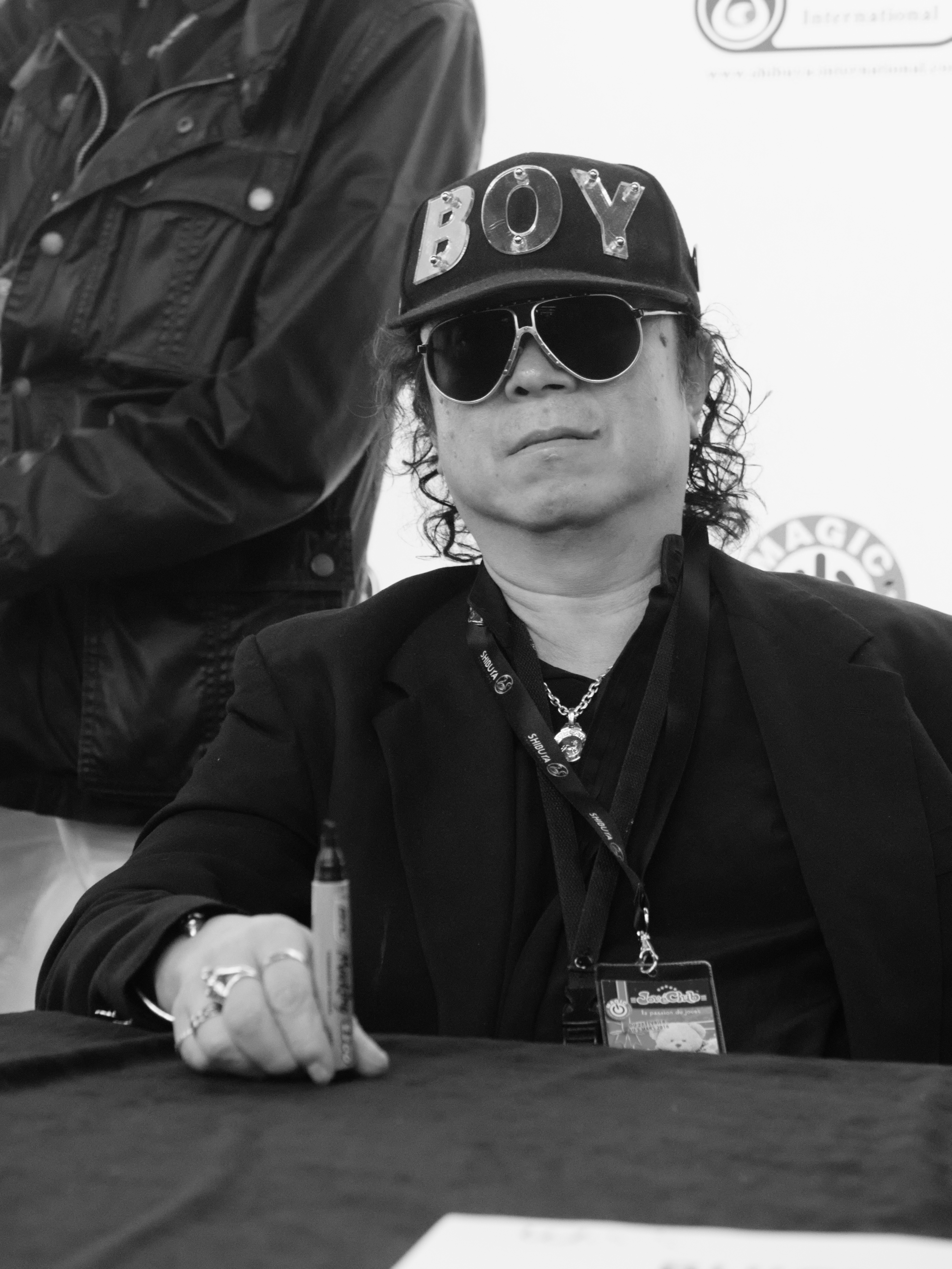
寺沢武一死去（9月8日、68歳没。写真は2016年2月撮影）

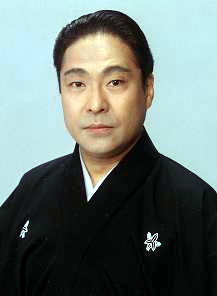
二世市川猿翁死去（9月13日、83歳没）

  - 【結婚・キー局】日本テレビアナウンサーの石川みなみ（2020年入社）と元同局アナウンサーの佐藤義朗（2008年入社、2022年退社）が結婚していたことがこの日報道され、これを受けて石川が担当する生番組『ゼロイチ』にて事実であることを発表した[871]。
  - 【活動進退・近畿広域圏】朝日放送テレビアナウンサーの東留伽（2020年入社）は、この日付で「教養や知識などを深めたい」として2024年6月までの予定でフランスへ留学することを理由に同社を休職[329]。これに伴い、東はすべての出演番組を9月3日放送分[注 164]を最後に降板した[329]。
- 4日 - 【結婚・福岡県】RKB毎日放送（TBS系）アナウンサーの武田伊央（2017年入社）がこの日、本年3月に元同局アナウンサーでフリーアナウンサーの佐藤巧と結婚したことと第1子の懐妊、および本年12月に予定する出産に向けて、担当するすべての番組を9月末をもって降板することを、自身が担当するRKBラジオの番組『田畑竜介 Grooooow Up』内で発表した[872]。
- 6日
  - 【不祥事】NHKはこの日、本年4月19日放送の『クローズアップ現代』「広がる女性のひきこもり “孤立”をどう防ぐのか」[873] にて引きこもり問題を取り上げた際に番組内で紹介した、“過去に引きこもり経験のある女性”について事実と異なる放送をしていたことを明らかにした。これを受けて同局では同日放送の同番組にてキャスターの桑子真帆（NHKアナウンサー）がこの件について謝罪したのをはじめ、公式サイトでも「事実関係の確認が不十分であった」などとする謝罪文を掲載した[注 165][875]。
  - 【スポーツ・イベント・BS】BS-TBSはこの日、スポーツ・エンターテインメント競技として知られる『SASUKE』の高校生版として『SASUKE 甲子園2023』を開催、今冬に同局（2K・4K）で放送を予定していることを発表。概要では1高校で3人1組のチームを編成し、ステージごとにその能力を競う。出場校は書類選考及びオーディションにより決定する。また優勝校には年末に地上波TBS系で放送される「第41回SASUKE大会」への出場権が付与される[876]。
- 7日
  - 【経営問題・活動進退】ジャニーズ事務所は創業者のジャニー喜多川（2019年没）による性加害問題に関し、再発防止特別チームからの調査報告書提出を受けてこの日記者会見を行い、性加害を事実と認め謝罪するとともに、社長の藤島ジュリー景子が5日付で辞任し、後任として所属タレントの東山紀之が就任したと発表、あわせて東山は一連の問題に対応するため年内をもって芸能活動から引退することも明らかにした[877][878]。
  - 【訃報】日本の現代音楽の作曲家として管弦楽を中心に精力的に活動、またNHKにて『N響アワー』（Eテレ）司会を2009年4月から2012年3月まで担当したことでも知られた作曲家の西村朗がこの日、右上顎洞癌のため死去（69歳没）[879]。
- 8日 - 【訃報】日本を代表する漫画家・手塚治虫（1989年没）に師事した後、1977年に集英社「週刊少年ジャンプ」増刊号誌上にて『コブラ』[注 166]でデビュー。同作は東京ムービー新社制作テレビアニメ『スペースコブラ』[注 167]としてフジテレビ系にて1982年 - 1983年にかけて放送されるなど一世を風靡。その後も『鴉天狗カブト』などのヒット作を発表するなど精力的な創作活動を展開していた漫画家、劇画家の寺沢武一（本名：寺沢武一）がこの日死去（68歳没）。訃報は11日に主宰する寺沢プロダクションより公表された[880]。
- 9日 - 【訃報】1971年プロ野球ドラフトにて近鉄バファローズから1位指名を受けてクラレから入団、現役時代は強肩好打の一番打者としてバファローズのリーグ優勝（1979年及び1980年）に貢献、1985年に引退した後はKBS京都テレビの解説者として同局のプロ野球中継に出演した経歴を持つ元プロ野球選手・野球解説者の平野光泰がこの日、兵庫県姫路市内の病院で死去（74歳没）。訃報は17日に公表された[881]。
- 13日 - 【訃報】三世市川段四郎（1963年没）の長男に生まれ、1947年1月に東京劇場「二人三番叟」の附千歳で三代目市川團子を名乗り初舞台を踏み、1963年に三代目市川猿之助を襲名、歌舞伎の演目に宙乗りを復活させてケレン芸の名手としてならし、古典歌舞伎の新解釈上演やスーパー歌舞伎と題する新作歌舞伎を続々と発表上演して「歌舞伎界の異端児」「歌舞伎界の革命児」と謳われる一方、1984年/1985年の大晦日・元日の年越し番組『ゆく年くる年』（全民放局）の総合司会を担当、2012年に隠居名「市川猿翁」を二代目として襲名した後も長男の九代目市川中車と孫の五代目市川團子を指導するなど精力的な活動を続けた歌舞伎役者の二世市川猿翁[注 121]（本名：喜熨斗政彦）がこの日早朝、不整脈のため死去（83歳没）。訃報は15日に松竹より発表された[882]。
- 15日 - 【訃報】城右高等女学校在学時代に日本を代表する漫画家のひとりである赤塚不二夫（2008年没）に弟子入りし、アシスタントとしてフジオ・プロダクションで修業を積んだ後に1968年にプロ漫画家としてデビュー。1973年に「週刊マーガレット」誌（集英社）に連載した少女ギャグ漫画『つる姫じゃ〜っ!』を発表。同作は1990年に日本テレビと中央公論社の製作によりアニメ化されて日本テレビ系（一部局のみネット放送）で放映されるなど人気を博し、その後も数々の作品を発表した漫画家の土田よしこ（本名：土田芳子〈読み同じ〉）がこの日午前、肺炎のため東京都内の病院で死去（75歳没）。訃報は16日に「つる姫」X（旧Twitter）公式アカウントより発信された[883][884]。
- 19日 - 【訃報】1962年にラテン・ミュージックボーカルグループ「ロス・インディオス」を結成し、1968年に発表したムード歌謡曲「コモエスタ赤坂」のヒットをきっかけに数々の音楽番組などに出演、またメインボーカルにシルヴィア（本名：松田理恵子、2010年没） を迎えて1981年に「ロス・インディオス&シルヴィア」として発表した「別れても好きな人」のヒットによりその年の『第31回NHK紅白歌合戦』に初出場（以後1983年まで3年連続出場）を果たすなど、日本のラテン・ミュージック及びムード歌謡界に事績を記した同グループのリーダー兼ボーカリストの棚橋静雄がこの日、多臓器不全のため東京都内の病院で死去（85歳没）[885]。
- 20日 - 【訃報】東京教育大学（後の筑波大学）体育学部在学中の1954年にパントマイム演劇『雪の夜に猫を捨てる』を発表し、その後アメリカ合衆国にて修行を積んだ後には「ママコ・ザ・マイムスタジオ」を設立してモダンダンスやパントマイムなどを駆使した表現を中心にした演劇活動を展開、またフジテレビのコントバラエティ番組『クレージーキャッツショー』（1959年 - 1961年）ではディレクターの椙山浩一（2021年没）演出によりパントマイムコントを演じるなど日本を代表するパントマイラーとしてテレビや映画などで幅広い活動を展開した振付師・パントマイラー・俳優のヨネヤマママコ（本名：米山ママコ）がこの日、老衰のため埼玉県内の病院で死去（88歳没）。訃報は23日に公表された[886]。
- 22日 - 【訃報】慶應義塾大学経済学部在学中の1951年に男声合唱団「ダークダックス」を結成し、1956年にロシア民謡「ともしび」をヒットさせた後には外国民謡や日本唱歌、歌謡曲などあらゆるジャンルの歌曲を次々と発表、『NHK紅白歌合戦』には通算15回出場、またNHK総合の音楽番組『歌はともだち』（1968年 - 1977年）にレギュラー出演するなど男性コーラスの第一人者として2016年まで活動したダークダックスのメンバーであったゾウさんことバス歌手の遠山一（本名：金井政幸）がこの日、慢性心不全並びに老衰のため東京都内の病院で死去（93歳没）。訃報は25日に明らかになった[887]。これによりダークダックスは全員が故人となった[888]。
- 26日 - 【不祥事】NHKはこの日、30代の男性報道記者が知人との私的飲食の代金などを業務費として不正な経費申請を行ったなどの就業規則違反があったことを明らかとした。これを受けNHKでは2008年に発生した報道局記者らによるインサイダー取引事件以来となる第三者委員会を設置し、本件に関する厳重かつ徹底的な調査を行い当該職員への処分を含めて厳正に対処する方針を決めた[889]。その後、NHKは11月2日に当該事案に関しこの報道記者について同月9日付で懲戒免職処分とするとともに、引き続き第三者委員会による調査を続行して厳正対処と再発防止に務めることを表明した[890]。
- 29日 - 【訃報】専門学校東京アナウンス学院放送声優科を卒業した後に声優となり、サンライズ／名古屋テレビ制作でテレビ朝日系で放送されたテレビアニメ「勇者シリーズ」では『太陽の勇者ファイバード』（1991年）などの作品に出演、またTBS系情報番組『モーニングEye』やNHKBSの『BS世界のドキュメンタリー』などでナレーターやボイスオーバーを担当した経歴も持つ声優・ナレーターの巻島直樹がこの日死去（61歳没）。訃報は没後8か月後の2024年6月2日に所属事務所のオフィス薫より明らかにされた[891][892]。なお、巻島は2021年に癌のため闘病生活を送っていることをブログにて明らかにしていた[893]。
- 30日
  - いずれも【活動進退】
    - 【NHK】日本放送協会（NHK）アナウンサーの武内陶子（1991年入職）は、同協会の役職定年制度[注 168]を利用してこの日付にて32年半在職したNHKを退職。武内は10月より芸能プロダクションのサンミュージックプロダクションと所属契約を締結し、同社所属のタレント・フリーアナウンサーとして活動を展開する[894]。
    - 【民放キー局】テレビ朝日アナウンサーとして1977年に入社し、2014年に同局を定年退職した後に嘱託契約を結んで同局専属キャスターとして活動していた渡辺宜嗣が、この日付で46年半在職していた同局から離職。2010年3月から13年半にわたりレギュラー出演してきた『スーパーJチャンネル』を9月29日で卒業する際、番組内で本人から伝えられた[895]。
    - 【宮城県】仙台放送（OX-TV、フジテレビ系）アナウンサーの牧広大（2015年入社）は、この日付で8年半在職した同局を退職。今後の進路は未定[896]。
    - 【福島県】福島テレビ（FTV、フジテレビ系）アナウンサーの幡谷明里（2018年入社）は、この日付で5年間在職した同局を退職[897]。今後の進路については退職時点では明かさなかったが、退職後の自身のInstagramのプロフィールでは「フリー」と記載されている[898]。
    - 【山梨県】山梨放送（YBS、日本テレビ系）アナウンサーの岡本桃香（2020年入社）は、この日付にて3年半在職した同局を退職[899]。退職後はスターダストプロモーション所属のフリーアナウンサーとして活動[900]。

  - 【不祥事・放送事故】この日フジテレビ系で生中継された「バレーボールパリオリンピック男子予選」（ワールドカップ2023）初日の日本対フィンランド戦（国立代々木第一体育館）の試合中、天井にセットしたワイヤー固定吊りカメラ（ケーブルカム）のワイヤーロープ1本が切れて観客に接触したうえ、カメラがコート上のネット近くに垂れ落ちるインシデントが発生。その影響で試合が約12分間中断した。この事態を受けてフジテレビ側は10月2日にプレス向け声明を発表し、「今回の事態発生の原因は調査中であるが、試合運営関係者や両チームの選手、観客らに多大な迷惑を掛けたことをお詫びする」と謝罪し、10月1日の2日目からはケーブルカムを使用せずに中継を実施することを明らかにした[901]。

### 10月
- 1日 - 【経営】

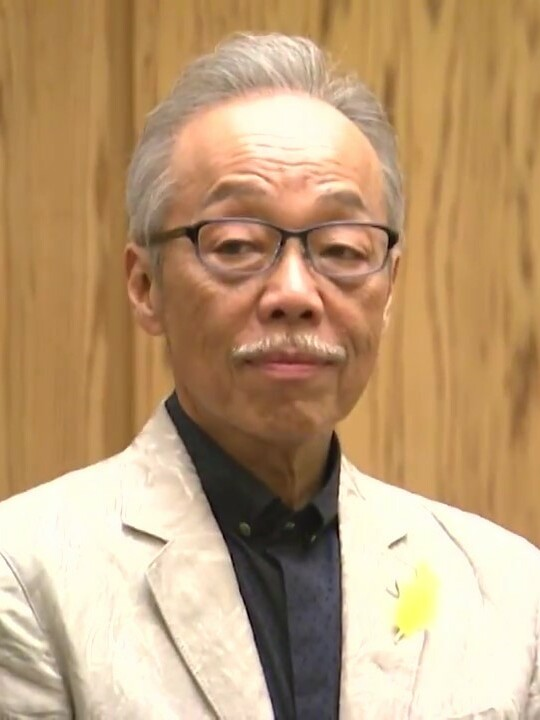
谷村新司死去（10月8日、74歳没。写真は2017年2月撮影）

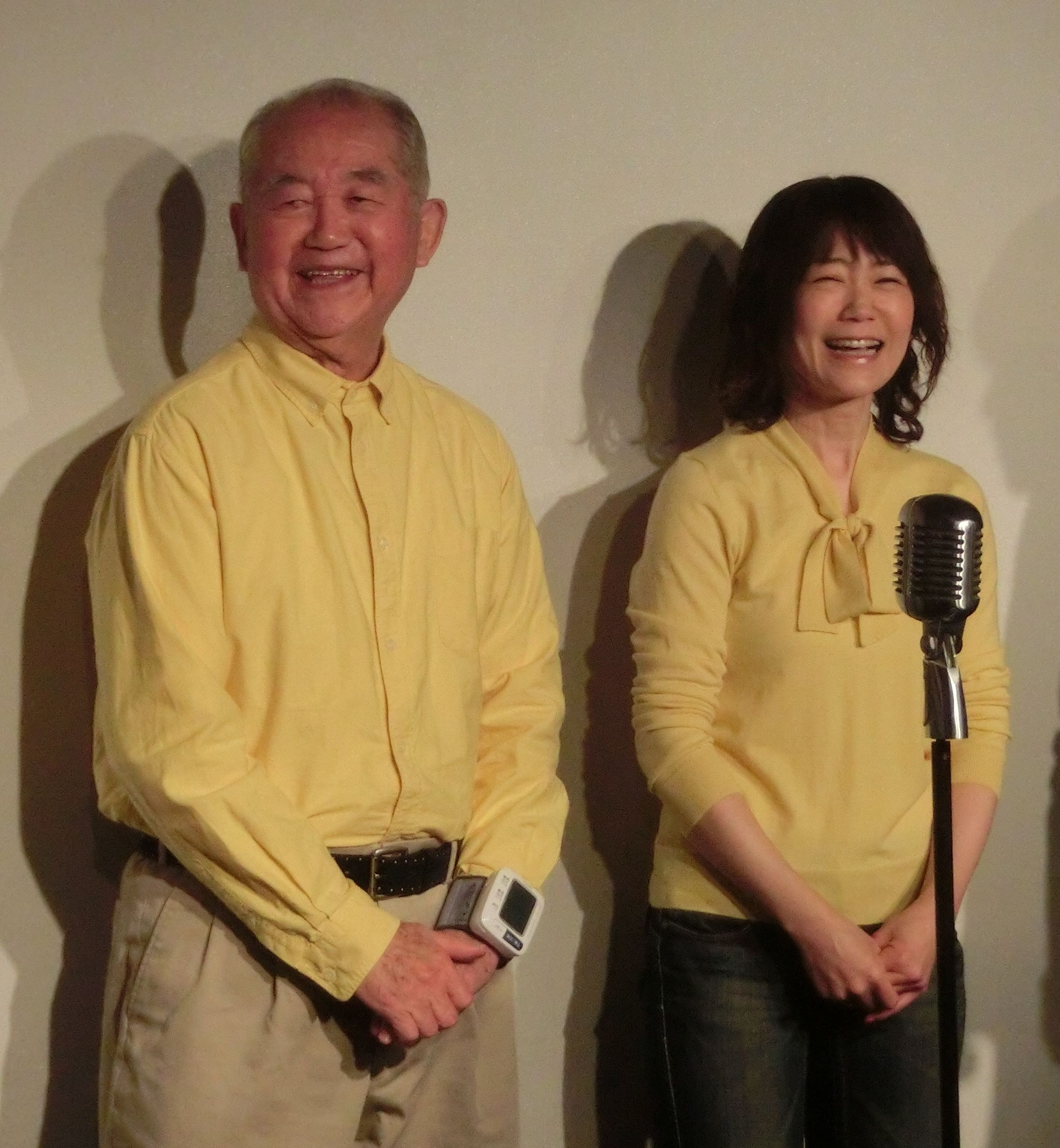
ティーチャ（左）死去（10月22日（訃報発表日）、88歳没。写真は2018年1月撮影）

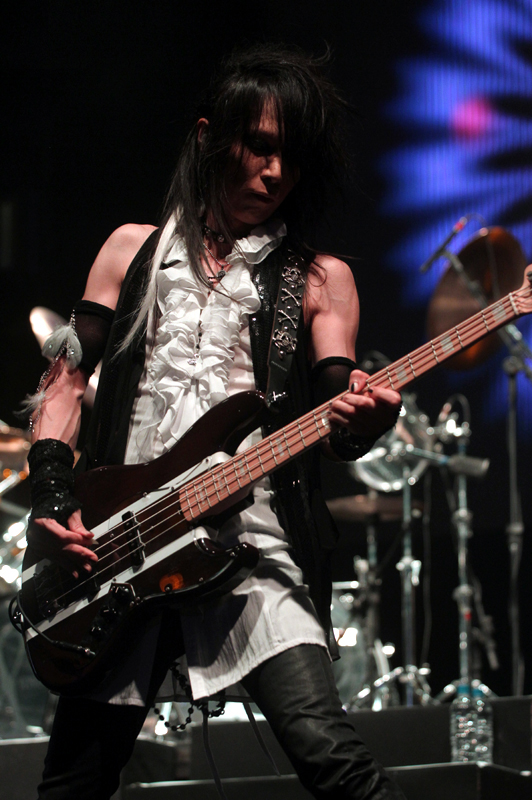
HEATH死去（10月29日、55歳没。写真は2011年9月撮影）

  - 【株式譲渡】アミューズが、日本テレビ系『世界の果てまでイッテQ!』、『月曜から夜ふかし』やテレビ東京系『モヤモヤさまぁ〜ず2』などの制作を手掛けるテレビ番組制作会社の極東電視台（1999年設立）の株式譲渡を受け同社を子会社化、アミューズグループの一員となる[902]。
  - 【再編・アニメ】朝日放送グループホールディングスは、傘下のアニメ制作会社SILVER LINK.とキャラクター雑貨事業のゼロジーアクトを、同日付で株式交換により同社グループのアニメ事業会社ABCアニメーションの傘下に移動させた[903]。
- 2日 - 【経営問題】ジャニーズ事務所は今後の経営に関する記者会見を行い、この中で10月17日付で社名を「SMILE-UP.」に変更すると共に、ジャニー喜多川による性加害の被害者救済業務に特化させ、役割を終え次第廃業することを明らかにした。あわせてマネジメント業務を行う新会社（社名は公募により決定予定）を設立し業務を移管、東山紀之が社長、井ノ原快彦（20th Century、ジャニーズアイランド社長）が副社長に就任し、希望する所属タレントとは個人・グループごとに個別にエージェント契約を結ぶ形とする。これによりジャニーズ事務所は事実上解体、1962年の創業以来61年にわたり掲げてきた「ジャニーズ」の名称が関連会社やグループも含め消えるほか、前社長の藤島ジュリー景子は新会社の経営には関与せず一線を退くことになる[904][905]。また、同日には系列の株式会社TOKIOの代表取締役が藤島から城島茂へと9月30日付で交代したと発表、城島はグループ・会社双方のTOKIOの代表となる[906]。
- 6日 - 【経営・株式譲渡】日本テレビがアニメーション制作会社スタジオジブリの発行済み株式42.3%を取得し子会社化。9月21日の両社の取締役会で決議し発表した。今後、10月30日開催のスタジオジブリ株主総会決議をもって日本テレビ専務取締役の福田博之が新社長に就任するなどジブリは日本テレビからの役員派遣を受け入れ、これまで社長を務めた鈴木敏夫は代表取締役議長に就任する[907][908]。
- 8日 - 【訃報】1960年代後半に高校時代の仲間とフォークグループ：ザ・ロック・キャンディーズを結成して東芝音楽工業からレコードデビューし「あなたの世界」などを発表、1971年に堀内孝雄とデュオを組んで「アリス」を結成[注 169]、「青春時代」、「冬の稲妻」、「チャンピオン」などのヒットを飛ばし、またソロシンガーとしても1980年に発表した「昴」がニッカウヰスキーのCMソングに採用されるなど名声を高め、『NHK紅白歌合戦』には通算16回出場[注 170]を果たし、日本テレビ系の夏の大型特番『24時間テレビ「愛は地球を救う」』のテーマ曲「サライ」（加山雄三と共作）など世界的に大きくその名を知られ、バラエティ番組では読売テレビ制作・日本テレビ系『谷村新司のテレビ裸の王様』（1993年）やフジテレビ系『ボキャブラ天国』（1997年4月 - 1998年9月）などの司会を務めたシンガー・ソングライターの谷村新司がこの日死去（74歳没）。訃報は16日に所属事務所である株式会社ダオより公表された[909][910]。
- 10日 - 【訃報】1955年に県立前橋高校から中日ドラゴンズに入団し、俊足巧打の外野手として首位打者や盗塁王などを獲得、また1978年から3年間中日ドラゴンズ監督として指揮を執ったり、広島東洋カープの二軍監督として前田智徳など若手の育成に手腕を振るった後、『テレビ愛知 10チャンベースボール』（テレビ愛知）や『三重テレビナイター』（三重テレビ放送）などで解説を務めた経歴を持つ元プロ野球選手・指導者の中利夫がこの日、誤嚥性肺炎のため愛知県名古屋市内の病院で死去（87歳没）。訃報は14日に中日球団により明らかにされた[911][912]。
- 11日 - 【訃報】1965年の第1回プロ野球ドラフト会議において阪急ブレーブスに3位指名を受けて明治大学より入団、当時の監督だった西本幸雄（2011年没）、上田利治（2017年没）の下で主力選手として在籍し、リーグ優勝に貢献。1975年に現役を引退した後は指導者として若手選手の育成に尽力。また2000年から2006年までテレビ埼玉のプロ野球中継『TVSヒットナイター』にて野球解説者として出演した経歴を持つ元プロ野球選手・指導者の住友平がこの日、細菌性肺炎により大阪府豊中市内の病院で死去（80歳没）、訃報は12日にオリックス・バファローズから発表された[913][914]。
- 14日 - 【訃報】1955年に喜劇役者の石井均（1997年没）に入門し、「財津肇メ」の芸名で舞台役者としてデビューし、1964年に拠点を大阪に移して吉本興業に入り、芸名を「財津一郎」と改めて1960年代に一世を風靡した公開時代劇バラエティ『てなもんや三度笠』（朝日放送【ABCテレビ】制作、TBS系[注 171]）への出演をきっかけにブレイク、1968年には『宇宙大爆笑』（NETテレビ系）の司会を務めた後に吉本興業を退社して俳優業にも乗り出し、またタレントとしても大阪に拠点を置く中古ピアノ販売業のタケモトピアノのCMに20年以上にわたり出演したことでも知られるなど幅広いジャンルで数々の作品に出演したコメディアン、俳優、タレントの財津一郎（本名：財津永榮）がこの日夕方、慢性心不全のため東京都内の自宅で死去（89歳没）。訃報は19日に子息が週刊誌の取材に応じたことにより判明した[915][916]。
- 18日
  - 【放送事故・関東広域圏】テレビ東京午後枠映画番組『午後のロードショー』のデータ放送『その場で当たる!午後ローキャンペーン!』に於いてこの日の放送[注 172]にてシステム障害が発生し、「視聴スタンプ3回分で挑戦できるプレゼント抽選」が出来なくなる状態に陥った。テレビ東京ではこれを受けて同番組のデータ放送発出を停止すると共に、システム障害の原因究明と復旧を進め、再開の際には番組公式サイト及びSNSで告知すると表明[917]。その後、システム復旧が完了したとして同局は30日の放送[注 173]からデータ放送を再開、その旨をSNSにて告知した[918]。
  - 【訃報】
    - 1970年代に中川イサト（2022年没）らと共に音楽活動を始め、北島音楽事務所所属として1980年にロックバンド「もんた&ブラザーズ」で再デビューして「ダンシング・オールナイト」が大ヒットし、その年の『第31回NHK紅白歌合戦』に出場、個人としても関西テレビの番組『ワンダラーズ』の司会を務めたり、大橋純子[注 174]とのデュエットでリリースした『夏女ソニア』がコーセーのTVCMソングとして採用されるなどジャンルを問わず幅広い活動を展開したロックシンガー・俳優のもんたよしのり（本名：門田頼命）がこの日、大動脈解離のため死去（72歳没）。訃報は22日に公表された[919]。
    - 高校在学中から音楽活動を始め、キーボード奏者としてヤマハ音楽振興会所属アーティストたちを中心に数々のミュージシャンのバック演奏を務める傍ら、作曲家としてもコクヨ「ノビータ」などのテレビCMの音楽を担当するなど幅広く活動していた作曲家・アレンジャーの牧野信博がこの日死去（63歳没）。訃報は死去から一周忌となる2024年の同日に長女の牧野由依（声優）が報告した[920]。
- 20日 - 【訃報】新劇俳優を経てテレビドラマに端役などで出演、声優としてはシーモア・カッセル（2019年没）やパトリック・マクグーハン（2009年没）の出演作品の吹替をメインに外国映画の日本語版放送のアテレコを主に担当、またアニメ『ドラえもん（1979年版）』では2代目の野比のび助役[注 175]を演じた俳優・声優の中庸助（本名：中島和男）が死去（93歳没）。訃報は11月10日に所属していたマウスプロモーションより公表された[921]。
- 22日 - 【訃報】大映映画社員として映画に出演したり、高校教師時代には日大明誠高校野球部監督を務めるなどし、教師を定年退職した後に芸能界入りし、2008年に実娘（サッチィー）とのコンビで「めいどのみやげ」を結成、『ゆうどきネットワーク』（NHK総合）など数々のテレビ番組に出演、またピン芸人としても「年金ちゃん」の芸名で活動した漫才師のティーチャ（本名：佐川真勝）がこの月（正確な没日は非公表）に死去していたことを実娘がSNSで報告した（88歳没）[922]。
- 24日 - 【訃報】1968年に「南田聖子」名義で日本クラウンから歌手としてデビュー後、芸名を「一城みゆ希」と改め、NHK総合のヤング音楽番組『ステージ101』のヤング101初期メンバーとして1970年1月から1972年9月まで出演、その後はNHK『おかあさんといっしょ』に出演した後、声優に転身してフジテレビ系『タイムボカンシリーズ ヤッターマン』[注 176]（竜の子プロダクション制作、1977年 - 1979年）など数々のアニメ作品に声優として出演、また外国女優のスーザン・サランドンやパトリシア・クラークソンなどの出演映画の日本語版アテレコを担当するなど長年に亘って多彩なジャンルでの活動を展開した歌手・タレント・声優の一城みゆ希（本名：千枝浩子）がこの日、多臓器不全のため死去（76歳没）。訃報は同日に、所属していたぷろだくしょんバオバブから発表された[923][924]。
- 26日
  - 【訃報】1952年に「萩原哲晶とデューク・オクテット」に参加してジャズ・ミュージシャンとなり、その後、1955年にハナ肇とキューバン・キャッツ（後に「ハナ肇とクレージーキャッツ」と改名）の結成に参加、ジャズベーシストとして音楽活動をする傍ら、フジテレビ系『おとなの漫画』や日本テレビ系『シャボン玉ホリデー』などのテレビ番組にクレージーキャッツのメンバーとして出演、また個人としても俳優やタレントとして幅広く活動したジャズ・ミュージシャン、タレント、俳優の犬塚弘（いぬづか・ひろし、本名の読み：いぬづか・ひろむ）が死去（94歳没）[925]。訃報は27日に判明した。これによりクレージーキャッツは全員が故人となった[926][927]。
  - 【不祥事・配信】TVerは4月3日以降に提供したiOS版番組視聴アプリにおいて、ユーザーの生年月や性別、郵便番号などの情報を誤って外部の広告会社へ漏洩していたことをこの日発表した。本来ユーザーがオプトアウトするよう指定したデータが人為的ミスでされないようになっていたもので、氏名や住所、メールアドレスなど個人の特定に繋がる情報は含まれていなかったもの、個人情報に該当する件数は約8.9万件にあったとしている。TVerでは謝罪するとともに修正版アプリを配信して不具合を解消、原因究明や再発防止等に努めるとしている[928]。
- 29日 - 【訃報】インディーズバンドでの活動を経て1992年にベースギター担当としてロックバンド「X JAPAN」に加入。同バンドの活動停止時期にはソロアーティストとしても活動し、1996年に発表したデビューシングル「迷宮のラヴァーズ」が読売テレビ制作・日本テレビ系アニメ『名探偵コナン』のエンディングテーマとして採用されるなど多岐にわたる活動を展開したギタリストのHEATH[注 177]（本名：森江博）が大腸がんのため死去（55歳没）。訃報は11月7日に明らかとなり、11月11日にX JAPANのオフィシャルサイトにて彼の正式な没日や死因などが告知された[929][930]。
- 31日
  - 【活動進退】
    - 【キー局】TBSテレビアナウンサーの山本里菜（2017年入社）は、この日付で6年半在職した同局を退職。退職後はフリーアナウンサーとしてかつて所属していたセント・フォースで活動を再開する[931]。これに伴い、自身が同僚アナウンサーの山本匠晃・近藤夏子・齋藤慎太郎とともに出演していたYouTube『アナウンサーのゆるちゃん/たりかしCh.』は、同日をもって一旦活動を休止。
    - 【秋田県】秋田放送（ABS、日本テレビ系）アナウンサーの林さくら（2018年入社）は、この日付で5年半在職した同局を退職。すべての担当番組については9月末をもって出演を終了した。退職後の進路は未定[932]。

  - 【スポーツ・提携・東京都】TOKYO MXはこの日、東京都に本拠地を構えるプロラグビーフットボールチームで、ジャパンラグビーリーグワンに所属する「東京サントリーサンゴリアス」、「東芝ブレイブルーパス東京」、「リコーブラックラムズ東京」の3チームとメディアパートナーシップ協定をそれぞれ締結したことを発表。これに伴って同局では本年12月より開幕する『JAPAN RUGBY LEAGUE ONE 2023-24』に於いて3チームの試合中継を実施することも併せて発表した[933][934]。

### 11月

#### 11月上期
- 2日 - いずれも【訃報】
  - 1978年に近畿大学から大相撲高砂部屋に入門し、本名の「長岡」の四股名で同年3月場所で初土俵、1979年11月場所で部屋伝統の四股名である「朝潮」を襲名し、1983年5月場所から大関に昇進して活躍、1989年3月場所で現役を引退した後は年寄11代若松を経て7代高砂を襲名、高砂部屋師匠として朝青龍明徳（第68代横綱）を育成するなどの手腕を発揮、また現役時代よりタレント性を発揮して数々のテレビ番組に出演、特に日本テレビ系『クイズ世界はSHOW by ショーバイ!!』に度々出演するなどお茶の間でも親しまれた元大関で7代高砂親方の四代目朝潮太郎（本名：長岡末弘）がこの日、小腸がんのため東京都墨田区内の自宅で死去（67歳没）。訃報は3日に日本相撲協会関係者の話で判明した[935][936]。
  - 1958年に東京放送（TBS）劇団に入り俳優として活動を開始、以後はテレビドラマへの出演を始め、フジテレビ系『昆虫物語 みなしごハッチ』（1970年 - 1971年、タツノコプロ制作）のママ（女王）役、『マジンガーZ』（1972年 - 1974年、東映動画（後の東映アニメーション）制作）のあしゅら男爵（女声[注 178]）役などのテレビアニメや、外国映画のアテレコを中心に活動、ナレーターとしてもナショナル洗濯機「自動うず潮」（1969年）のCMナレーションなどを担当したことでも知られた俳優・タレント・声優・ナレーターの北浜晴子（本名：塩浜晴子）がこの日、慢性肺疾患のため死去（86歳没）。訃報は10日に所属していた青二プロダクションより公表された[937]。
- 4日 - 【権利問題】日本テレビはこの日までに、同局のニュース番組のロゴやテロップを無断で使用し、生成AIにより内閣総理大臣の岸田文雄が卑猥な発言をしているように見せかけたフェイク動画が出回ったとして注意喚起した。同局は「ロゴなどを悪用されたことは到底許すことはできない。今後も同様な動画が投稿された場合はしかるべき対応を取る」とコメント。一方当該動画投稿者は自身のX（旧Twitter）で「日本テレビ様の業務を妨害する意図はありませんし攻撃するつもりもありません。動画は既に削除しているため訴訟等はお控え下さい」と謝罪投稿したが、炎上状態となっている[938][939]。
- 5日 - 【訃報】愛知学芸大学時代にNHK名古屋放送劇団に入団して演劇活動を始め、ラジオパーソナリティや俳優として東海エリアを中心に活動。東海テレビにて『アマチンの土曜リポート』、『天ちんの土曜サロン 人間こんさーと』など自身の冠番組を担当するなどローカルタレントとしても親しまれた俳優の天野鎮雄がこの日の夜、多臓器不全のため名古屋市内の病院で死去（87歳没）[940][941]。
- 5日 - 12日 - 【キャンペーン】日本テレビが秋恒例の健康啓発キャンペーン『カラダWEEK』を実施。9年目のテーマは「さぁ!ケンコーをはじめよう!1〜カラダにいいこと、お気軽に〜」。キャプテンは9年連続となる上田晋也（くりぃむしちゅー）が務め、サポーターには福原遥（女優）・木村昴（声優）・やす子（タレント）を起用[942]。さらにスペシャルサポーターとして河村勇輝（プロバスケットボール選手、横浜ビー・コルセアーズ所属）が登板した[943]。
- 6日 - 【訃報】コピーライターを経て1977年に作詩家として活動を始め、シンガーソングライター：八神純子とのコンビで八神作曲・歌唱の「みずいろの雨」「想い出のスクリーン」「ポーラー・スター」などの楽曲や、CMソングではマックスファクターの「渚のラブレター」（1981年、歌唱・沢田研二）やコカ・コーラの「夏色のナンシー」（1983年、歌唱・早見優）などの、テレビアニメではテレビ朝日系『ハロー!サンディベル』（1981年、東映動画（後の東映アニメーション）制作）の同名主題歌（歌唱・堀江美都子）や日本テレビ系『CAT'S EYE』（1983年、東京ムービー新社（後のトムス・エンタテインメント）制作）の同名主題歌（第1期、歌唱・杏里）および「デリンジャー」（第2期、歌唱・刀根麻理子）、フジテレビ系『らんま1/2 熱闘編』（1989年）の「リトル★デイト」（歌唱・ribbon）「もう泣かないで」（歌唱・瀬能あづさ）などの作詩を担当した作詩家の三浦徳子（本名：高原徳子）がこの日未明、肺炎のため死去（75歳没）。訃報は所属事務所のアップフロントグループ傘下のアップフロント音楽出版より告示された[944][945]。
- 7日
  - 【不祥事・報道】5日に放送のTBS系『サンデーモーニング』にて、生成AIによるフェイク画像が世論に影響を与えている問題を特集した際、イスラム組織ハマスに関する画像が生成AIによるものだと紹介した件について、この日番組公式サイトにて「この画像は2014年以前から海外のネットニュースで出回っていた可能性が高い」として訂正し謝罪した。また他に紹介した画像についても「生成AIが作ったと断定できる根拠はなかった」として訂正した[946][947]。12日放送の同番組でも、番組の最後に司会の関口宏とサブキャスターの水野真裕美（TBSアナウンサー）が改めて訂正し謝罪した[948]。
  - 【催事・賞・JBA】民放連はこの日、東京都内にて「第71回民間放送全国大会」を開催。同日、式典の席上にて「2023日本民間放送連盟賞」ラジオグランプリ・準グランプリ受賞作品を発表、テレビ部門のグランプリはテレビ静岡『テレビ静岡55周年記念「イーちゃんの白い杖」特別編』、準グランプリは朝日放送テレビ『こどもホスピス 〜いのち輝く“第2のおうち”〜』がそれぞれ受賞した[949]。
- 8日 -【訃報】1976年に「演劇集団 円」の座員として舞台デビュー後、俳優として数々の作品に出演、また声優としてテレビ朝日「日曜洋画劇場」枠で2016年に放送された映画『007/ダイ・アナザー・デイ』でケネス・ツァン（2022年没）の吹き替えを担当するなど幅広く活動した俳優・声優の松井範雄がこの日に病気のため死去（72歳没）。訃報は12月4日に劇団のマネージメント事務所である円企画より発表された[950][951]。
- 9日 -【訃報】1974年にフィリップス・レコードよりアルバム『フィーリングナウ』でメジャーデビューし、バンド活動等を経て「たそがれマイ・ラブ」「シルエット・ロマンス」などのヒット曲を次々と発表。1979年には「ビューティフル・ミー」で『第30回NHK紅白歌合戦』に出場。またもんたよしのり[注 174]（10月19日没）とのデュエットでリリースした『夏女ソニア』がコーセーのTVCMソングとして採用され、またNHK総合『青春のポップス』などの音楽番組にも積極的に出演し、ジャンルを問わず幅広く活動した歌手の大橋純子がこの日夕方、東京都内の病院で死去（73歳没）。死因は公表されていないが、2018年に食道がんを患い翌2019年に復帰。しかし今年3月末の定期検査で再発が発覚、活動を休止して療養していた[952][953][954]。
- 12日 -【訃報】福岡県出身で小学校時代に少年モデルとして地元の老舗百貨店である岩田屋[注 179]のCMに出演し、その後、1987年にポリドール・レコードよりシンガーソングライターとしてデビュー、1991年にフジテレビ系バラエティ番組『邦ちゃんのやまだかつてないテレビ』の第三期エンディングテーマとして自作の「愛は勝つ」が採用されたことがきっかけでブレイク、同曲で『第33回日本レコード大賞（ポップス・ロック部門大賞）』を受賞し、『第42回NHK紅白歌合戦』にも出場。その後も海外でのライブ演奏を行うなど幅広い活動を続けていたシンガーソングライターのKAN（本名：木村和）がこの日夕方死去（61歳没）。訃報は17日に所属事務所のアップフロントグループ傘下のアップフロントクリエイトより発表された[955]。本年3月に日本国内では数十例しかない希少がん「メッケル憩室癌」と診断され、治療・療養に入っていたことが明らかになっていた[956]。
- 13日・15日 - 19日 - 【キー局】2024年4月に開局60周年[注 180]を迎えるテレビ東京が、各種記念施策を実施。

テレビ東京・新ロゴ

BSテレビ東京・新ロゴ

- - 13日 - 【CI・ロゴ】BSテレビ東京とともにブランドマークを25年ぶりに刷新、広く浸透している略称の「テレ東」を全面に出したものに変更する。あわせてキャッチコピーとして「ちょっといい明日のために。」、パーパスとして「心を温かく、時に熱く。一人ひとりに深く届け、ちょっといい明日へ」を導入、マスコットキャラクターのナナナも60周年記念バージョンが登場する[957][958]。
  - 15日 - 19日 - 【イベント】横浜赤レンガ倉庫（神奈川県横浜市中区）にて記念イベント『テレ東60祭 なぜか横浜赤レンガ』を開催。イベントアンバサダーには横浜市出身で1964年生でもある出川哲朗（タレント）を起用した[959][960]。
- 15日・16日 - 【労働争議・山口県】テレビ山口（tys、TBS系）の労働組合は会社側からの今年度冬期賞与の引き下げ打診を受け、「物価高騰の現状で（賞与の）引き下げには応じられない」とこれを拒否したために団体交渉が決裂、組合側は15日及び16日の48時間ストライキを断行。同局のアナウンサー、報道局、制作局の社員など40人がストライキに参加している影響で16日の同局夕方ローカルニュース番組『mix』の一部休止などを余儀なくされた[961]。

#### 11月下期

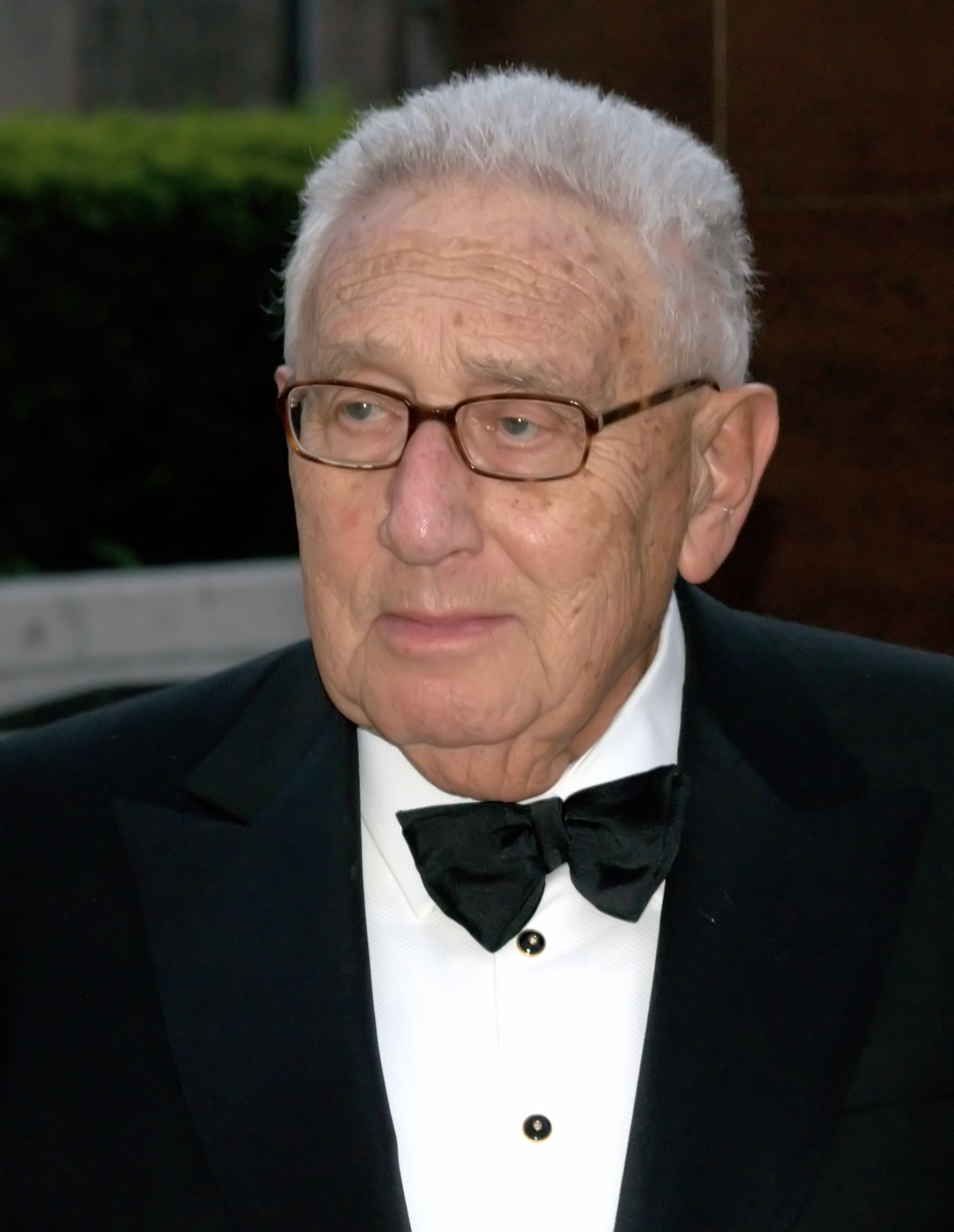
ヘンリー・キッシンジャー死去（11月29日、100歳没。写真は2009年9月撮影）

- 16日 - 【訃報】音楽専門学校学生時代からCM音楽やゲーム音楽の制作に携わり、シンガーソングライターのriyaとの音楽ユニット「eufonius」でテレビアニメやゲーム音楽など数々の作品を発表、また『true tears』（2008年、P.A.WORKS制作[注 181]）や『このはな綺譚』（2017年、Lerche制作）[注 182]などテレビアニメの劇伴音楽も担当したミュージシャンの菊地創が急性心不全のため自宅で死去（44歳没）[962]。訃報は30日にriyaが自身のX（旧Twitter）で明らかにした[962][963]。
- 18日 - 【訃報】女優として舞台や映画で活動する一方、本年1月に放送されたTBS系『水曜日のダウンタウン』の「犯人を見つけるまでミステリードラマの世界から抜け出せないドッキリ、めちゃしんどい説」で仕掛け人となる女性ディレクター役を好演するなどバラエティ番組でも活躍した井川瑠音がこの日早朝死去（31歳没）。訃報は12月1日に所属事務所であるエナエンターテイメントの公式サイトで発表され、かねてから体調不良を訴えて療養していた[964]。
- 19日 - 【訃報】日本大学芸術学部卒業後、滝沢修（2000年没）、宇野重吉（1988年没）らと共に『劇団民藝』結成に参加、1972年に劇団民藝を離れて『劇団銅鑼』を結成して舞台演劇を中心に映画やテレビドラマなどに数多く出演、またテレビ番組でも『トヨタ日曜ドキュメンタリー 知られざる世界』（日本テレビ）のナレーションを担当、外国映画の日本語版テレビ放送の際には声優として吹き替えを担当するなどジャンルを問わず活動した俳優・声優・ナレーターの鈴木瑞穂がこの日夜遅く、心不全のため東京都内で死去（96歳没）。訃報は28日に自らが結成に携わった劇団銅鑼が公式X（旧Twitter）で公表した[965][966][967]。
- 24日 -【訃報】立教大学時代には野球部に所属して外野手として公式戦に出場[注 183]し、大学卒業後に広告代理店に就職し、夏目雅子（1985年没）出演のカネボウ化粧品「クッキーフェイス」のコマーシャル（1977年）などを手掛けた後に音楽プロデューサー、作詩家（伊達歩名義）、小説家などでマルチな活動を展開、タレントとしてもトヨタ自動車の『トヨタ・SAI』（2009年 - 2010年）のコマーシャルに出演した経歴を持つ小説家・コラムニストの伊集院静（本名：西山忠来）がこの日、肝内胆管がんのため死去（73歳没）。訃報は死去当日に妻の篠ひろ子より公表された[969]。
- 25日 - 【報道・不祥事・中京広域圏】東海テレビはこの日の夜、名古屋市中区内で発生した死体遺棄事件に関し、24日からこの日の昼まで6回にわたり女性容疑者が逮捕されたニュースを報道した際、誤って別人の顔写真を女性容疑者の顔写真として放送したことが判明し、局公式ホームページで謝罪文を掲載した他、全国ニュースなどでも謝罪した。同局は「原因を調査すると共にチェック体制を強化して再発防止に努める」とのコメントを発表した[970][971]。その後12月20日に今回の責任を取る形で代表取締役社長の小島浩資及び報道担当取締役の役員報酬を10%の減額、1か月とする処分を発表した[972]。
- 28日
  - 【不祥事】
    - 【近畿広域圏】読売テレビは制作局に所属する40代の男性管理職社員が追加演出費などの名目で番組制作会社に不正請求させていたことをこの日明らかにした。当該社員はローカル放送の音楽番組『カミオト夜』を担当していたが、経費が毎月の予算を大きく上回る状態が続いていたため調査したところ、飲食した際の領収書を関係が深かった番組制作会社に渡し、制作会社から読売テレビに総額約1383万円を不正に請求させ還流させていた。読売テレビは当該社員を懲戒解雇、上司や経理責任者らについても処分するほか、『カミオト夜』についても年内で放送休止にすると発表している[973][974]。
    - 【鳥取県】日本海テレビは同社経営戦略局長を務めていた男性管理職社員がが2014年から10年にわたり、『24時間テレビ』の寄付金264万円や売上金など、総額1118万円を着服していたことをこの日発表し、謝罪した。同局は27日付で同局長を懲戒解雇するとともに、28日付で鳥取県警鳥取署に被害届を提出、刑事告発も検討している[975][976] ほか、この日行われた記者会見で会長の田口晃也は12月中旬に引責辞任する見通しを示した[977][978]。寄付金が着服されるという事態を受けて、24時間テレビチャリティー委員会は同局に対して全額の回収または補填を求めるとともに、あわせて委員会を構成する日本テレビ系31局[注 85]において寄付金の厳重な管理と再発防止に努める旨のコメントを発表、日本テレビも謝罪のコメントを発表している[979][980]。

  - 【訃報】武蔵大学在学中の1963年にS-Fマガジン（早川書房）に掲載された「火星で最後の……」にてサイエンス・フィクション作家としてデビュー、友人でもあった平井和正（2015年没）原作のTBS系テレビアニメ『エイトマン』（TCJ動画センター制作）にて脚本を担当、大学卒業後に日本を代表する漫画家：手塚治虫（1989年没）に誘われる形で虫プロダクションに入社し、手塚原作でフジテレビ系にて放映されたテレビアニメ『鉄腕アトム』、『ジャングル大帝』の脚本をそれぞれ担当、またTBS・TCJ制作のアニメ作品『宇宙少年ソラン』『冒険ガボテン島』でも脚本を担当するなど日本のテレビアニメ創世記の立役者のひとりとして知られ、日本のSF作家第一世代として数々の作品を世に送り出した作家の豊田有恒[注 184]がこの日、食道がんのため死去（85歳没）。訃報は12月5日に自身の公式X（旧Twitter）に妻が死去を知らせる一文を掲載したことにより明らかにされた[981][982]。
- 29日 - 【訃報】1969年にアメリカ合衆国第37代大統領：リチャード・ニクソン（1994年没）の下で安保問題担当補佐官、第38代大統領：ジェラルド・R・フォード（2006年没）の下で国務長官を務め、ベトナム戦争終結などのアメリカ外交の最前線でキーマンとして活動、国務長官退任後は戦略国際問題研究所（CSIS）で国際政治研究を行う傍ら、世界各国のマスコミュニケーション媒体にも積極的に登場、日本ではテレビ東京系で放送されていた『日高義樹のワシントン・リポート』（1995年 - 2011年）に毎年1回出演し、その年の国際情勢の見通しを解説していたことでも知られた国際政治学者のヘンリー・キッシンジャーがこの日、アメリカ合衆国コネチカット州の自宅で死去（100歳没）[983][984]。
- 30日
  - 【事業終了】映像作品の現像制作や編集[注 185]などを主業務とする東宝グループのポストプロダクションで、テレビ関係ではトムス・エンタテインメント[注 186]やサンライズ[注 187]、シンエイ動画[注 188]などが制作したアニメなどを手掛けた東京現像所がこの日をもって全事業を終了、68年の歴史に幕。同社の事業は東宝グループ内[注 189]へ承継[985][986]。
  - NHK
    - 【放送終了・BS】BSプレミアムが翌12月1日の衛星放送再編（後述）に伴い、この日をもって放送を終了。12月1日からは2024年3月末の停波に向けての周知放送に移行した[706]。
    - 【活動進退】アナウンサーの杉浦圭子（旧姓：清水、1981年入職、広島放送局在籍）が、この日付をもって退職[注 190]。今後は広島原子爆弾被爆者二世という自身の成り立ちを生かし、原爆の語り部として再出発することを明らかにしている[987]。

### 12月
- 1日 - NHK

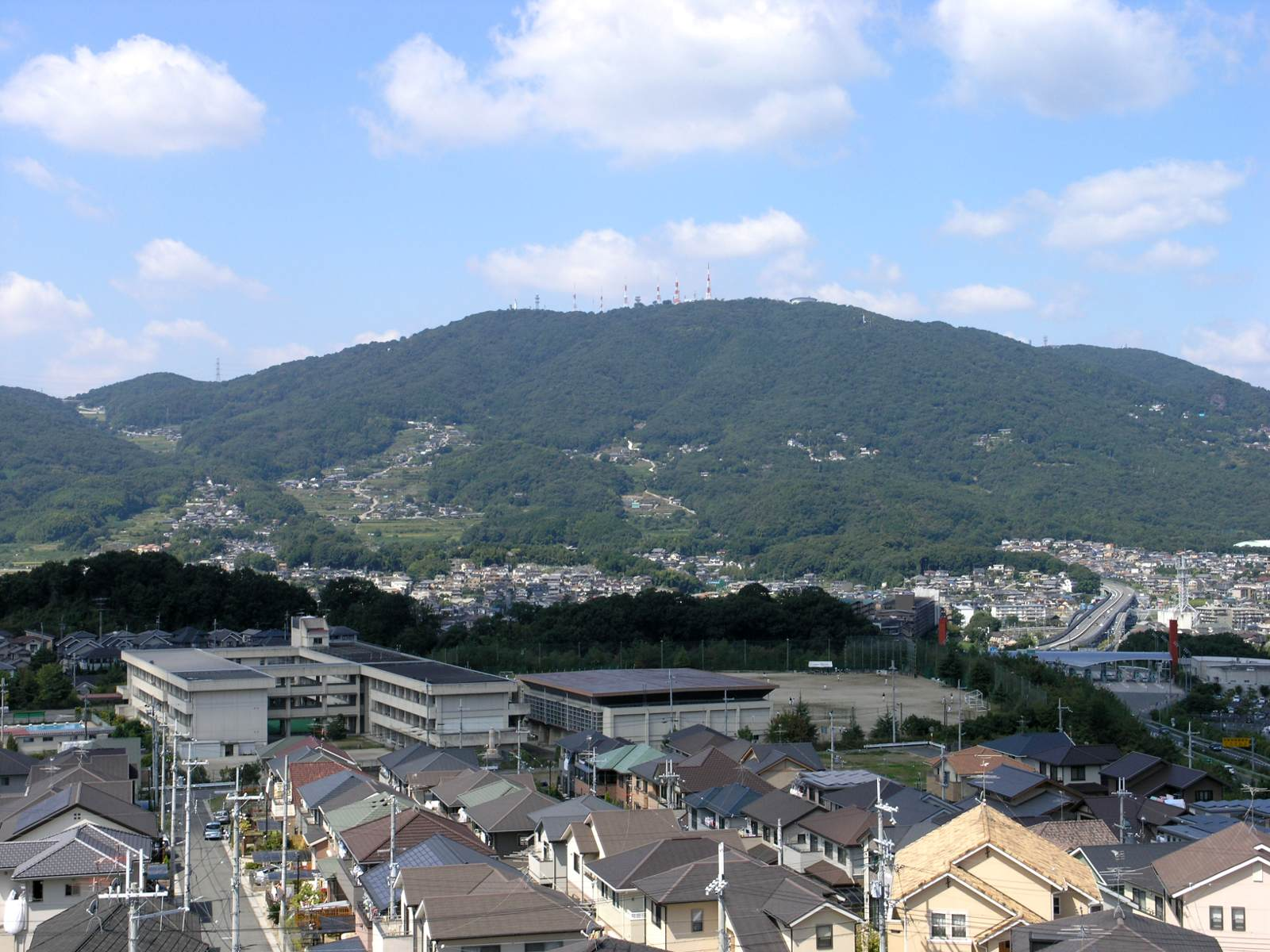
ytvの放送事故（12月3日（2日深夜））の原因となる人為的ミスが発生した生駒山送信所

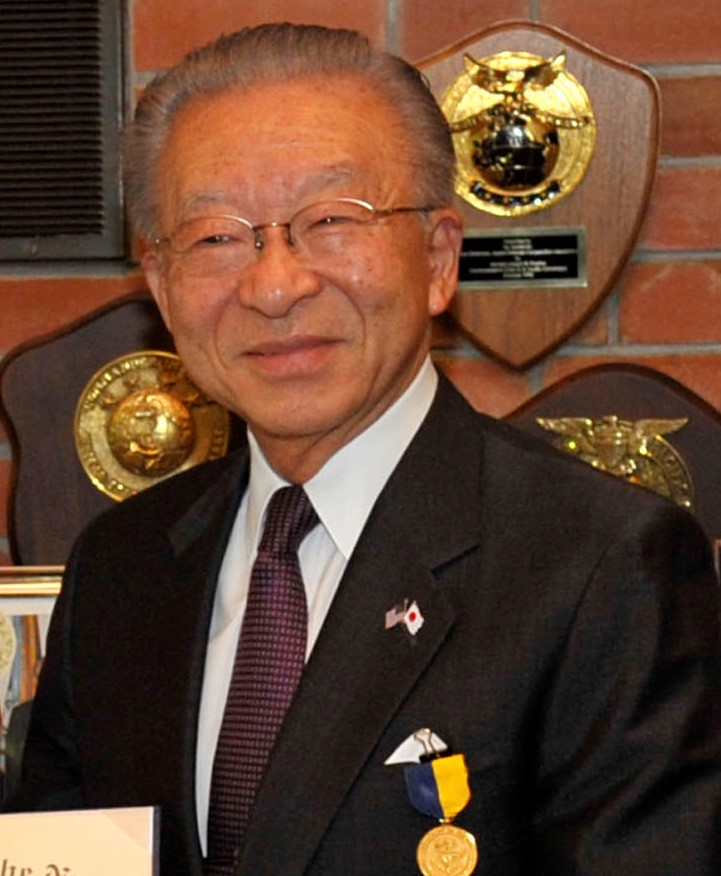
伊藤義郎死去（12月5日、96歳没。写真は2009年7月撮影）

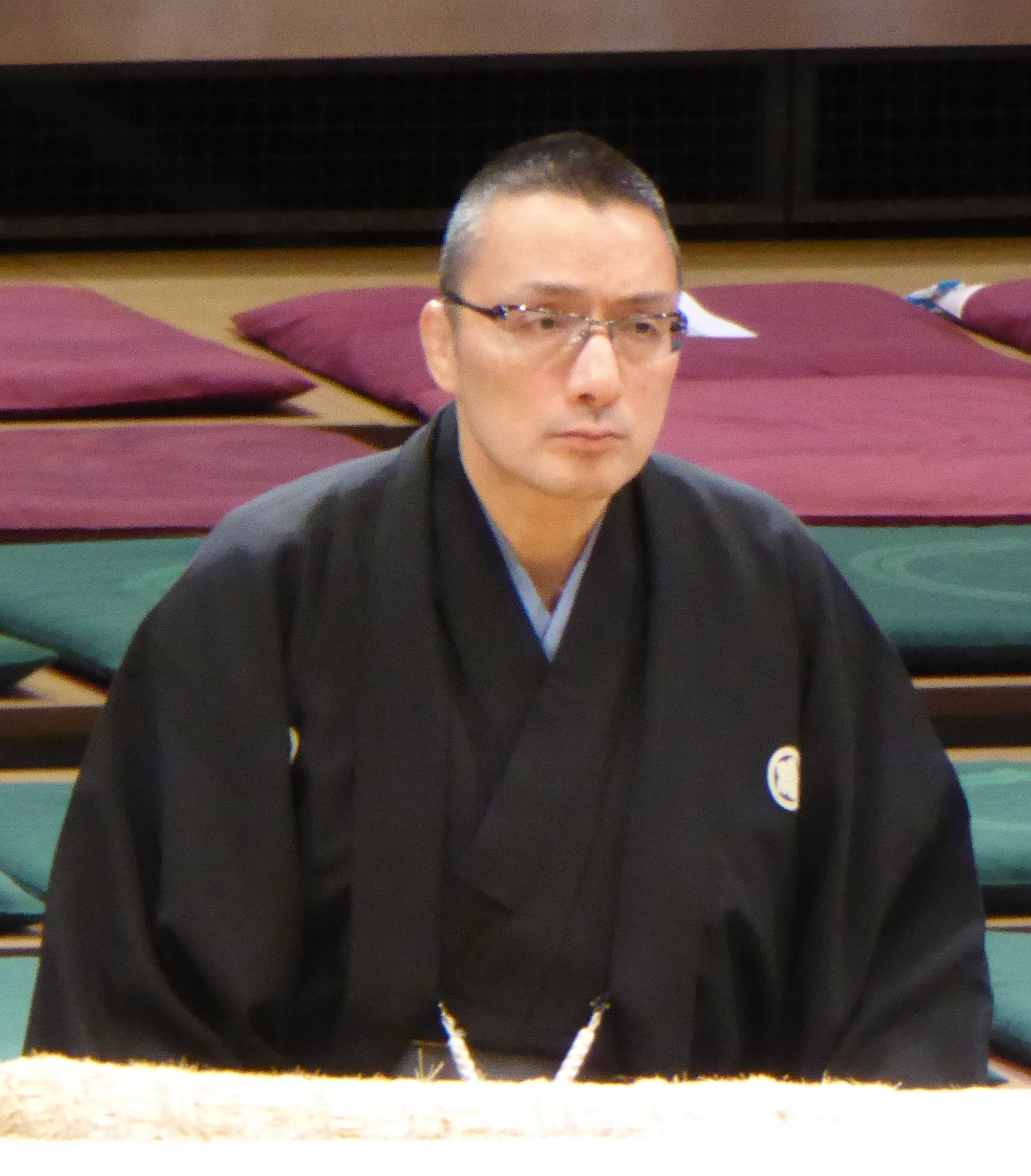
寺尾常史死去（12月17日、60歳没。写真は2016年5月撮影）

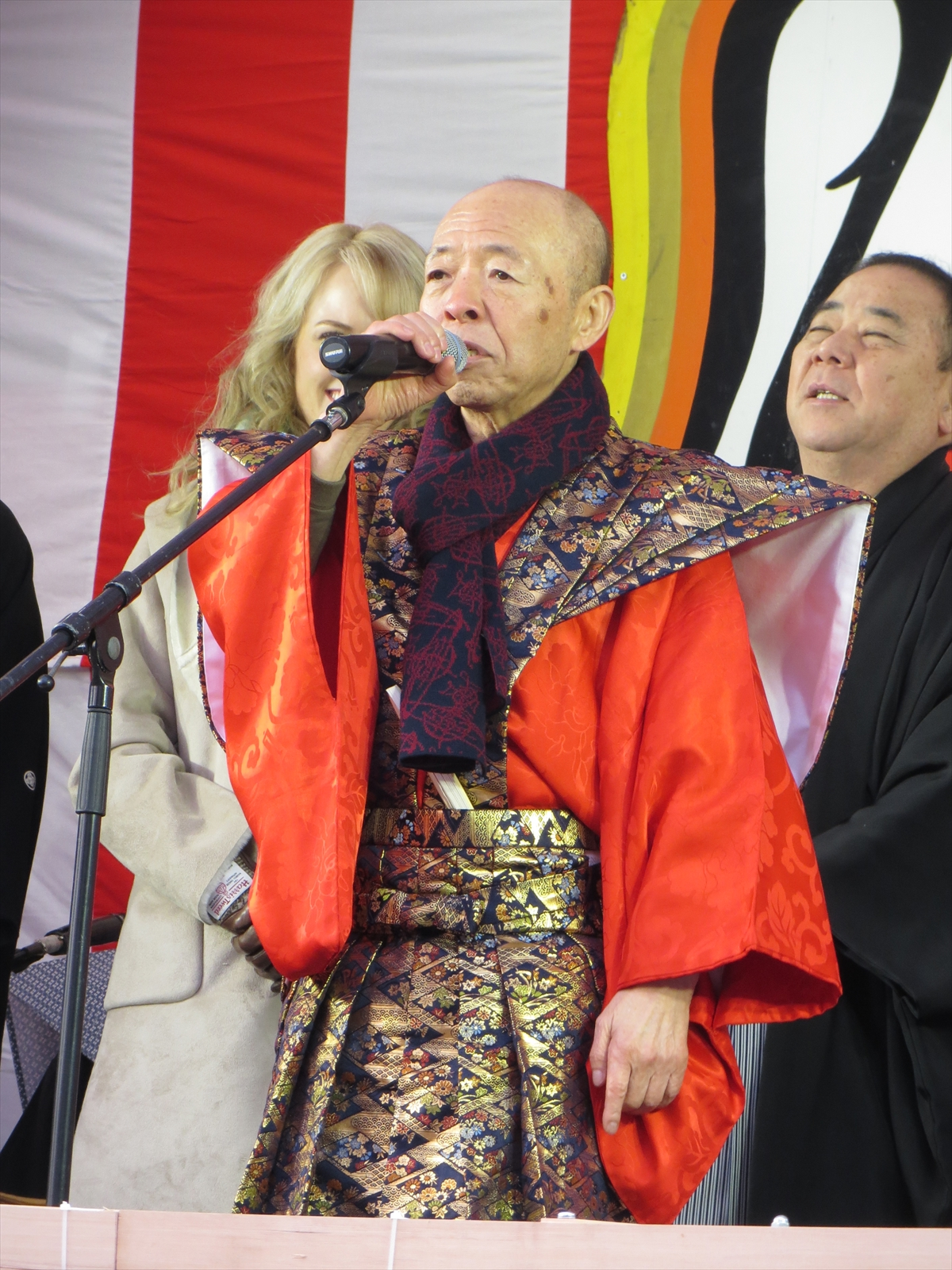
坂田利夫死去（12月29日、82歳没。写真は2015年1月撮影）

  - 【再編・BS】衛星放送の再編を実施。BS1とBSプレミアムを統合した新BS2K放送「NHK BS」を開始、あわせてBS4Kも「NHK BSプレミアム4K」に改称するとともに24時間放送を開始した。これによりNHKの衛星波は1波削減される[705][706][988]。
  - 【不祥事】同局の報道局記者が取材を担当した事象に関する詳細なメモランダムなどがこの日、外部に流出していたことが指摘され、同局が調査を行ったところ、子会社が契約している派遣スタッフが流出させていたことが判明。これを受けて同局では「取材に関わる情報が外部に漏れることは取材対象者との信頼関係のみならず、NHKに対する視聴者からの信頼を損なう行為でもありあってはならないこと」と謝罪し、「本件について事実関係を確認し、厳正に対処するとともに、（情報の）管理体制を強化するなどの再発防止に努めて信頼回復を図りたい」との姿勢を示した[989]。
- 3日（2日深夜） - 【放送事故・近畿広域圏】読売テレビでこの日の2時32分54秒から30秒間にわたり、放送されていた『日テレNEWS24』の画面が映らなくなる放送事故が発生。原因は生駒山送信所で行われていたソフト改修中の人為的ミスで、同局は総務省近畿総合通信局に当該事故を報告した。同局は影響があったエリア等について調査すると同時に、再発防止に取り組むとのコメントを発表した[990][991]。
- 4日 - 【不祥事・山口県】テレビ山口（tys、TBS系）はこの日、10月12日に同局で放送した「教師の働き方改革と部活動」に関する特集について、福岡県の九州朝日放送（KBC、テレビ朝日系）から「拙局で放送した内容に似ている」との指摘がなされたため、調査・確認を行った処、九州朝日放送の放送内容とほぼ一致した部分があったことが判明。このため同局は本件の取材及び記事の作成を担当した20代男性記者から事情聴取を行った結果、この記者が模倣を認めたことから直ちに本件ニュース記事の配信停止を実施すると共に九州朝日放送に謝罪した。また同局は本件に関して11月30日付で代表取締役社長の齋藤宗房を給与3ヶ月分10%の減俸、専務取締役の原英作を給与1か月分5%の減俸、当該男性記者とその上司2名を日額2分の1の減給とする処分を課したことなどを発表し、かつ再発防止策を示した[992]。
- 5日
  - 【報道・不祥事・BPO】BPOの放送倫理検証委員会は、5月15日放送のNHK総合『ニュースウォッチ9』でコロナを巡る報道に関し、『本件に関して、NHKによる取材の不徹底や番組放送に際してのチェック機能が十分に働いていなかったと判断し、放送倫理違反があったと認定した』とする意見書を採択し、放送倫理検証委員会決定（第44号）にて告示した[993][994]。このBPOの意見を受け、NHKは即日「意見書の指摘を真摯に受け止める」とのコメントを発表した[995]。→5月16日及び7月21日の出来事参照
  - 【訃報】
    - 平凡出版（後のマガジンハウス）の編集者として『平凡パンチ』『週刊平凡』『POPEYE』などに携わり、1980年に独立して作家活動を開始、1988年に発表した小説「凍れる瞳」[注 191]等で「第99回直木三十五賞」を受賞し、その後もノンフィションを中心に数々の著作を発表。また日本放送協会国際放送審議会委員も務めた経歴を持つ作家の西木正明（本名：鈴木正昭）がこの日、敗血症性ショックのため神奈川県川崎市内の病院で死去（83歳没）[996]。
    - 【北海道】テレビ北海道（TVh、テレビ東京系）の1989年10月の開局に尽力し、初代社長・会長を務めた伊藤義郎がこの日夕方、老衰のため死去（96歳没）。訃報は8日に明らかになった[997]。
- 6日 - いずれも【訃報】
  - 1953年に学習院大学からNHKに入職し、報道記者として主に国際畑を歩み、報道局外信部長などを務め、特に1974年放送開始の21時枠の大型報道番組『ニュースセンター9時』では初代キャスターとして3年間出演し、その後はジャーナリストとして『NHK特集 あのとき世界は - 磯村尚徳戦後史の旅』（1978年 - 1979年）などの番組に出演するなどして“ミスターNHK”と呼ばれたジャーナリスト、外交評論家の磯村尚徳がこの日、骨髄異形成症候群のため東京都内のホスピスで死去（94歳没）。訃報は13日に公表された[998][999]。
  - 1973年にハナ肇（クレージーキャッツ、1993年没）に弟子入りし、1979年に川上泰生、小林すすむ（2012年没）とコントトリオ「ヒップアップ」を結成。1980年代のフジテレビ系人気お笑い番組『オレたちひょうきん族』の「アダモちゃん」で人気を博し、トリオ解散後にピン芸人・タレントとなってからも日本テレビ系『天才・たけしの元気が出るテレビ!!』などのバラエティ番組や情報番組のリポーターなどでも活動したタレントの島崎俊郎がこの日東京都内の自宅で倒れ、救急搬送先の病院で死亡が確認された（68歳没）。死因は急性心不全で、島崎は約1週間前から体調不良を訴え、診断の結果インフルエンザに感染していたという[1000][1001][1002]。
- 8日 - 【経営問題】SMILE-UP.（旧ジャニーズ事務所）からタレントマネジメント・育成事業を継承する新会社の社名が「STARTO ENTERTAINMENT」に決まったことがこの日発表された。あわせて社長としてコンサルティング会社スピーディ代表の福田淳が就任することも発表、当初社長に就任予定だった東山紀之は新会社に関与せず、被害者補償業務に専念することになった[1003]。
- 11日 - 【経営・業務提携】テレビ朝日はこの日、ホビー商品の企画・製造・販売を手掛ける壽屋と資本業務提携を締結したと発表した。オリジナルIPやコンテンツの共同開発と二次利用の共同展開、メタバースなど新領域でのビジネス展開などの取り組みを推進するのが狙いで、テレビ朝日は発行済み株式の12.6%を取得し壽屋の筆頭株主となる[1004]。
- 12日 - 【訃報】1961年に寄席文字の家元である橘右近（1995年没）に弟子入りし、新宿末廣亭の看板文字などを手掛け、日本テレビ系演芸番組『笑点』では番組タイトルの題字や出演落語家の触書を書いたことで知られた寄席文字書家の橘左近（本名：登内明人）がこの日、腎不全のため死去（89歳没）[1005]。
- 17日 - 【訃報】1979年（昭和54年）7月場所で父の元関脇鶴ヶ嶺（2006年没）が師匠を務めた井筒部屋より初土俵を踏み、最高位は関脇ながら人気力士として活躍、2002年（平成14年）9月場所で現役を引退した後は年寄第20代錣山を襲名し、錣山部屋師匠として豊真将紀行や阿炎政虎らの有望力士を育成指導する傍ら、NHK相撲中継解説者としても度々登場、またタレントとして黄桜酒造のCMに出演した経歴を持つ元大相撲力士・年寄の寺尾常史（本名：福薗好文）がこの日の夜、うっ血性心不全のため東京都内の病院で死去（60歳没）[1006][1007]。
- 18日
  - 【活動進退】フジテレビアナウンサーの木下康太郎（2010年入社、2022年7月から報道局社会部記者兼務）がこの日更新したInstagramにおいて、「アメリカの大学院に進学するため同局を休職する」旨を報告した[1008]。
  - 【不祥事・鳥取県】日本海テレビは、経営戦略局長（懲戒解雇済み）が24時間テレビの寄付金など約1100万円余りを着服していた問題の責任を取って代表取締役会長の田口晃也が辞任したことを発表した[1009]。→11月28日の出来事参照
- 19日
  - 【不祥事】NHKはこの日、本年9月に発覚した30代の男性報道記者（懲戒免職処分済み）による就業規則違反（不正経費請求）に係る第三者委員会の調査報告書を公表。これを受けて同局では2018年以降に放送総局報道局社会部長を務めた3名（前々任者、前任者、現職者）について停職1か月及び現任役職の解任、前報道局長を減給とするなどの懲戒処分を決定。また本件が行われていた当時に報道局長を務めた専務理事・小池英夫及び理事・根本拓也に対してNHK会長：稲葉延雄より厳重注意が行われ、これを受けて小池、根本の両名よりそれぞれ役員報酬1か月分を10%返上する申し出がなされた[1010][1011]。→9月26日の出来事も参照
  - 【経営・事業譲渡・BS・CS】ソニー・ピクチャーズ エンタテインメント（SPEJ）は、アニメ専門チャンネルのアニマックスとキッズステーションを、ノジマ傘下のAXN[注 192]に譲渡すると発表した。AXNの子会社としてAKエンタテインメントを設立、SPEJもAKメディアを設立しアニマックスとキッズステーションを傘下に収めた上で、2024年4月にAKメディアがAKエンタテインメントの子会社になるスキームを採る。これによりSPEJは専門チャンネル事業から撤退する[1012]。
- 20日 - 【報道・不祥事・北海道】北海道テレビは、北海道足寄郡足寄町で発生した女性遺体遺棄事件の報道で、前日の19日夜からこの日の昼まで6回にわたり誤って別人の写真を容疑者の写真として放送していたことが判明し、同局は同日夜のニュースで謝罪すると共に公式サイトにアップしていた写真も削除した。同局社長室は「複数で確認して放送を行ったが、結果的に不十分であった。多大な迷惑をおかけしたことをお詫びする」とコメントした[1013][1014]。
- 21日 - いずれも【不祥事】
  - 【懲戒】NHKはこの日、放送総局内部監査室に配属されていた基幹職職員3名が規程に違反し、内部監査資料を外部に持ち出す行為を行っていたことを発表した。NHKでは「内部監査資料の持ち出しは、内部監査の信頼性を損なう重大なコンプライアンス違反である」として、当該職員3名について停職1か月の懲戒処分を下したことを併せて発表した[1015][1016]。
  - 【放送事故・謝罪】テレビ朝日は同局系教養バラエティ番組『林修の今、知りたいでしょ!』に於いて、本年11月23日に放送した「カラスの冬の生態と行動」を紹介した際に『冬のカラスは寒さをしのぐために群れを作る集団生活期』であると放送したことについて、番組監修を務めた鳥類学者の樋口広芳より放送内容の誤りが指摘され、かつ樋口より「カラスは寒さをしのぐために群れるのではなく、また身を寄せ合って過ごすことはない。外敵の来襲を察知したり、食べ物がある場所をたくさんの目で見つけるためである」という見解を改めて示されたことから、同局ではこの日の同番組放送の冒頭にてアシスタントの斎藤ちはる（テレビ朝日アナウンサー）が放送の誤りと訂正、そして関係者に対するお詫びを行った。また番組公式サイトでも謝罪文を掲載する措置を執った[1017]。
- 22日 - 【経営問題・人事・労働・群馬県】群馬テレビ（独立局）は、この日行われた取締役会で代表取締役社長の武井和夫（2014年6月就任）に対する解任動議が出され、賛成多数で可決された。武井は業務実態を無視した人事異動を行っていたことから、同局労働組合が県の労働委員会に「不当労働行為」として救済を申し立てていたほか、経費削減を理由として制作請負会社やフリーランスとの契約を一方的に停止したり、「スポンサーでない自治体や企業に取材に行く必要は無い」と報道機関としての責任を放棄したことが問題となっていた。後任には専務取締役兼報道局長を務めていた中川伸一郎（1986年入社）が就任する[1018]。これまで同局の社長は今回の武井を含めてすべて群馬銀行出身者だったため、中川は同局史上初となる生え抜き社長となる[1019]。
- 25日 - 【結婚・キー局】TBSテレビアナウンサーの宇内梨沙（2015年入社）がこの日に結婚。2024年1月14日の『アッコにおまかせ!』で報告した[1020]。
- 29日 - いずれも【訃報】
  - 大相撲の春日野部屋力士から1971年に日本プロレス入りし、小沢正志名義でデビュー。その後新日本プロレス入りした後に海外を拠点に活動し、WWFを転戦した際にリングネームを「キラー・カーン」に改名し日本でも同名義で活動した後、1987年に現役を引退して居酒屋経営に乗り出した後にはタレントとしても活動し、『ロイ白川 心の演歌』（とちぎテレビ）や『ビートたけしのお笑いウルトラクイズ』（日本テレビ系）、秋田県のステーキ店「ビリー・ザ・キッド」のCMなどにも出演した経歴を持つ元プロレスラー・実業家・タレントのキラー・カーン（本名：小澤正志）がこの日、自身が経営する東京都内の飲食店「カンちゃんの人情酒場」で接客中に倒れ、救急搬送されたが搬送先の病院で動脈破裂のため死去（76歳没）[1021]。
  - 1961年に吉本新喜劇に研究生として入団し、1967年に前田五郎（2021年没）との漫才コンビ「コメディNo.1」を結成し、「アホの坂田」の愛称で関西エリアを中心に『あっちこっち丁稚』（朝日放送「日曜笑劇場」枠、1975年 - 1983年）などのテレビ番組に数多く出演、2009年にコンビを解消した後はピン芸人として数々のバラエティ番組や富士通の「タッチおじさん」の声、岡田彰布（元プロ野球選手、後の阪神タイガース一軍監督）と共演した味の素「どんでん」、明治製菓「きのこの山」「たけのこの里」などのコマーシャルにも出演したお笑い芸人・タレント・俳優の坂田利夫（本名：地神利夫）がこの日、老衰のため大阪市内で死去（82歳没）。訃報は翌30日に所属先の吉本興業から発表された[1022][1023]。
- 30日 - いずれも【訃報】
  - 1971年にテイチクレコードより「愛は死んでも」で歌手デビューし、読売テレビ制作（日本テレビ系）の『全日本歌謡選手権』10週勝ち抜きを機に1973年に発売した「なみだ恋」が大ヒットし、その年の『第24回NHK紅白歌合戦』に初出場し、以後通算23回出場。また1980年には「雨の慕情」にて第11回日本歌謡大賞並びに第22回日本レコード大賞にて大賞を受賞して二冠に輝くなど“演歌の女王”として日本歌謡界に燦然とその名を刻み、またBS11にて『八代亜紀いい歌いい話』の司会を務め、中外製薬の「アルペン」「グロンサン」「新グロモント」、キリンビバレッジの「FIRE」などのCMにも出演するなどお茶の間にも親しまれた歌手の八代亜紀がこの日、急速進行性間質性肺炎のため死去（73歳没）。訃報は翌2024年1月9日に公式サイトの告示という形で所属事務所のミリオン企画より公表された[1024][1025]。
  - 1980年代に北爪宏幸主宰のアニメーションスタジオである「スタジオぱっく」に参加し、『機動戦士ガンダム』シリーズにスタッフとして参加、テレビアニメでは『とある魔術の禁書目録』（毎日放送、千葉テレビなどで放送）の第1期作品のプロップデザインを担当するなど数々の作品にスタッフとして参画したアニメーターの岩瀧智がこの日死去（60歳没）。訃報は夫人により自身の公式X（旧Twitter）にて告知された[1026]。
- 31日
  - 【放送事故・謝罪】フジテレビ系でこの日7時から生放送された『大みそか列島縦断LIVE 景気満開テレビ2023』において、東京都内の銭湯から中継した際、脱衣所にいた男性の陰部が一瞬映る放送事故があり、直後に中継現場にいた山本賢太（フジテレビアナウンサー）が謝罪した他、番組の途中で進行役を務めていた三上真奈（同）も改めて当該事故を謝罪した[1027][1028]。
  - いずれも【活動進退】
    - 【キー局】日本テレビアナウンサーの笹崎里菜（2015年入社）が「次のステップに進みたい」として、この日付で8年9か月在籍した同局を退職[1029]。
    - 【中京広域圏】中京テレビ（CTV、日本テレビ系）アナウンサーの佐藤啓（1990年入社[注 193]）が、この日付で34年間在職した同局から離職。なお、佐藤は翌2024年元日よりフリーの立場でメディアなどの仕事は続けたい意向を明らかにしている[1030]。
    - 【近畿広域圏】毎日放送アナウンサーの野嶋紗己子（2019年入社）が、この日付で4年9か月在職した同局を退職。退職後はビジネス映像会社「PIVOT」へ転職する方向[1031]。
    - いずれも【芸能】
      - お笑いコンビ・ANZEN漫才のみやぞんが年末をもって所属する浅井企画を退所し、フリーで活動すると12月5日に同社が発表した。これに伴いANZEN漫才は2024年3月末に解散、相方のあらぽんは浅井企画に残り、それぞれピン芸人として活動することになる[1032]。
      - お笑いコンビのハリセンボン（近藤春菜、箕輪はるか）が年内をもって所属する吉本興業を退社し、翌2024年1月1日よりGATEに移籍。27日に発表した物で、近藤が2019年8月よりGATEを通じて吉本とのエージェント契約に移行、箕輪のみ吉本と専属マネジメント契約を結んでいたが、この年結成20周年を迎えたのを機に全面移籍する運びとなった[1033]。

  - 【訃報】小説家の中村正常の長女として出生、昭和中期から天才子役として活動し、映画やテレビドラマなどに数多く出演。またタレントとしてもTBS系音楽番組『TBS歌のグランプリ』の司会、NHK総合『連想ゲーム』の初代女性軍キャプテンを務め、同局『お笑いオンステージ』のレギュラーや『NHK紅白歌合戦』でも1959年から3年連続で紅組司会を務め、テレビ創世記から息の長い活動をしてきたことで知られた俳優・タレント・司会者の中村メイコ（出生名：中村五月、結婚後の本名[注 194]：神津五月）がこの日、肺塞栓症のため死去（89歳没）[1034][1035]。訃報は翌2024年1月7日に所属事務所のホリプロより公表された[1035]。

## 開閉局

### 開局
- 12月1日
  - NHK BS[705][706][988]
  - NHK BSプレミアム4K[705][706][988]

### 閉局
- 11月30日
  - NHK BS1[706]
  - NHK BS4K[706]

## 周年

### 番組
| 月 | 周年 | 番組（主管局） |
| -- | ---- | --- |
| 1  | 60   | キユーピー3分クッキング（日本テレビ） |
| 1  | 20   | さんタク（フジテレビ） ハナタレナックス（北海道テレビ） |
| 1  | 10   | YOUは何しに日本へ?（テレビ東京） |
| 2  | 10   | ジョブチューン アノ職業のヒミツぶっちゃけます!（TBS） |
| 3  | 35   | 探偵!ナイトスクープ（朝日放送テレビ） |
| 3  | 25   | UMKスーパーニュース（テレビ宮崎）※番組終了 |
| 3  | 20   | おにぎりあたためますか（北海道テレビ） てれまさむね（NHK仙台 / NHK総合） ウォッチン!みやぎ（東北放送） イブニング信州（NHK長野 / NHK総合） |
| 3  | 15   | リトル・チャロ（NHK Eテレ） |
| 4  | 60   | 大河ドラマ（NHK） |
| 4  | 40   | 小さな旅（NHK総合・BS1・BSプレミアム・BS4K） |
| 4  | 35   | ワールドビジネスサテライト（テレビ東京） ニュースプラス1いわて（テレビ岩手） |
| 4  | 30   | NHKニュースおはよう日本、NHKニュース7、クローズアップ現代（以上、NHK総合） 天才てれびくんシリーズ、忍たま乱太郎シリーズ（以上、NHK Eテレ） 朝だ!生です旅サラダ（朝日放送テレビ） 進め!スポーツ元気丸（広島テレビ） |
| 4  | 25   | さわやか自然百景（NHK総合・BSプレミアム・BS4K） こども手話ウイークリー（NHK Eテレ） ザ!鉄腕!DASH!!（日本テレビ） GET SPORTS（テレビ朝日） 情熱大陸（毎日放送） ももち浜ストア（テレビ西日本） |
| 4  | 20   | にほんごであそぼ、サイエンスZERO、すくすく子育て（以上、NHK Eテレ） エンタの神様（日本テレビ） アメトーーク!（テレビ朝日） ネプリーグ（フジテレビ） モモコのOH!ソレ!み〜よ!（関西テレビ） ぐっさん家〜THE GOODSUN HOUSE〜（東海テレビ） ウドちゃんの旅してゴメン（メ〜テレ）※10月終了 イチオシ!!（北海道テレビ） じゃじゃじゃTV（IBC岩手放送） 突撃!ナマイキTV（東日本放送） BS日本・こころの歌（BS日テレ・BS日テレ 4K） |
| 4  | 15   | ありえへん∞世界、男子ごはん（以上、テレビ東京） なるほどプレゼンター!花咲かタイムズ（CBCテレビ） |
| 4  | 10   | いじめをノックアウト、クラシック音楽館、先人たちの底力 知恵泉、 ムジカ・ピッコリーノ、おとうさんといっしょ（以上、NHK Eテレ） 笑神様は突然に…（日本テレビ） 相葉マナブ（テレビ朝日） キスマイ超BUSAIKU!?（フジテレビ）※9月終了 歌謡プレミアム（BS日テレ・BS日テレ 4K） 武田鉄矢の昭和は輝いていた（BSテレ東・BSテレ東 4K） 金バク!（岡山放送） ゴゴスマ -GO GO!Smile!-（CBCテレビ）                                      |
| 5  | 70   | 大相撲中継（NHK総合） |
| 6  | 15   | ごきげんライフスタイル よ〜いドン!（関西テレビ） |
| 7  | 45   | 独占生中継 隅田川花火大会（テレビ東京） |
| 7  | 20   | そこまで言って委員会NP（読売テレビ） |
| 7  | 15   | しゃべくり007（日本テレビ） あぐり王国北海道NEXT（北海道放送） |
| 7  | 10   | THE MUSIC DAY（日本テレビ） |
| 8  | 70   | NHKプロ野球（NHK総合） 全国高等学校野球選手権大会（NHK総合 / NHK Eテレ） DRAMATIC BASEBALL（日本テレビ） |
| 8  | 45   | 24時間テレビ 「愛は地球を救う」（日本テレビ / NNN全30局+沖縄テレビ） |
| 8  | 10   | 林修の今、知りたいでしょ!（テレビ朝日） |
| 9  | 20   | 吉田類の酒場放浪記（BS-TBS・BS-TBS 4K） 土曜はダメよ!（読売テレビ） |
| 9  | 10   | グッド!モーニング（テレビ朝日） |
| 10 | 40   | THE フィッシング（テレビ大阪） サンデードラゴンズ（CBCテレビ） billboard TOP40（テレビ神奈川） |
| 10 | 35   | それいけ!アンパンマン（日本テレビ） |
| 10 | 30   | ダウンタウンDX（読売テレビ） |
| 10 | 25   | おじゃる丸シリーズ（NHK Eテレ） Newsモーニングサテライト（テレビ東京） とっても健康らんど（九州朝日放送） |
| 10 | 20   | 食彩の王国（テレビ朝日） めざましどようび、土曜プレミアム（以上フジテレビ） |
| 10 | 15   | ファミリーヒストリー（NHK総合） 情報7days ニュースキャスター（TBS） 浜ちゃんが!（読売テレビ） |
| 10 | 10   | 有吉ゼミ（日本テレビ） ワイドナショー、久保みねヒャダこじらせナイト（以上、フジテレビ） 釣り百景（BS-TBS・BS-TBS 4K） なるみ・岡村の過ぎるTV（朝日放送テレビ） |
| 11 | 20   | ゲームセンターCX（フジテレビONE） |
| 11 | 10   | 前略、大とくさん（中京テレビ） 鉄道発見伝 鉄兄ちゃん藤田大介アナが行く!（日テレプラス） |
| 12 | 70   | NHK紅白歌合戦（NHK総合・BS4K・BS8K） |
| 12 | 30   | しまじろうシリーズ（テレビせとうち） |
| 12 | 10   | 全日本歌唱力選手権 歌唱王（日本テレビ） |

### 開局・放送開始
地上デジタルテレビジョン放送局の開局は2003年12月1日以降であるため、前身の地上アナログテレビジョン放送からの通算。
| 月 | 周年 | 放送局（親局）                                                       |
| -- | ---- | -------------------------------------------------------------------- |
| 2  | 70   | NHK総合（東京）                                                      |
| 2  | 65   | NHK総合（熊本、鹿児島）                                              |
| 2  | 60   | NHK Eテレ（熊本）                                                    |
| 2  | 55   | NHK Eテレ（徳島）                                                    |
| 3  | 65   | RKB毎日放送（福岡）                                                  |
| 4  | 60   | 福島テレビ                                                           |
| 4  | 50   | 奈良テレビ                                                           |
| 4  | 30   | キッズステーション                                                   |
| 4  | 25   | フジテレビTWO                                                        |
| 4  | 15   | チャンネル銀河                                                       |
| 6  | 65   | RSK山陽放送                                                          |
| 6  | 60   | NHK Eテレ（岡山）                                                    |
| 7  | 65   | 西日本放送                                                           |
| 7  | 45   | 静岡朝日テレビ                                                       |
| 7  | 25   | アニマックス                                                         |
| 8  | 70   | 日本テレビ                                                           |
| 8  | 65   | 読売テレビ、テレビ西日本                                             |
| 8  | 55   | 岐阜放送（ぎふチャン）                                               |
| 9  | 40   | テレビ愛知                                                           |
| 10 | 65   | NHK総合（富山） 信越放送                                             |
| 10 | 40   | 新潟テレビ21                                                         |
| 10 | 30   | 山口朝日放送、大分朝日放送                                           |
| 11 | 65   | NHK総合（長野） 関西テレビ（カンテレ）、静岡放送                     |
| 11 | 55   | 北海道テレビ、テレビ静岡                                             |
| 12 | 65   | NHK総合（盛岡、新潟、長崎） 東海テレビ、新潟放送、北陸放送、南海放送 |
| 12 | 60   | NHK Eテレ（甲府、宮崎、長崎局）                                      |
| 12 | 55   | NST新潟総合テレビ                                                    |
| 12 | 40   | テレビユー福島                                                       |

### 番組開始・開局以外
- 1月1日 - 【CI・略称変更・新潟県】テレビ新潟（日本テレビ系）がCI導入により略称を「TNN」→略称・愛称「TeNY」に変更してから25周年。
- 2月20日 - 【放送開始】日本におけるUHFテレビ放送開始から55周年（NHK徳島教育テレビジョン（Eテレ））[注 225]。
- 3月1日 - 【本社移転・沖縄県】沖縄テレビ放送（OTV、フジテレビ系）が本社を那覇市久米→同市久茂地の「OTV放送会館」に移転してから40周年。
- 3月31日 - 【呼称変更・中京広域圏】名古屋テレビ放送（NBN、テレビ朝日系）が愛称を「名古屋テレビ」→「メ〜テレ」に変更してから20周年。
- 4月1日
  - 【ネットワーク】
    - 【中京広域圏】名古屋テレビ放送（NBN / メ〜テレ）と中京テレビ（CTV）のネットワーク一本化（複合ネット解消）（NBN：テレビ朝日系、CTV：日本テレビ系）から50周年[注 226]。
    - 【山形県】 山形テレビ（YTS）のネットチェンジ（フジテレビ系→テレビ朝日系）から30周年。

  - 【呼出符号・中京広域圏】CBCテレビのコールサイン変更（JOAR-DTV→JOGX-DTV）から10周年[注 227]。
  - 【放送持株会社・呼出符号・近畿広域圏】朝日放送（ABC）の放送持株会社（朝日放送グループホールディングス、ABCGHD）移行に伴う分社化（朝日放送テレビ設立）および、それに伴う朝日放送テレビのコールサイン変更（JONR-DTV→JOAY-DTV[注 228]）から5周年。
- 6月23日 - 【本社移転・近畿広域圏】朝日放送テレビとその放送持株会社である朝日放送グループホールディングス（旧・朝日放送）が本社を大阪市北区の旧ABCセンターから福島区福島のほたるまちに本社を移転してから15周年。
- 7月1日 - 【社名変更】テレビ東京の前身会社にあたる「株式会社東京12チャンネルプロダクション」[注 229]が設立されてから55周年。
- 8月
  - 【合併・社名変更・福岡県】RKB毎日放送の前身「ラジオ九州」（1958年3月1日テレビ放送開始）と「西部毎日テレビジョン放送」が合併、RKB毎日放送（旧）[注 230]が誕生してから65周年。
  - 【本社移転・キー局】日本テレビの麹町旧本社屋（のちの麹町分室）落成[注 231][注 232]から45周年。さらに汐留の本社屋（日テレタワー）完成・移転から20周年。
- 8月1日 - 【本社移転・近畿広域圏】読売テレビが本社を大阪市北区東天満→中央区城見の大阪ビジネスパーク（OBP）に移転してから35周年[注 233]。
- 9月29日 - 【本社移転・キー局】テレビ朝日が2025年現在の本社屋（六本木ヒルズ内）に移転してから20周年。
- 10月1日 - 【社名変更】
  - 【静岡県】静岡県民放送（SKT・けんみんテレビ、テレビ朝日系[注 234]）が静岡朝日テレビ（SATV）に社名を変更してから30周年。
  - 【キー局・略称変更】テレビ朝日の正式社名並びに略称変更（全国朝日放送〈ANB〉[注 235]→株式会社テレビ朝日〈EX〉、当時）から20周年[注 236]。
- 11月1日 - 【免許・その他・キー局】テレビ朝日（当時：NETテレビ）とテレビ東京（当時：東京12チャンネル）が教育専門局から一般総合局に転換し、東京12チャンネル（当時）の放送免許が財団法人日本科学技術振興財団から「株式会社東京12チャンネル」[注 237]に委譲してから50周年。
- 12月1日 - 【放送開始】
  - 【関東広域圏・中京広域圏・近畿広域圏】東名阪での地上波デジタルテレビ放送開始から20周年。
  - 【BS】BSにおける4K・8K放送開始[注 238]から5周年。

## キリ番・記念回

### 帯番組
- 12000回 - 徹子の部屋（4月25日[注 239]、テレビ朝日）※番組関係の出来事の9月上期も参照
- 8500回 - news23（達成日不明、TBS）[注 240]
- 8000回 - どさんこワイド179（1月11日、札幌テレビ）[注 241][1040]
- 6500回 - 5きげんテレビ（4月19日、テレビ岩手）
- 6000回 - 報道ステーション（達成日不明、テレビ朝日）
- 5000回 - 突撃!ナマイキTV（4月3日、東日本放送）
- 3500回 - 朝生ワイド す・またん!（12月6日、読売テレビ）[1041]
- 3000回 
  - 6月16日 - あさイチ（NHK総合）
  - 12月26日 - ノンストップ!（フジテレビ）
- 2500回 - ゴゴスマ -GO GO!Smile!-（達成日不明、CBCテレビ）[注 209]
- 2000回 - モーニングショー（達成日不明、テレビ朝日）[注 242]
- 1000回 - FNN Live News α（達成日不明、フジテレビ）

### レギュラー番組
- 10800回 - 世界の車窓から（2月28日、テレビ朝日）[注 243]
- 2800回 - 題名のない音楽会（2月25日、テレビ朝日）[注 244]
- 2700回
  - 9月24日 - サザエさん（フジテレビ）
  - 11月25日 - 提言の広場（山形テレビ）
  - 達成日不明 - NNNドキュメント（日本テレビ）
- 2000回
  - 5月28日 - サンデードラゴンズ（CBCテレビ）
  - 8月14日 - カラオケ大賞（千葉テレビ）
  - 8月19日 - THE フィッシング（テレビ大阪）
- 1900回 - カーグラフィックTV（10月5日、BS朝日・BS朝日 4K）[注 245]
- 1700回
  - 3月18日 - 渡辺篤史の建もの探訪（テレビ朝日）
  - 8月5日 - よしもと新喜劇（毎日放送）
  - 達成日不明 - 探偵!ナイトスクープ（朝日放送テレビ）
- 1600回 - 噂の!東京マガジン（達成日不明、BS-TBS・BS-TBS 4K）[注 245]
- 1300回
  - 8月12日 - 旅コミ北海道じゃらんdeGO!（テレビ北海道）
  - 達成日不明 - Going! Sports&News（日本テレビ）
- 1200回 - クレヨンしんちゃん（9月23日、テレビ朝日）
- 1100回
  - 5月7日 - 宝塚カフェブレイク（TOKYO MX）
  - 7月15日 - くさデカ（テレビ静岡）
  - 9月24日 - 1×8いこうよ!（札幌テレビ）
  - 10月14日 -  名探偵コナン（読売テレビ）
  - 達成日不明 - サンデージャポン（TBS）
- 1000回
  - 2月4日 - じゃじゃじゃTV（IBC岩手放送）
  - 3月22日（21日深夜） - おにぎりあたためますか（北海道テレビ）[1042]
  - 6月7日 - 週刊バイクTV（千葉テレビ）
  - 10月28日 - 食彩の王国（テレビ朝日)
  - 11月4日 - 埼玉ビジネスウォッチ（テレビ埼玉）※番組関係の出来事の11月も参照
  - 達成日不明 - 真相報道 バンキシャ!（日本テレビ）
- 900回
  - 3月24日（23日深夜） - ハナタレナックス（北海道テレビ）[注 246]
  - 5月10日 - 水野真紀の魔法のレストラン（毎日放送）[注 247]
  - 8月25日 - ボウリング革命 P★League（BS日テレ・BS日テレ 4K）
  - 10月7日 - 天才!!カンパニー（日本テレビ）
- 800回
  - 1月22日（21日深夜） - ゴッドタン（テレビ東京）
  - 1月29日 - ボクらの時代（フジテレビ）
  - 7月15日 - 土曜はダメよ!（読売テレビ）
  - 8月13日 - お笑いワイドショー マルコポロリ!（関西テレビ）
  - 10月22日 - 男子ごはん（テレビ東京）[注 203]
  - 10月29日 - FFFFF（北海道テレビ）
- 700回
  - 3月25日 - あぐり王国北海道NEXT（北海道放送）[注 212]
  - 5月6日 - 満天☆青空レストラン（日本テレビ）[1043]
  - 6月4日 - グッと!地球便（読売テレビ）
  - 9月23日 - おとな旅あるき旅（テレビ大阪）
  - 11月18日 - 住人十色 〜家の数だけある、家族のカタチ〜（毎日放送）
  - 12月17日 - スクール革命!（日本テレビ）
- 600回
  - 1月15日（14日深夜） - FOOT×BRAIN（テレビ東京）
  - 4月30日 - シューイチ（日本テレビ）
  - 5月21日 - 上沼・高田のクギズケ!（読売テレビ・中京テレビ）
  - 6月2日 - 所さんの学校では教えてくれないそこんトコロ!（テレビ東京）
  - 6月30日 - トラックマンTV（グリーンチャンネル）
  - 8月25日 - 華丸・大吉のなんしようと?（テレビ西日本）[1044]
- 500回
  - 1月22日 - そ〜だったのかンパニー（テレビ新広島）
  - 3月12日 - S-PARK（フジテレビ）[1045]
  - 6月11日 - 相葉マナブ（テレビ朝日）
  - 8月17日 - 釣り百景（BS-TBS・BS-TBS 4K）
  - 10月16日 - ほっとするわ（関西テレビ）
- 400回
  - 1月25日 - 『相棒』シリーズ（テレビ朝日）[注 248][1046]
  - 2月27日（26日深夜） - 乃木坂工事中（テレビ愛知）[注 249]
  - 4月6日 - プレバト!!（毎日放送）
  - 7月14日 - アニゲー☆イレブン!（BS11）
  - 7月26日 - 美しい日本に出会う旅（BS-TBS・BS-TBS 4K）
  - 9月23日 - 音ボケPOPS（TOKYO MX）[注 250]
  - 10月14日 - 所さんの世田谷ベース（BSフジ・BSフジ 4K）
  - 10月21日 - さんまのお笑い向上委員会（フジテレビ）
  - 12月9日 ‐ おんがく交差点（BSテレ東・BSテレ東 4K）
  - 12月12日 - マツコの知らない世界（TBS）[注 251]
  - 達成日不明 - サタデープラス（毎日放送）
- 300回
  - 1月22日（21日深夜） - 馬好王国〜UmazuKingdom〜（フジテレビ）※10月1日（9月30日深夜）終了
  - 3月25日 - 所さんお届けモノです!（毎日放送）[注 252]
  - 4月15日 - 人生最高レストラン（TBS）
  - 4月28日 - Anison Days（BS11）
  - 5月28日 - ジンギス談!（北海道放送）[注 253]
  - 8月16日 - ワタシが日本に住む理由（BSテレ東・BSテレ東 4K）
  - 10月26日 - 日本一ふつうで美味しい植野食堂 by dancyu（BSフジ・BSフジ 4K）[注 254]
  - 達成日不明
    - サタデーステーション（テレビ朝日）
    - サンデーステーション（テレビ朝日）[注 255]
    - サンデーLIVE!!（テレビ朝日・朝日放送テレビ・メ〜テレ）

### 不定期・特別番組
- 520回 - プロフェッショナル 仕事の流儀（5月9日、NHK総合）[注 256]
- 430回 - 朝まで生テレビ!（2月25日（24日深夜）、テレビ朝日）
- 400回 - 栄光の名馬たち（7月2日、グリーンチャンネル）
- 200回 - ファミリーヒストリー（6月2日、NHK総合）[注 256]
- 160回 - 今夜も生でさだまさし（5月26日、NHK総合）
- 100回 - サウンド・イン"S"（7月29日、BS-TBS・BS-TBS 4K）[注 257]
- 80回 - はじめてのおつかい（1月7日、日本テレビ）
- 60回 - Run for money 逃走中（4月9日、フジテレビ）[注 258]
- 40回 - 芸能人格付けチェック（1月1日、朝日放送テレビ）[注 259]
- 30回 - 笑える!泣ける!動物スクープ100連発（3月16日、TBS）
- 20回
  - 5月20日 - 千原ジュニアのタクシー乗り継ぎ旅（テレビ東京）[注 260]
  - 6月1日 - NHK MUSIC SPECIAL（NHK総合）
  - 12月20日 - 1周回って知らない話（日本テレビ）[注 261]
- 10回
  - 1月30日 - 病院ラジオ（NHK総合）
  - 2月22日 - ローカル路線バス乗り継ぎ対決旅 陣取り合戦（テレビ東京）
  - 4月22日 - さんまの東大方程式（フジテレビ）
  - 6月24日 - 大久保・川村の温泉タオル集め旅（テレビ東京）[注 262][1047]
  - 7月18日
    - これが定番!世代別ベストソング ミュージックジェネレーション（フジテレビ）
    - あなたはこの衝撃に耐えられる?ワールドドキドキビデオ（日本テレビ）

  - 8月30日 - THE鬼タイジ（TBS）
  - 12月24日 - この歌詞が刺さった!グッとフレーズ（TBS）

## 視聴率
数字・世帯視聴率はビデオリサーチ関東地区調べ。その他地域別の世帯視聴率はその他テレビに関する話題に。

### ニュース・報道番組
| 順位 | 視聴率 | 放送日                  | 番組名                             | 放送局     |
| ---- | ------ | ----------------------- | ---------------------------------- | ---------- |
| 1    | 43.6%  | 3月16日 21:54 - 23:10   | 報道ステーション                   | テレビ朝日 |
| 2    | 38.2%  | 3月11日 21:54 - 22:55   | サタデーステーション               | テレビ朝日 |
| 3    | 34.0%  | 3月12日 22:00 - 22:55   | サンデーステーション               | テレビ朝日 |
| 4    | 21.8%  | 3月21日 12:00 - 13:55   | ひるおび・午後                     | TBS        |
| 5    | 20.4%  | 12月31日 23:45 - 翌0:15 | ゆく年くる年                       | NHK総合    |
| 6    | 20.0%  | 3月22日 12:45 - 13:30   | 大下容子ワイド!スクランブル・第2部 | テレビ朝日 |

### スポーツ
| 順位 | 視聴率 | 放送日                | 番組名                                                                                   | 放送局     |
| ---- | ------ | --------------------- | ---------------------------------------------------------------------------------------- | ---------- |
| 1    | 48.0%  | 3月16日 19:09 - 21:54 | 2023 ワールド・ベースボール・クラシック 準々決勝ラウンド東京プール 日本×イタリア・後半   | テレビ朝日 |
| 2    | 44.4%  | 3月10日 19:37 - 23:20 | 2023 ワールド・ベースボール・クラシック 1次ラウンド東京プール 日本×韓国・後半            | TBS        |
| 3    | 43.2%  | 3月12日 19:08 - 22:00 | 2023 ワールド・ベースボール・クラシック 1次ラウンド東京プール 日本×オーストラリア・後半  | テレビ朝日 |
| 4    | 43.1%  | 3月11日 19:09 - 21:54 | 2023 ワールド・ベースボール・クラシック 1次ラウンド東京プール 日本×チェコ・後半          | テレビ朝日 |
| 5    | 42.5%  | 3月21日 8:25 - 12:00  | 2023 ワールド・ベースボール・クラシック 準決勝ラウンドマイアミプール 日本×メキシコ・後半 | TBS        |
| 6    | 42.4%  | 3月22日 8:25 - 12:08  | 2023 ワールド・ベースボール・クラシック 決勝 日本×アメリカ・第2部                        | テレビ朝日 |
| 7    | 41.9%  | 3月9日 20:09 - 23:00  | 2023 ワールド・ベースボール・クラシック 1次ラウンド東京プール 日本×中国・後半            | TBS        |
| 8    | 32.5%  | 3月22日 12:08 - 12:45 | 2023 ワールド・ベースボール・クラシック 決勝 日本×アメリカ・第3部                        | テレビ朝日 |
| 9    | 30.2%  | 3月9日 18:00 - 20:09  | 2023 ワールド・ベースボール・クラシック 1次ラウンド東京プール 日本×中国・前半            | TBS        |
| 10   | 29.6%  | 1月3日 7:50 - 14:18   | ★SAPPORO新春スポーツスペシャル 第99回東京箱根間往復大学駅伝競走・復路                    | 日本テレビ |
| 11   | 27.5%  | 1月2日 7:50 - 14:05   | ★SAPPORO新春スポーツスペシャル 第99回東京箱根間往復大学駅伝競走・往路                    | 日本テレビ |
| 12   | 26.1%  | 3月11日 18:30 - 19:09 | 2023 ワールド・ベースボール・クラシック 1次ラウンド東京プール 日本×チェコ・前半          | テレビ朝日 |
| 12   | 26.1%  | 3月16日 18:34 - 19:09 | 2023 ワールド・ベースボール・クラシック 準々決勝ラウンド東京プール 日本×イタリア・前半   | テレビ朝日 |
| 14   | 25.8%  | 3月12日 18:34 - 19:08 | 2023 ワールド・ベースボール・クラシック 1次ラウンド東京プール 日本×オーストラリア・前半  | テレビ朝日 |
| 15   | 25.1%  | 3月10日 18:00 - 19:37 | 2023 ワールド・ベースボール・クラシック 1次ラウンド東京プール 日本×韓国・前半            | TBS        |
| 16   | 23.7%  | 3月22日 8:08 - 8:25   | 2023 ワールド・ベースボール・クラシック 決勝 日本×アメリカ・第1部                        | テレビ朝日 |
| 17   | 23.1%  | 3月21日 7:00 - 8:25   | 2023 ワールド・ベースボール・クラシック 準決勝ラウンドマイアミプール 日本×メキシコ・前半 | TBS        |
| 18   | 22.9%  | 9月2日 20:11 - 21:54  | FIBAバスケットボール・ワールドカップ2023・順位決定リーグ 日本×カーボベルデ               | テレビ朝日 |
| 19   | 22.2%  | 3月22日 19:00 - 22:00 | 世界の歓喜をもう一度! 2023 ワールド・ベースボール・クラシック 決勝・日本×アメリカ        | TBS        |
| 20   | 21.5%  | 10月8日 19:45 - 21:59 | ラグビーワールドカップ2023・プールD 日本×アルゼンチン                                    | 日本テレビ |
| 21   | 20.2%  | 3月6日 19:25 - 21:30  | 2023 ワールド・ベースボール・クラシック強化試合 阪神タイガース×日本代表                  | テレビ朝日 |
| 22   | 20.0%  | 8月23日 15:45 - 17:43 | 第105回全国高等学校野球選手権大会・決勝 慶応×仙台育英・後半&閉会式                       | NHK総合    |

### バラエティ・歌番組
| 順位 | 視聴率 | 放送日                 | 番組名                     | 放送局  |
| ---- | ------ | ---------------------- | -------------------------- | ------- |
| 1    | 31.9%  | 12月31日 21:00 - 23:45 | 第74回NHK紅白歌合戦・第2部 | NHK総合 |
| 2    | 29.0%  | 12月31日 19:20 - 20:55 | 第74回NHK紅白歌合戦・第1部 | NHK総合 |

## 受賞
その他の賞については、以下を参照。